# بايزيد الأول
صاعقةُ الإسلام الملكُ السعيد والسُلطان الغازي جلالُ الدين يلدرم بايزيد خان بن مُراد بن أورخان العُثماني (بالتُركيَّة العُثمانيَّة: صاعقه اسلام الملك السعيد غازى سلطان جلالُ الدين ييلدرم بايزيد خان بن مُراد بن اورخان عُثمانى)، ويُعرف اختصارًا باسم بايزيد الأوَّل أو يلدرم بايزيد (بالتُركيَّة العُثمانيَّة: ييلدرم بايزيد؛ وبالتُركيَّة المُعاصرة: Yıldırım Bayezid)؛ و«يلدرم» كلمة تُركيَّة تعني «البرق» أو «الصاعقة»، وهو لقب أطلقهُ السُلطان مُراد الأوَّل على ابنه بايزيد لِسُرعة تحرُّكه وتنقُله بِرفقة الجُند، لِذلك كثيرًا ما يُعرف هذا السُلطان في المصادر العربيَّة باسم «بايزيد الصاعقة» أو «بايزيد البرق». هو رابع سلاطين آل عُثمان وثاني من تلقَّب بِلقب سُلطانٍ بينهم بعد والده مُراد، وهو أيضًا ثاني سُلطانٍ عُثمانيٍّ صاحب جُذورٍ تُركمانيَّة - روميَّة. والدته هي گُلچيچك خاتون.
تولَّى بايزيد عرش الدولة العُثمانيَّة بعد مقتل والده مُراد في معركة قوصوه، وأثبت كفاءته العسكريَّة وقُدراته التنظيميَّة لمَّا تمكَّن من قيادة الجُيُوش العُثمانيَّة إلى النصر على الصليبيين في المعركة المذكورة. ورث بايزيد عن أبيه دولةً واسعةً، فانصرف إلى تدعيمها بِكُل ما يملك من وسائل. ثُمَّ إنهُ انتزع من الروم مدينة فيلادلفية، وكانت آخر مُمتلكاتهم في آسيا الصُغرى، وأخضع البُلغار سنة 1393م إخضاعًا تامًا. وجزع الغرب عندما سمع بِأنباء هذا التوسُّع الإسلامي في أوروپَّا الشرقيَّة، فدعا البابا بونيفاس التاسع إلى شن حربٍ صليبيَّةٍ جديدةٍ ضدَّ العُثمانيين. وقد لبَّى النداء عدد من مُلُوك أوروپَّا كان في مُقدمتهم سيگيسموند اللوكسمبورغي ملك المجر بعد أن أنشأ جيشًا من المُتطوعين المُنتسبين إلى مُختلف بُلدان أوروپَّا الغربيَّة. ولكنَّ بايزيد هزم جُنُود سيگيسموند في معركة نيكوبُلي وردَّهم على أعقابهم. وقد حاصر بايزيد القُسطنطينيَّة مرَّتين مُتواليتين، ولكنَّ حُصُونها المنيعة ثبتت في وجه هجماته العنيفة، فارتدَّ عنها خائبًا. ولم ينسَ بايزيد وهو يُوجِه ضرباته الجديدة نحو الغرب، أنَّ المغول يستعدُّون لِلانقضاض عليه من جهة الشرق، وخاصَّةً بعد أن ظهر فيهم رجلٌ عسكريٌّ جبَّار هو تيمور بن طرقاي الگوركاني الشهير باسم «تيمورلنك»، والمُتحدِّر من سُلالة جنكيز خان. لِذلك عمل بايزيد على تعزيز مركزه في آسيا الصُغرى استعدادًا لِلموقعة الفاصلة بينه وبين تيمورلنك. وهكذا خفَّ الضغط العُثماني على الروم وتأخَّر سُقُوطُ القُسطنطينيَّة في أيدي المُسلمين خمسين سنةً ونصفًا. وفي ربيع سنة 1402م، تقدَّم تيمورلنك نحو سهل أنقرة لِقتال بايزيد، فالتقى الجمعان عند «چُبُق آباد» ودارت معركةٌ طاحنةٌ انهزم فيها العُثمانيُّون، وحاول السُلطان بايزيد الهرب، فأسرهُ المغول وحملوه معهم في قفصٍ من حديد كما تُشير العديد من الروايات التاريخيَّة. وتُوفي بايزيد في الأسر سنة 1403م، وأعاد تيمورلنك جُثمانه إلى أبنائه الذين دفنوه بِجوار الجامع والمدرسة التي بناها في بورصة بِمُوجب وصيَّته، وحلَّ بِالدولة العُثمانيَّة الخراب والفوضى آنذاك نتيجة تنازع أبناء بايزيد فيما بينهم على الحُكم، ولِأنَّ تيمورلنك أعاد تقسيم الأناضول بين الأُمراء التُركمان الذين كان بايزيد قد ضمَّ بلادهم إليه.
اشتهر بايزيد في التاريخ بِشخصيَّته القويَّة، فكسب احترام الجيش والحُكَّام والشعب، وعُرف عنه إرادته الصُلبة وذكاؤه وجسارته، كما اشتهر بانفتاحه العقلي، لكنَّهُ كان يميل إلى الهيمنة، ولا يهتم كثيرًا بِآراء الآخرين، فافتقر بِذلك إلى فن الحُكم الذي اتصف به والده. وكان يتصرَّف باستعلاء في علاقاته مع القوى المسيحيَّة. تنسب عدَّة روايات إليه شُرُوعه بِعادة قتل الإخوة، إذ قيل أنَّهُ أوَّل سُلطان عُثماني قتل أخاه لِضمان عدم مُنافسته على السُلطة. وقيل أيضًا أنَّهُ أوَّل سُلطانٍ عُثماني ظهر بِمظهر الأُبَّهة، فارتدى الملابس المُخمليَّة المُطرَّزة بِالذهب، وتناول الطعام من أطباقٍ ذهبيَّةٍ وفضيَّة، فخرج بِذلك عن أُسلُوب عيش أبيه مُراد وجدَّاه أورخان وعُثمان الذين كانوا يعيشون حياةً زاهدة أقرب إلى حياة المُتصوفة والدراويش، وقيل أيضًا أنَّهُ أوَّل من احتسى الخمر في الأُسرة العُثمانيَّة. كما اشتهر بايزيد الأوَّل بِحُبِّه الكبير لِلصيد وبِموهبته الشعريَّة المُميزة. وصفهُ المُؤرِّخ أحمد بن يُوسُف القرماني بِقوله: «وَكَانَ السُّلْطَانُ السَّعِيد إِيلدِرِم بَايَزِيد مِنْ خِيَارِ مُلُوكِ الْأَرْضِ، وَكَانَ مُجَاهِدًا مُرَابِطًا، وَقَدْ فَتَحَ مِنْ بِلَادِ الْكُفَّارِ وَمُدُنِهِم الْكِبَارِ مَا لَمْ يَمَسَّهَا مِنْ الْمُسْلِمِينَ خُفٌّ وَلَا حَافِرٌ. وَكَان قَوِيَّ النَّفْسِ، شَدِيدَ الْبَطْشِ، عَالِيَ الْهِمَّةِ».

## حياته قبل السلطنة

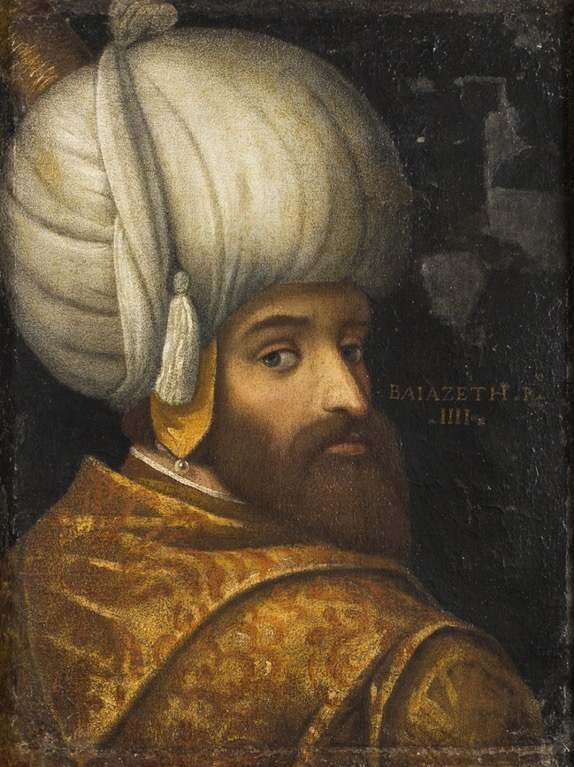
رسمٌ غربيّ لِبايزيد خان الأوَّل في شبابه.

وُلد بايزيد الأوَّل سنة 762هـ المُوافقة لِسنة 1361م، في مدينة أدرنة وفق ما تُشير له المصادر العُثمانيَّة، وذلك بُعيد فتحها بِقليل. والدهُ هو السُلطان مُراد الأوَّل، ووالدته هي گُلچیچك خاتون روميَّة الأصل، التي كانت في الأساس أرملة عجلان بك، أحد أُمراء قره‌سي، وإحدى سبايا غزوة العُثمانيين لِلإمارة بحسب الظاهر، فلمَّا نُقلت إلى القصر السُلطاني في بورصة تعرَّف بها مُراد وعرض عليها الزواج فقبلت به، وأنجبت لِزوجها الجديد ابنه البكر ووليّ عهده بايزيد. أطلق مُراد على ولده اسم «بايزيد» تيمُنًا بِوالد جدته (أي والدة جدَّة مُراد) الشيخ «إده بالي» الذي كان يُكنى «أبا يزيد»، فبايزيد هو اللفظ التُركي لِـ«أبي يزيد»، وما يُؤكِّد ذلك أنَّ بعض المُؤرخين المُسلمين من الذين كانوا يُجيدون العربيَّة والتُركيَّة وعاصروا قيام الدولة العُثمانيَّة وتحوُّلها إلى قُوَّة إقليميَّة، سمُّوا بايزيد «أبو يزيد»، ومنهم المُؤرِّخ ابن إياس الذي قال في مُؤلَّفه حامل عنوان «بدائع الزُهُور في وقائع الدُهُور»: «... ثُمَّ وَلَده أَبُو يَزِيد المَعرُوف بِيَلدِرِم، ويَلدِرِم بِاللُغَةِ التُّركيَّةِ اسمُ البَرق، وَهُوَ الذِي أَسًرَهُ تَيمُورلَنك وَوَضَعَهُ فِي قَفَصٍ مِن حَدِيدٍ وَطَافَ بِهِ فِي البِلَادِ». تلقَّى بايزيد تعليمه على يد نُخبة عُلماء زمانه، فعيَّن له والده من أشرف على تربيته تربيةً عسكريَّةً، وتلقينه أُصُول وفُنُون الحرب والقتال، إلى جانب العُلُوم الشرعيَّة والرياضيَّات والطبيعيَّات والآداب. ذُكر بايزيد لِأوَّل مرَّة في التاريخ العُثماني عندما صاهر سُليمان چلبي الكرمياني أمير الإمارة الكرميانيَّة الأناضوليَّة سنة 1381م، وذلك بعد أن تحالف الأمير سالف الذِكر مع السُلطان مُراد وتنازل لهُ عن بعض المُدن بعد أن رأى أنَّ من مصلحته التحالف مع آل عُثمان كونهم أقوى الإمارات التُركمانيَّة الأناضوليَّة. وكان من آثار هذا التحالف أن تزوَّج بايزيد دولت شاه خاتون بنت سُليمان، وكانت مدينة كوتاهية مهرًا لهُما. عُيِّن بايزيد واليًا على كوتاهية بُعيد انضمام الكرميانيين إلى الدولة العُثمانيَّة، وفي سنة 1386م عيَّنهُ والده واليًا على إمارة الحميد بعد أن ألزم أميرها بِالتنازل لهُ عن بلاده، كما أصبح لِفترةٍ من الزمن واليًا على أماسية.
اشترك بايزيد في حملات أبيه العسكريَّة في الروملِّي والأناضول بِجُنُود هذه الولايات، وكان يقود على الأغلب الجناح الأيمن لِلجيش العُثماني. وقد أثبت بايزيد في هذه الحملات كفاءته كقائد عسكريّ، كما أثبت حُسن تدبيره وسُرعة تحرُّكه بِالجُند والعتاد من الأناضول إلى الروملِّي والعكس، وكان هذا ما أكسبه لقب «الصاعقة» أو «البرق» آنذاك. يروي المُؤرِّخ والرحَّالة العُثماني أوليا چلبي سبب خلع لقب «يلدرم» على بايزيد الأوَّل في تلك الفترة، فيقول: «عَبَرَ بَايَزِيدُ الصَّاعِقَة مِن سِينُوپِ إِلَى الأَفلَاقِ بِسَنَةٍ وَاحِدَةٍ، وَلِأَنَّهُ لَحِقَ بِوَالِدِهِ السُّلطَان سَبعَ مَرَّاتٍ فِي بُورُصَة كَالصَّاعِقَة قَالَ لَهُ: "يَا بَايَزِيد، أَنتَ أَصبَحتَ صَاعِقَةً". وَصَارَ اسمُهُ بَايَزِيد خَان الصَّاعِقَة».

## تولِّيه السلطنة

### ظُروف تولِّي بايزيد السُلطة

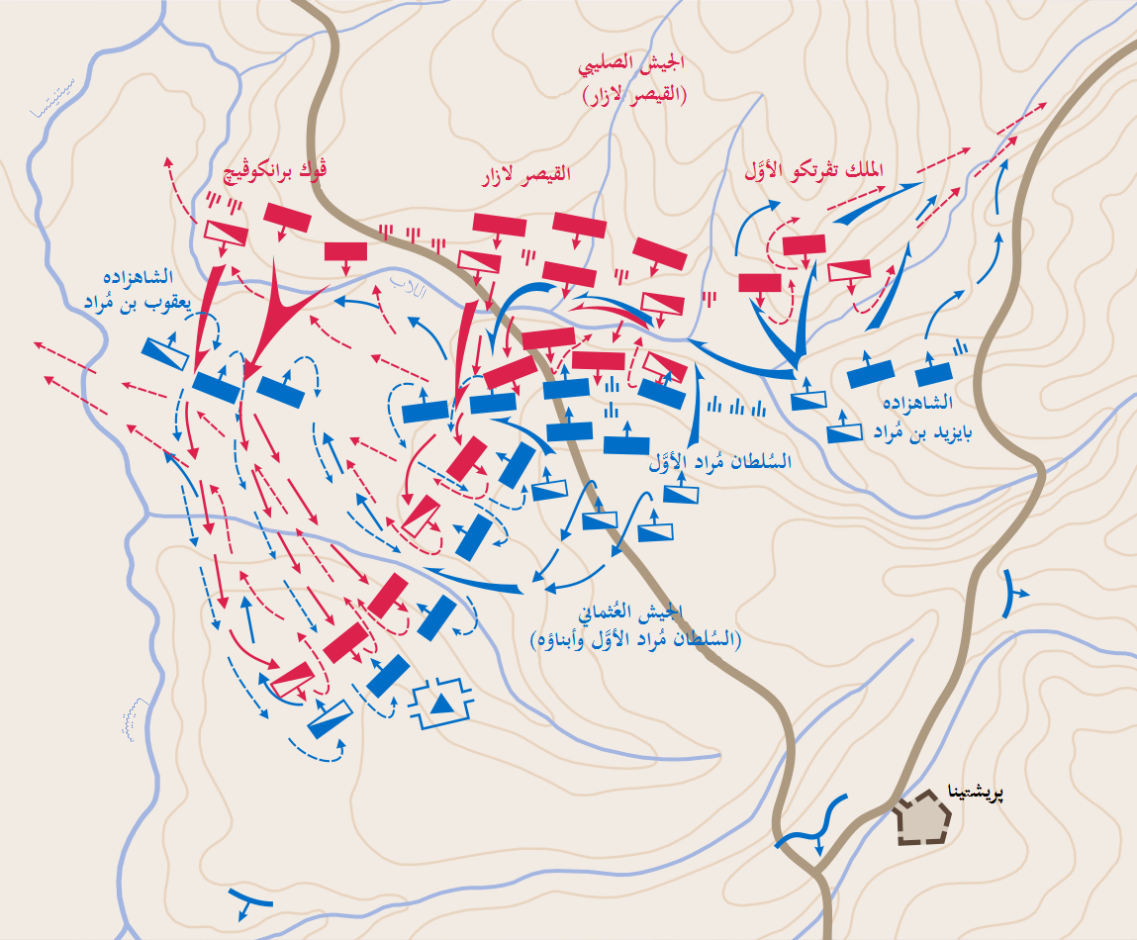
تحرُّكات الجيشان العُثماني والصليبي في معركة قوصوه. يبدو بايزيد على رأس ميمنة الجيش العُثماني.

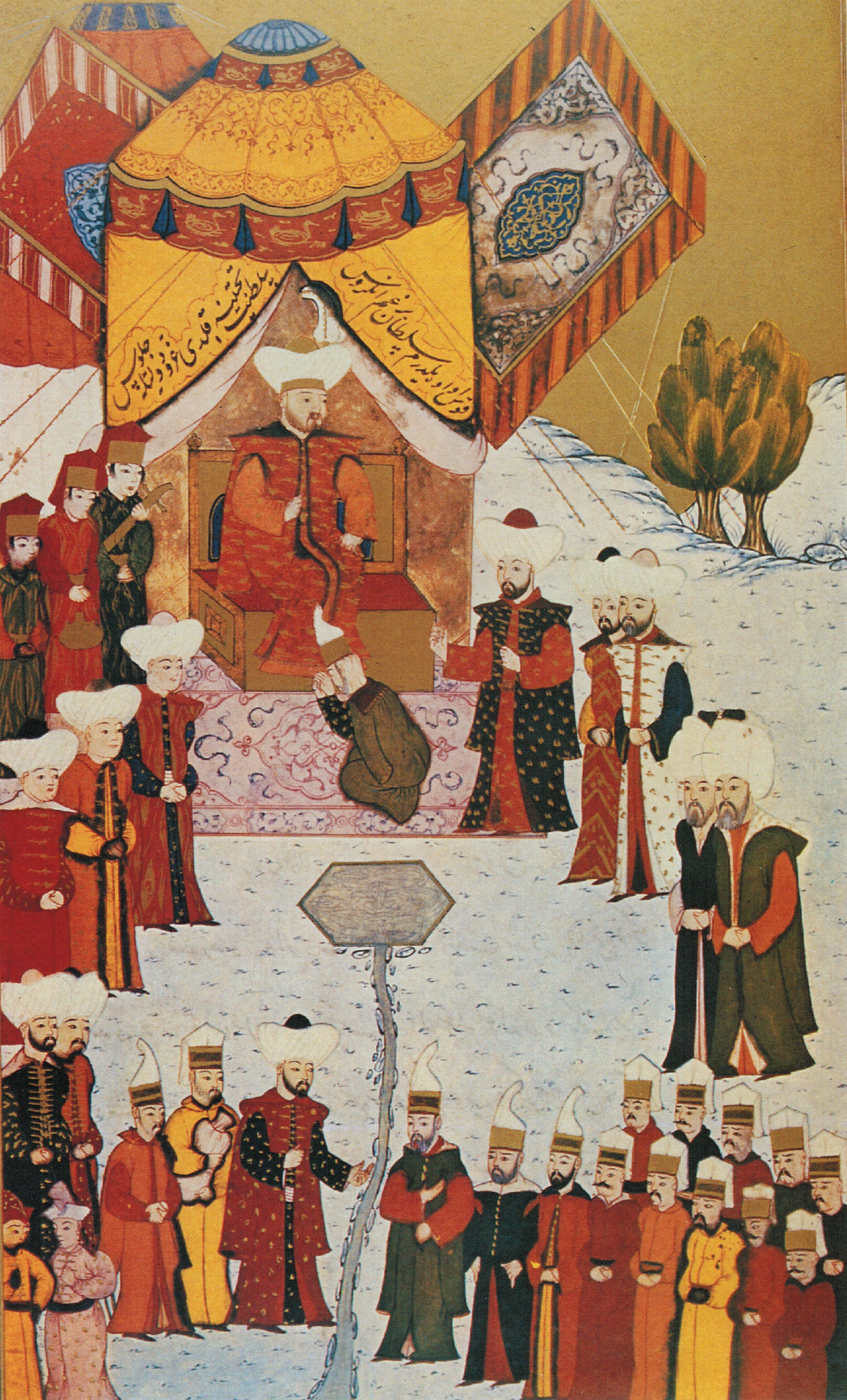
الوُزراء والقادة يُبايعون بايزيد في سهل قوصوه بعد مقتل والده.

شارك بايزيد في قتال الحلف الصليبي الذي تكوَّن بِزعامة القيصر الصربي لازار بلينانُڤيچ بِهدف القضاء على المُسلمين نهائيًّا وطردهم من أوروپَّا الشرقيَّة بعد أن توسَّع نطاق فُتُوحاتهم فيها وضُمَّت إليهم الكثير من البلاد والمناطق. إذ دارت بين العُثمانيين والصليبيين معركةٌ هائلة في سهل قوصوه (كوسوڤو) يوم 19 جُمادى الآخرة 791هـ المُوافق فيه 12 حُزيران (يونيو) 1389م، تولَّى فيها بايزيد قيادة ميمنة الجيش العُثماني، فيما تولَّى شقيقه يعقوب قيادة الميسرة، وقاد السُلطان مُراد القلب. أظهر بايزيد شراسةً كبيرةً في الدفاع عن ميمنة الجيش، فعجز الصليبيُّون عن اختراقها رُغم هُجُومهم المُدرَّع الكبير، ولمَّا توقف هُجُومهم مالت الكفَّة لِصالح العُثمانيين، ذلك أنَّ الدُروع الثقلية لِلفُرسان والخُيُول الأوروپيَّة الضخمة أصبحت عقبة أمامهم، فلم يقدروا على المُناورة والتحرُّك بسلاسة، عكس المُشاة والفُرسان العُثمانيين الذين يرتدون الملابس الخفيفة، فهاجم بايزيد الصربيين بِقوَّةٍ وكبَّدهم خسائر فادحة. وبعد مُرور 8 ساعات انهزم الصليبيُّون وانسحبوا من الميدان بعد أن خسروا عددًا كبيرًا من الجُنود، وجُرح القيصر لازار ووقع أسيرًا في يد العُثمانيين مع عددٍ من نُبلائه.
تُشيرُ أكثر الروايات شُيُوعًا، أنَّ السُلطان مُراد كان يتجوَّلُ مُتفقدًا ساحة المعركة والقتلى والجرحى بعد تمام النصر، فانقضَّ عليه جُندي صربي يُدعى «ميلوش كوبلُڤيچ» كان يتظاهر بِالموت، وفاجأه بِطعنةٍ قاتلةٍ من خنجره المسموم كانت هي القاضية عليه بعد قليل، وسقط القاتُل قتيلًا تحت سُيُوف الإنكشاريَّة مُباشرةً.
ثارت ثائرةُ بايزيد لمَّا طُعن والده، وأمر بدايةً بِقتل الأسرى الصليبيين ثأرًا له، لكنَّ مُرادً رفض ذلك رفضًا قاطعًا، فقال لِقادته وإبنيه: «لًا تُعَذِّبُوا الأَسرَى وَلَا تُؤذُوهُم، ولَا تَسلِبُوهُم، فإنَّ النَبِيّ ﷺ قَالَ لِأَصحَابِه فِي أَسرَى بَنِي قُرَيظَة: "أَحْسِنُوا إسَارَهُمْ، وَقَيّلُوهُمْ، وَأَسْقُوهُمْ حَتّى يُبْرِدُوا"». ولم تدُم مُعاناة السُلطان مُراد طويلًا، فأسلم الروح بعد قليل، بعد أن أوصى بِولاية العهد إلى ابنه بايزيد. ولمَّا تُوفي السُلطان مُراد عفا بايزيد عن جميع الأسرى باستثناء القيصر لازار ونُبلائه، الذين أمر بإعدامهم، فأُعدموا على الفور.
بايع الجُند والوُزراء بايزيد سُلطانًا على العُثمانيين في ميدان الحرب بِسهل قوصوه مُباشرةً بعد وفاة والده، فاكتسب بِذلك الشرعيَّة، وأُتيحت لهُ فُرصة الإمساك بِزمام السُلطة، ولم تحدث أيَّة متاعب بِخُصوص خلافة السُلطان مُراد بعد مقتله المُفاجئ نظرًا لِشهادة الجميع على تعيينه بايزيد خليفةً له. وهكذا تولَّى بايزيد السلطنة وقد شارف على التاسعة والعشرين من عُمره، وأمر بِإرسال جُثمان والده إلى بورصة لِدفنه فيها إلى جانب جدِّه أورخان ووالد جدِّه عُثمان.

### قتل يعقوب بك
تنسب عدَّة روايات إلى بايزيد الأوَّل شُرُوعه في عادة قتل الإخوة. فقيل أنَّ أوَّل عملٍ قام به هو أنَّهُ قتل أخاهُ الوحيد يعقوب، الذي كان يصغره سنًا بِقليل، بعد أن حاول مُنافسته على السُلطة، ما كان سيُؤدِّي إلى التمزُّق، وأنَّ هذه العادة السيئة أضحت بعد ذلك سُنَّةً سار عليها سلاطين آل عُثمان حتَّى عهد الإصلاح. وفي إحدى الروايات أنَّ بايزيد نصحهُ الوُزراء والقادة والأُمراء وأركان الدولة بِقتل أخيه يعقوب المُتصف بِالشجاعة والإقدام وعُلُوِّ الهمَّة، خوفًا من أن يدَّعي المُلك ويرتكن على أنَّ المُلك انتقل إلى السُلطان أورخان بعد وفاة أبيه السُلطان عُثمان رُغم أنَّهُ لم يكن البكر، بل كان أخاه الشاهزاده علاءُ الدين الذي لم يتولَّى السُلطة. ولِذلك خيف على المملكة منه وقُتل باتفاق أُمراء الدولة وقادة جُيُوشها. ويدعم مُؤرخون آخرون هذا الرأي بِقولهم أنَّ تمزُّق الدولة وتحزُّب أهلها وعساكرها وحُكَّامها كان واردًا نظرًا لأنَّ بايزيد حظي بِدعم العناصر الروميَّة التي اعتنقت الإسلام - نظرًا لأنَّ والدته روميَّة - في حين كان شقيقه يعقوب يحظى بِدعم التُركمان، لِذلك ارتأى الأعيان ضرورة قتله. هذا وقد ادعى بعض المُؤرخين الغربيين أنَّ قتل يعقوب بك كان بناءً على فتوى شرعيَّة أفتى بها عُلماء ذلك الزمان منعًا لِحُصُول الفتنة بناءً على ما ورد في القُرآن: ﴿وَالْفِتْنَةُ أَشَدُّ مِنَ الْقَتْلِ﴾. يصف المُؤرِّخ العُثماني عاشق باشا زاده طريقة مقتل يعقوب بك قائلًا أنَّ الأخير كان يُلاحقُ فُلُول الجيش الصليبي المُنسحب من ميدان قوصوه، فأُرسل في طلبه أن يرجع فورًا، ولمَّا عاد دخل الخيمة السُلطانيَّة، فانقضَّ عليه بعض العساكر وقتلوه خنقًا.

### تعيين أسطفان بن لازار قيصرًا على الصرب

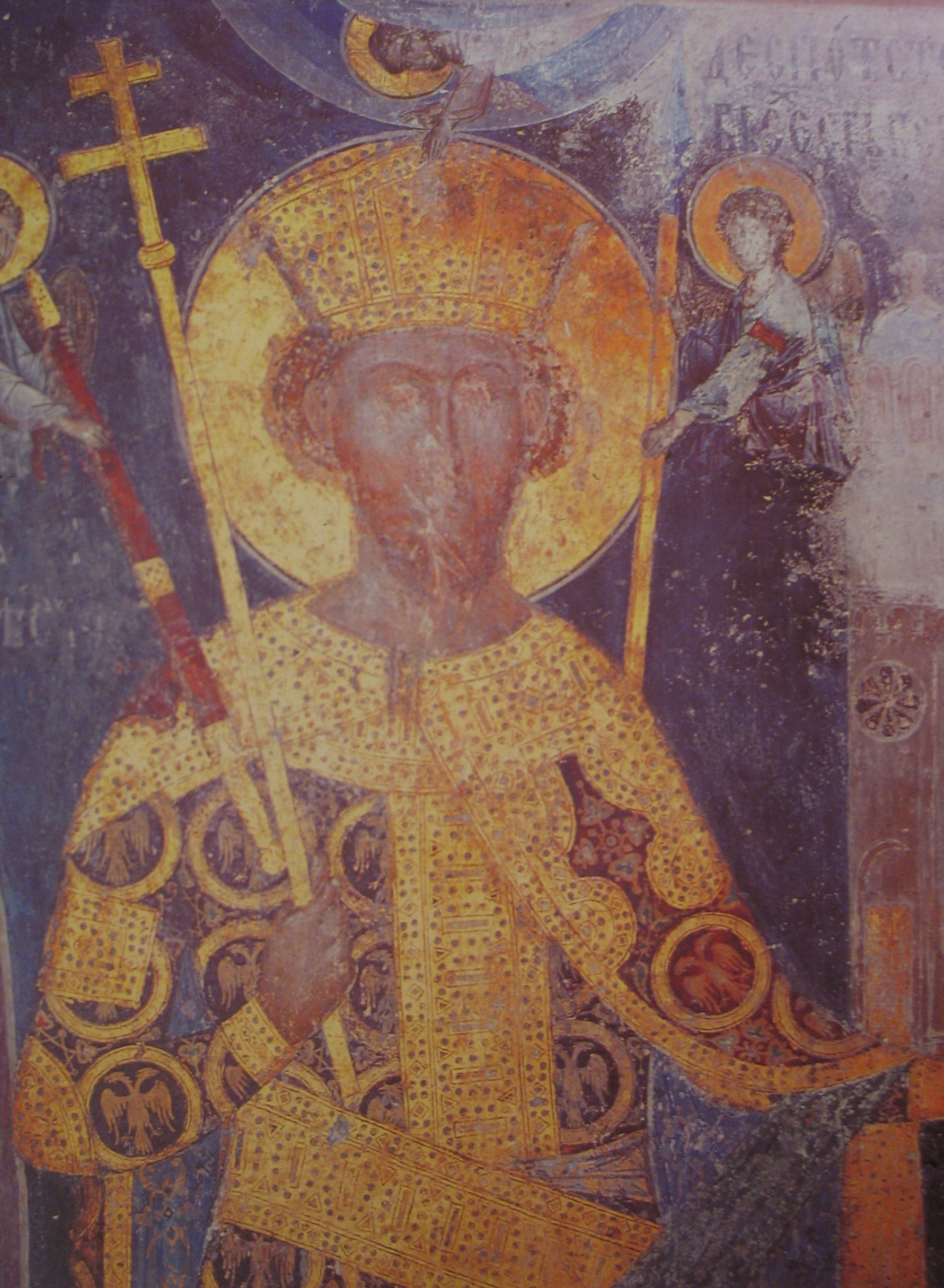
أيقونة لِلقيصر أسطفان بن لازار.

أولى بايزيد بلاد الروملِّي اهتمامه بِمُجرَّد جُلُوسه على العرش سنة 791هـ المُوافقة لِسنة 1389م، فشرع في إقامة علاقات وديَّة مع الصرب مع إنهم كانوا السبب في قيام التحالف الصليبي الأخير ضدَّ الدولة العُثمانيَّة، وكانت باكورة أعماله أن ولَّى الأمير أسطفان بن لازار قيصرًا على البلاد الصربيَّة وأجازه أن يحكم بلاده على حسب قوانينهم وأعرافهم وتقاليدهم وعاداتهم، بِشرط أن يُدين له بِالولاء ويعترف بِتبعيَّته لِلعُثمانيين، ويدفع جزية مُعينة، ويتعهَّد بِتقديم عدد مُعيَّن من الجُنُود يشتركون في فرقةٍ خاصَّةٍ بهم في الحُرُوب العُثمانيَّة. وافق أسطفان بن لازار على هذه الشُرُوط وعرض أن يتولَّى بِنفسه قيادة الجُيُوش تحت إمرة القيادة العُثمانيَّة. وتُوِّج هذا الاتفاق بِمُصاهرة البيت العُثماني لِلبيت الصربي حيثُ تزوَّج بايزيد بِالأميرة أوليڤيرة دسپينة الأُخت الصُغرى لِأسطفان.
هدف بايزيد من وراء هذا التحالف إلى ضرب عصفورين بِحجرٍ واحد: فمن جهة لم يُقدم على ضم بلاد الصرب إلى أملاكه ويجعلها ولايةً كباقي الولايات ليسكن بال الصربيين حتَّى لا يكونوا شُغلًا شاغلًا له نظرًا لِنزعتهم الاستقلاليَّة، كما تُشيرُ بعض المصادر أنَّهُ أُعجب بِشهامتهم فقرر أن يُعاملهم بِالمثل. ومن جهةٍ أُخرى كان بايزيد يرغب باتخاذ دولة الصرب حاجزًا بينه وبين المجر حليفة البابويَّة، كما كان يشعر بِضرورة اتخاذ حليفٍ لهُ في سياسته العسكريَّة النشطة التي استهدفت الإمارات السُلجُوقيَّة التُركمانيَّة في آسيا الصُغرى. بِالمُقابل، لم يطمئن الكثير من النُبلاء الصربيين إلى تحالف دولتهم مع دولة إسلاميَّة، ولم يرضوا أن يُعيَّن عليهم حاكمًا تابعًا لِسُلطان تلك الدولة التي اعتبروها خصمهم اللدود، ولمَّا لم يكن بإمكانهم فعل شيء بعد أن مُني الجيش الصربي بِالهزيمة في معركة قوصوه، فضَّلوا الرحيل عن بلادهم، فهاجرت جماعات من الصرب إلى البشناق والمجر ودخلت في تبعيَّة مُلُوك تلك البلاد.

## تحقيق وحدة الأناضول

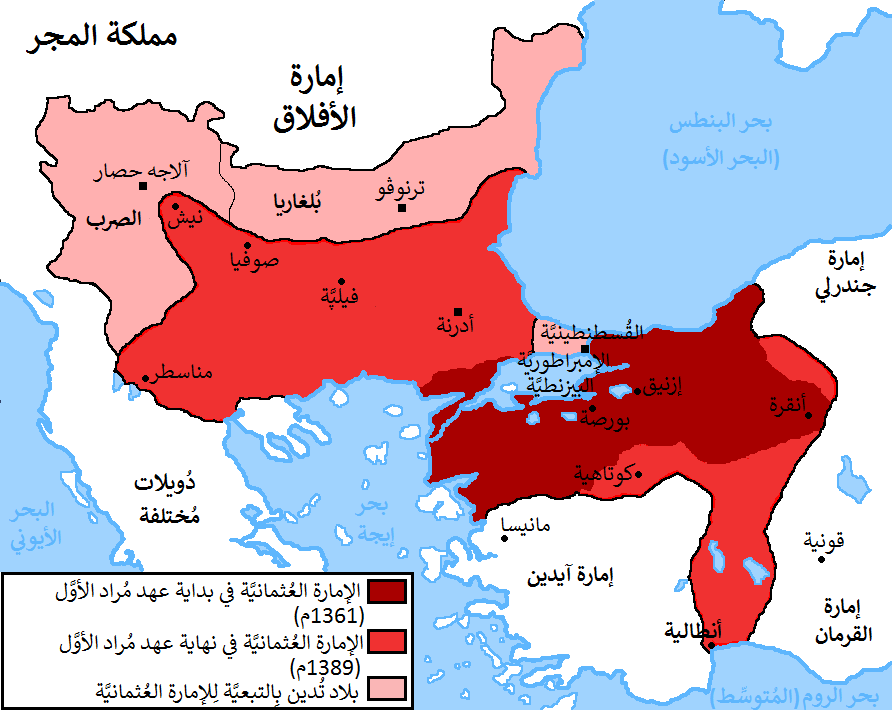
خريطة تُظهر حُدُود الإمارة العُثمانيَّة عند تولِّي مُراد الأوَّل عرش آل عُثمان (النبيذي) وعند وفاته (الأحمر يُمثِّل المناطق المفتوحة الداخلة ضمن نطاق الدولة، والوردي يُمثِّل المناطق التي دانت بِالتبعيَّة لِلإمارة).

أمضى بايزيد شتاء سنة 792هـ المُوافقة لِسنتيّ 1389 - 1390م في عاصمة بلاده أدرنة، وعمل على تحصينها وتجديد أبنيتها وعمارتها ومرافقها ووقف على شؤونها الضروريَّة، واستقبل عدَّة سفارات أجنبيَّة أتت لِتهنئته على تولِّي عرش آل عُثمان، من أبرزها سفارة جُمهُوريَّة البُندُقيَّة بِرئاسة فرانشيسكو كويريني، التي أكَّد لها التزام العُثمانيين بِالمُعاهدات التجاريَّة المُبرمة بينهم وبين البنادقة. وفي سبيل الحيلولة دون قيام أي تحالف مسيحي جديد في البلقان، أرسل بايزيد بضعة فرقٍ عسكريَّة بِقيادة يغيد باشا وخوجة فيروز وغيرهما، أغارت على تُخُوم ڤيدين في بُلغاريا، وعلى حُدود الأفلاق والبشناق، فكان هذا أشبه بِاستعراضٍ عسكريٍّ لِقُوَّة العُثمانيين وتنبيه لِلقوى المسيحيَّة ألَّا تُقدم على شيء. ودعَّم بايزيد السيطرة العُثمانيَّة على تلك النواحي من البلقان بأن دعى جماعاتٍ كبيرةٍ من المُزراعين والفلَّاحين التُركمان إلى الانتقال إلى تلك البلاد والاستقرار فيها، فانتقل قسمٌ منهم وأقام في المنطقة المُحيطة بِمدينة إسكوپية في مقدونية. وعندما اطمئنَّ بايزيد إلى الجبهة الأوروپيَّة، آثر تطبيق سياسةٍ جديدةٍ لِلقضاء على قُوَّة الأُمراء التُركمان في الأناضول وتحقيق وحدته تحت الرَّاية العُثمانيَّة. فقد كانت الدولة العُثمانيَّة، في الوقت الذي قُتل فيه مُراد الأوَّل في قوصوه، قد توسَّعت في أراضي الأناضول على حساب القوى الموجودة فيها من الإمارات التُركمانيَّة، واتَّبع مُراد الأوَّل سياسة ترك الأراضي المفتوحة في يد حُكَّامها على شكل إقطاعات عسكريَّة، لكنَّ هذه السياسة أثبتت فشلها عند التطبيق العملي، بِفعل استمرار قُوَّة هؤلاء الحُكَّام واستغلالهم الفُرص لِلاستقلال مُجددًا بِإماراتهم، لِذلك كان القضاء على قُوَّة هؤلاء في مُقدِّمة أعمال بايزيد عندما اعتلى العرش.
والواقع أنَّ العاهل العُثماني فضَّل، في بداية حياته السياسيَّة، التفاهم مع أُمراء المُقاطعات في الأناضول وعدم الاصطدام بهم، وبِخاصَّةً الأمير القرماني علاءُ الدين بن علي الداماد، لكنَّ هذا الأخير استغلَّ فُرصة غيابه عن ساحة الأناضول فأعلن العصيان وأنشأ حلفًا ضدَّهُ مُكونًا من القاضي بُرهانُ الدين أحمد بن شمسُ الدين، صاحب سيواس، وأُمراء صاروخان وكرميان ومنتشة وآيدين وتكَّة، وحتَّى إمارة الحميد التابعة لِلحُكم العُثماني المُباشر. وكان الأمير القرماني قد استغلَّ حادثة مقتل الشاهزاده يعقوب بك بن مُراد لِيُؤلِّب الأُمراء التُركمان على العُثمانيين، مُظهرًا بايزيد بِمظهر مُغتصب العرش والقاتل دون وجه حق. فأعلنت تلك الإمارات أنها لن تسمح بِحُدُوث أي تغيير في الموازين الحاليَّة بين الإمارات الأناضوليَّة، ولن تسمح بِتحقيق الوحدة التُركيَّة الإسلاميَّة تحت قيادة سُلطان مُغتصب كبايزيد. وفي الواقع، كان من الواضح أنَّ إمارة القرمان - المُحرِّك الأساسي لِهذا العصيان - كانت ترى أنها ما دامت لم تتمكَّن من تأسيس الوحدة بين الإمارات السُلجُوقيَّة، فإنها لن تسمح لِلعُثمانيين بِإنجاح ذلك. واستردَّ الأمير يعقوب بن سُليمان الكرمياني الأراضي التي كان قد تنازل عنها والده لِصالح بايزيد عندما زوَّجه ابنته، واستولى القرمانيُّون على كوتاهية، والقاضي بُرهانُ الدين أحمد على قر شهر، كما استولى علاءُ الدين القرماني على بيشهر وتقدَّم نحو إسكي شهر؛ ما هدَّد كيان الدولة العُثمانيَّة، فاضطرَّ بايزيد لِلرد على هذه الانتهاكات، وتلقَّى مُساعداتٍ من بعض القوى المسيحيَّة، التي تُدين بالتبعيَّة الإسميَّة لِلعُثمانيين، أمثال الإمبراطوران الروميَّان عمانوئيل الثاني ويُوحنَّا الخامس، وقيصر الصرب أسطفان بن لازار، بِالإضافة إلى سُليمان الجندرلي أمير قسطموني.
شرع بايزيد، ما أن أنهى أعماله في الروملِّي، بِإعادة ضمِّ الإمارات الأناضوليَّة. وفي الأيَّام الأولى من سنة 1390م تحرَّك نحو الجنوب. ودخل خلال شهريّ شُباط (فبراير) وآذار (مارس) بِالتسلسل إلى إمارات كرميان وآيدن ومنتشة وصاروخان، فهابه أمير آيدين وترك لهُ أملاكه وغادر إمارته وعاش مُطمئن الخاطر في إحدى المُدن الخارجة عن النُفُوذ العُثماني، وكذلك ترك أميرا منتشة وصاروخان إمارتيهما واحتميا عند أمير قسطموني. ودخلت إمارات الحميد وكرميان تحت السيادة العُثمانيَّة دون أيَّة مُقاومة، باستثناء إزمير الواقعة تحت سيطرة فُرسان الإسبتاريَّة في رودس. عرض أميرا كرميان والحميد المُنهزمان طاعتهما لِلسُلطان في مُحاولةٍ لِلاحتفاظ بِشيءٍ من النُفُوذ، فقبلها منهُما وأعطى لِكُلٍ منهُما مُقاطعة. وهكذا انضوت جميع الإمارات التُركمانيَّة، المُطلَّة على بحر إيجة، تحت سيادة الدولة العُثمانيَّة، وأطلَّ العُثمانيُّون على هذا البحر، وتقدَّموا خُطوةً مُهمَّةً باتجاه ضمِّ كامل الأناضول. كما حازوا أُسطول إمارة صاروخان وأعظم موانئ البحر المذكور. بعد تمام هذا الأمر، سار بايزيد بِجُيُوشه نحو مدينة أنقرة، وهي أكبر مراكز الأناضول، وقضى شتاء سنة 793هـ المُوافقة لِسنتيّ 1390 - 1391م فيها، على أن يزحف في الربيع على إمارة القرمان التي ما فتئ أميرُها علاءُ الدين شوكةً في جنب الدولة العُثمانيَّة والمُنافس الحقيقي لِلعُثمانيين على تزعُّم جميع الإمارات التُركمانيَّة. أقلق قضاء الجيش العُثماني فصل الشتاء في الشمال وفي موقعٍ مركزيٍّ القاضي بُرهانُ الدين أحمد المُتمركز في القسم الغربي منها، وفي ربيع سنة 1391م، تحرَّك السُلطان مُجددًا من أنقرة إلى إسپرطة ومنها دخل مدينة قونية عاصمة القرمانيين، واستردَّ العُثمانيُّون مدينة بيشهر التي استولى عليها الأمير علاءُ الدين، وضمُّوا إلى ممالكهم مدينة آق شهر.

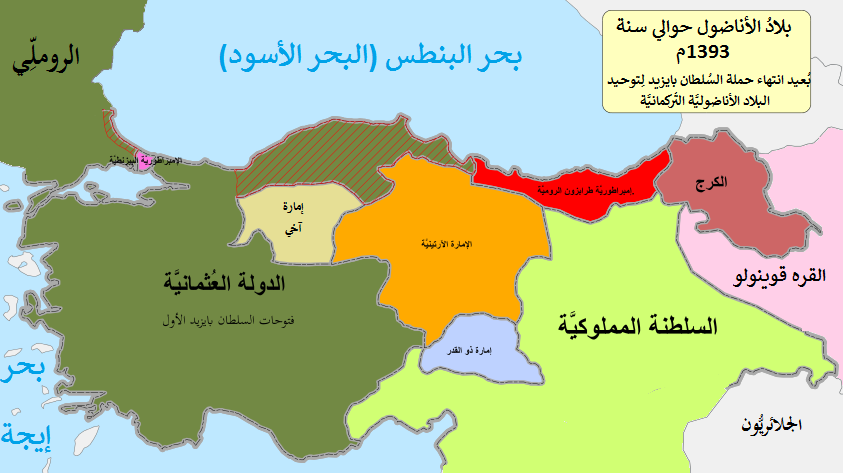
الوضع السياسي لِلأناضول سنة 1393م بُعيد انتهاء حملة السُلطان بايزيد على الإمارات التُركمانيَّة في سبيل ضمِّها في جسم الدولة العُثمانيَّة.

وفي غمرة الانتصارات العُثمانيَّة، تبدَّل الوضع فجأة لِغير صالح العُثمانيين، فقد ثار سُليمان الجندرلي أمير قسطموني على الدولة، بِفعل خشيته من نجاح العُثمانيين وتوحيد هؤلاء لِمنطقة الأناضول ما يُهدِّد إمارته، فتحالف مع القاضي بُرهانُ الدين أحمد، أمير سيواس، وانضمَّ إليهما أميرا منتشة وصاروخان، وأبدى الجميع استعدادهم بِمُساعدة علاء الدين القرماني، الذي كان قد هرب من قونية بعد سُقُوطها بِيد العُثمانيين لِيحتمي في هضبة «طاش إيلي» في قيليقية، ما دفع السُلطان بايزيد إلى تبريد الجبهة القرمانيَّة والتفرُّغ لِلجبهة الشماليَّة، فدعا الأمير القرماني وأمَّنهُ وأخبرهُ بِأنَّهُ سيترك قسمًا من الإمارة لهُ، شرط الإخلاص لِلعُثمانيين وعدم الخُرُوج على تبعيَّتهم، فوافق علاءُ الدين. وبِموجب الاتفاق الذي عُقد بين الجانبين، احتفظ بايزيد بِالأراضي التي ضمَّها مُؤخرًا، وتشمل أجزاء واسعة من أراضي الإمارة القرمانيَّة، ويستمر علاءُ الدين في حُكم ما تبقَّى من أراضي إمارته. وهاجم بايزيد إمارات بحر البنطس (الأسود) في الشرق والوسط، فضمَّ إمارة قسطموني في شهر رجب سنة 793هـ المُوافق فيه شهر حُزيران (يونيو) سنة 1391م وقتل أميرها سُليمان الجندرلي، وهاجم سينوپ بحرًا في السنة التالية، واستولى على مُدن صمصون وجانيت وعُثمانجق، وشرع بعد ذلك في إخضاع القاضي بُرهانُ الدين أحمد، فهاجم أماسية، لكن أي اصطدام جدِّي لم يحصل بين الطرفين، إذ فضَّل القاضي الانسحاب أمام الجيش العُثماني القوي، فضمَّ بايزيد سيواس وتوقاد إلى أملاكه. وانضمَّ إليه الأُمراء الصغار في المنطقة واعترفوا بِسيادته عليهم. نتيجةً لِهذا التوسُّع العُثماني، أضحى العُثمانيُّون يُسيطرون على مُجمل الأناضول، وفرض بايزيد الأوَّل سيطرتهُ المُباشرة على المنطقة، مُحققًا بِذلك وحدة الأناضول التُركي.

## الحرب في أوروپَّا

### حصار القُسطنطينيَّة الأوَّل

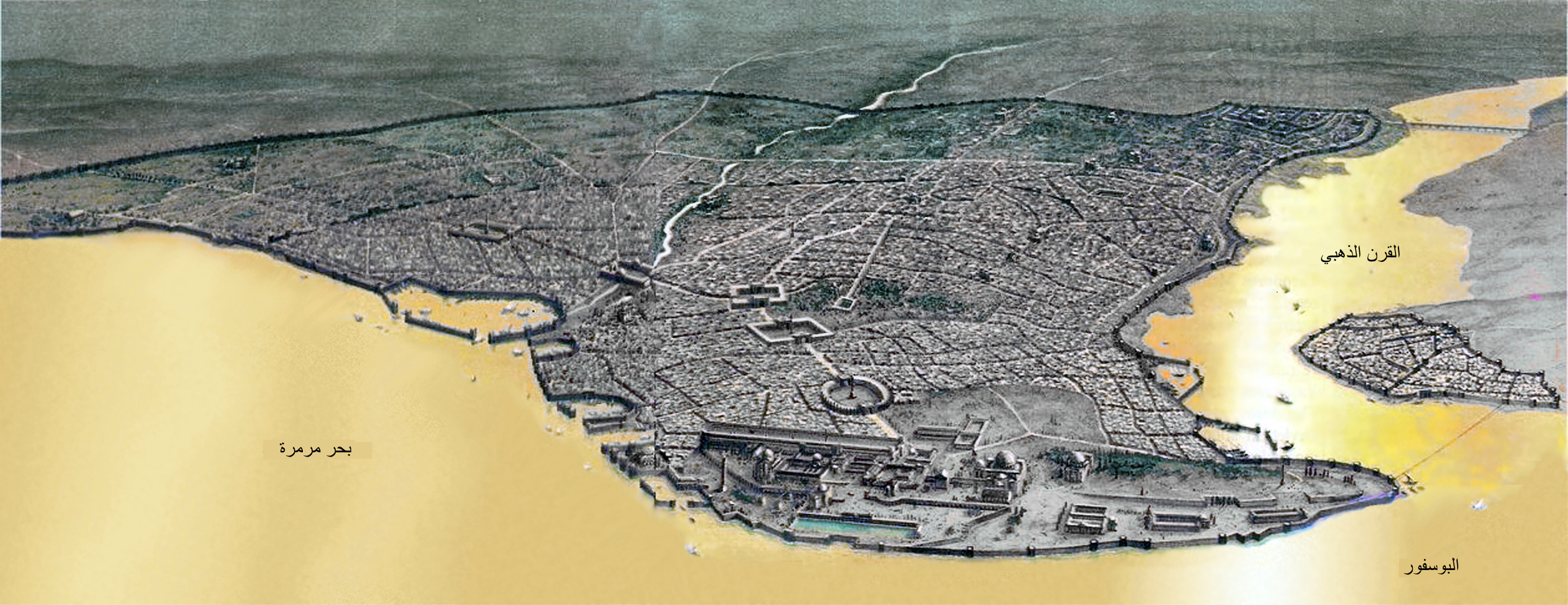
خريطة تُظهر ما كانت عليه مدينة القُسطنطينيَّة في العصر الرومي. ضرب العُثمانيُّون الحصار عليها على طول الشاطئ الشمالي لِلقرن الذهبي، وذلك في عهد السُلطان بايزيد الأوَّل.

بعد توحيد الأناضول وإخضاع الإمارات التُركمانيَّة، تفرَّغ بايزيد الأوَّل لِلمخاطر الأوروپيَّة والروميَّة مُجددًا. وتابع بايزيد سياسة والده القائمة على التدخُّل في النزاعات العائليَّة بين أفراد أُسرة پاليولوگ الحاكمة في القُسطنطينيَّة، بِهدف تبديل الأوضاع الداخليَّة في المدينة لِمصلحة المُسلمين تمهيدًا لِفتحها، وظهر ذلك واضحًا في مُساعدته لِيُوحنَّا السابع، ابن أندرونيقوس الرابع، على الدُخُول إلى العاصمة واستلام مقاليد الحُكم، مُكرهًا الإمبراطور يُوحنَّا الخامس على الالتجاء، مع ابنه عمانوئيل، إلى قلعة باب الذهب، وذلك في 1 جُمادى الآخرة 792هـ المُوافق فيه 14 نيسان (أبريل) 1390م. وكان يُوحنَّا السابع قبل تنصيبه على العرش مسجونًا بِمسعى من جدِّه يُوحنَّا الخامس وعمُّه عمانوئيل لِلحيلولة دون سعيه إلى العرش، ما أثار حنقه عليهما، وحدا به إلى مُخاطبة السُلطان العُثماني كي يُساعده على خلعهما أو أن يدعه يلجأ إلى بلاده. فرأى بايزيد في هذا الأمر فُرصة طيِّبة لِيتدخَّل في الشُؤون الروميَّة ويُوجهها لِلمصلحة الإسلاميَّة، فهاجم القُسطنطينيَّة بِجيشٍ قوامه ستَّة آلاف فارس وأربعة آلاف راجل، وأطاح بِيُوحنَّا الخامس وابنه عمانوئيل ونصب مكانهما يُوحنَّا السابع، فأُكرها على الالتجاء لِلقلعة المذكورة سلفًا. كانت سُلطة يُوحنَّا السابع قويَّة، إلَّا أنَّهُ كان من المُستحيل إقناع الإمبراطور يُوحنَّا الخامس المخلوع بِالكف عن مُحاولاته لِاسترداد عرشه. وفعلًا نجح ابنه عمانوئيل في الهرب من السجن، وحشد أُسطولًا سمح لهُ بِإنقاذ والده واستعادة العرش، وذلك في 18 شوَّال 792هـ المُوافق فيه 7 أيلول (سپتمبر) 1390م، ولجأ العاهلان الروميَّان إلى بايزيد مُباشرةً وأبرما معه مُعاهدة تقتضي بِزيادة المال الذي يدفعانه إلى العُثمانيين، وأن يبذلا جُهدًا أكبر في مُساعدة الجُيُوش العُثمانيَّة وقت الحرب. وفي الوقت نفسه التجأ يُوحنَّا السابع إلى بايزيد طلبًا لِلأمان، فأقطعهُ أراضي سلمبرية واتخذهُ وسيلةً لِلضغط على الإمبراطور يُوحنَّا الخامس، الذي وجد نفسهُ رهينةً بِقدر ما كان تابعًا، واضطرَّ تحت طلب بايزيد إلى إرسال قُوَّةٍ عسكريَّةٍ، مُؤلَّفة من مائة جُندي بِقيادة ابنه عمانوئيل، اشتركت مع العُثمانيين في فتح مدينة فيلادلفية وهي آخرُ ما بقي للروم من حُصُونٍ في الأناضول، وسُميت مُنذُ ذلك الوقت «آلاشهر»، وذلك في سنة 793هـ المُوافقة لِسنة 1391م. وبِهذا أصبح الحُكَّام الروم مُجرَّد أُلعوبات في يد السُلطان العُثماني يُحرِّكهم كيفما شاء، ولاحظت الجُمهُوريَّات البحريَّة الإيطاليَّة هذا الأمر، فأصدر مجلس وُزراء البُندُقيَّة أمرًا إلى سُفرائه في القُسطنطينيَّة يُخبرهم أن يدَّاركوا العُثمانيين بحال سيطروا على عاصمة الروم العتيقة، إذ أنَّ حال الإباطرة الروم هذا لا يُبشِّر بِنهايةٍ سعيدة لِلقُسطنطينيَّة.

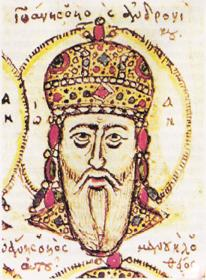
قيصر الروم الإمبراطور البيزنطي يُوحنَّا الخامس.

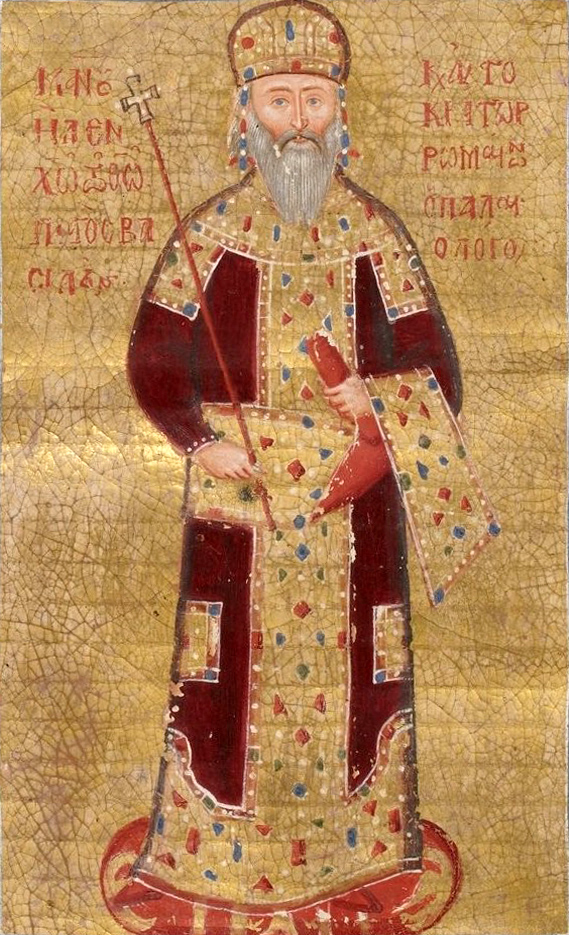
قيصر الروم الإمبراطور البيزنطي عمانوئيل الثاني، حاكم القُسطنطينيَّة زمن حصار السُلطان بايزيد لها.

استغلَّ الإمبراطور البيزنطي يُوحنَّا الخامس انشغال السُلطان بايزيد بِفتح فيلادلفية في الأناضول؛ فعمد إلى ترميم أبراج وأسوار القُسطنطينيَّة وتقويتها، مُستخدمًا في ذلك حجارة بعض الكنائس، بعد هدمها، كما شيَّد بعض القلاع الجديدة، وذلك تحسُبًا لِلأخطار المُحدقة به من جانب العُثمانيين. وفي سبيل تفادي غضب بايزيد عمد إلى تمويه الأبراج بِتزيينها. لكنَّ هذا التمويه لم يحل دون معرفة السُلطان العُثماني بِهذا الأمر، فحنق على الإمبراطور المُسنّ، وأمره بِهدم كافَّة أعمال التجديد. وهدَّده، إن لم يفعل ما يُؤمر، بِفقء عينيّ ابنه عمانوئيل، الذي كان ما يزال في رفقة الجيش العُثماني في بورصة؛ فاضطرَّ يُوحنَّا الخامس إلى الاستجابة لِلأمر العُثماني الصارم. وانزوى الإمبراطور البيزنطي في قصره، ولم يستطع تحمُّل إذلالات العاهل العُثماني، فمات كمدًا في 11 ربيع الأوَّل 793هـ المُوافق فيه 16 شُباط (فبراير) 1391م، وعندما علم ابنه عمانوئيل بِوفاته، فرَّ من بورصة خلسةً من دون علم بايزيد، ودخل القُسطنطينيَّة وتربَّع على دست الحُكم باسم عمانوئيل الثاني. عدَّ بايزيد تصرُّف عمانوئيل إهانةً له، وتحديًا لِمشاريعه المُستقبليَّة داخل بيزنطة، فأرسل إليه رسولًا وطلب منهُ بناء مسجد بِداخل القُسطنطينيَّة، وحي يختص به المُسلمون؛ وتأسيس محكمة شرعيَّة وتعيين قاضيها؛ وزيادة مبلغ الخراج المُقرر في عهد يُوحنَّا الخامس، وتجديد مُعاهدة التبعيَّة. لم يستجب الإمبراطور البيزنطي لِمطالب السُلطان بايزيد، الذي كان يتحيَّن الفُرص لِفتح القُسطنطينيَّة، وجاءته هذه الفُرصة فاستغلَّها، فجهَّز جيشًا عبر به إلى أوروپَّا لِضرب الحصار على العاصمة الروميَّة. وفي نفس الوقت، دكَّت ستين سفينة من سُفن الأُسطول العُثماني جُزر ساقز وكيكلاد ووابية التي يحتلَّها اللاتين الكاثوليك، وبِذلك أخطر بايزيد جُمهُوريَّتا البُندُقيَّة وجنوة وسائر الدُويلات الإيطاليَّة، أنه كان يستعد لِمُحاصرة الروم. اصطفَّ 6,000 جُندي عُثماني على امتداد سُور القُسطنطينيَّة على طول الشاطئ الشمالي لِلقرن الذهبي وراقبوا الدُخُول والخُروج لِمُدَّة 7 أشهر، ويُفهم من هذا الإجراء أنَّهُ لم يكن حصارًا بِالمعنى المفهوم لِلحصار وإنما كان مُجرَّد حجز، وقد كان السُلطان يأمل أن يخضع لهُ الإمبراطور البيزنطي دون حرب كما فعل أُمراء الأناضول.
عانى أهالي القُسطنطينيَّة وتضايقوا أشدَّ الضيق جرَّاء الحصار، حتَّى أنهم هدموا المباني الخشبيَّة لاستخدام أخشابها في الأفران، بدلًا من الحطب المُفتقد. وفي تلك الأثناء، استنجد عمانوئيل الثاني بِالدُول الأوروپيَّة، باسم المسيحيَّة؛ وقبل في الوقت نفسه شُرُوطًا عُثمانيَّة كانت أشد قسوة من سابقاتها، لِإحلال السلام بين الروم والعُثمانيين، وتقضي بـ:
- منح الحُكُومة الروميَّة العُثمانيين سبعمائة منزل في القُسطنطينيَّة تكون حيًّا إسلاميًّا فيها.
- تأسيس محكمة شرعيَّة، في حي «سركەجي»؛ يُعيَّن العُثمانيُّون قاضيها.
- إنشاء مسجد جامع لِلمُسلمين في قلب القُسطنطينيَّة.
- تخصيص المُسلمين بِالأراضي الواقعة بين ناحية غلطة وناحية كاغدخانة خارج أسوار القُسطنطينيَّة، ووضع مركز عسكري فيها.
- زيادة الخراج الرومي المدفوع لِلعُثمانيين.
- استيفاء عُشر محصول البساتين والمزارع الواقعة خارج أسوار القُسطنطينيَّة.
- استمرار تمركز القُوَّة العسكريَّة العُثمانيَّة، المُؤلَّفة من ستَّة آلاف جُندي، على طول الشاطئ الشمالي لِلقرن الذهبي.
- تقديم فرقة عسكريَّة روميَّة تُقاتل إلى جانب العُثمانيين.

وهكذا، بقيت القُسطنطينيَّة مُحاصرة، ولكن سلمًا لا حربًا، بل أُحكم حصارها. وفي الواقع فإنَّ بايزيد كان قد اضطرَّ إلى الجُنُوح إلى السلم لِلالتفات إلى البلقان، الذي برزت في أُفقه علائم الحرب ضدَّ العُثمانيين، فترك الجيش الجرَّار سالف الذِكر على أسوار القُسطنطينيَّة وسافر لِغزو الإمارات والبلاد البلقانيَّة.

### فُتُوح البلقان

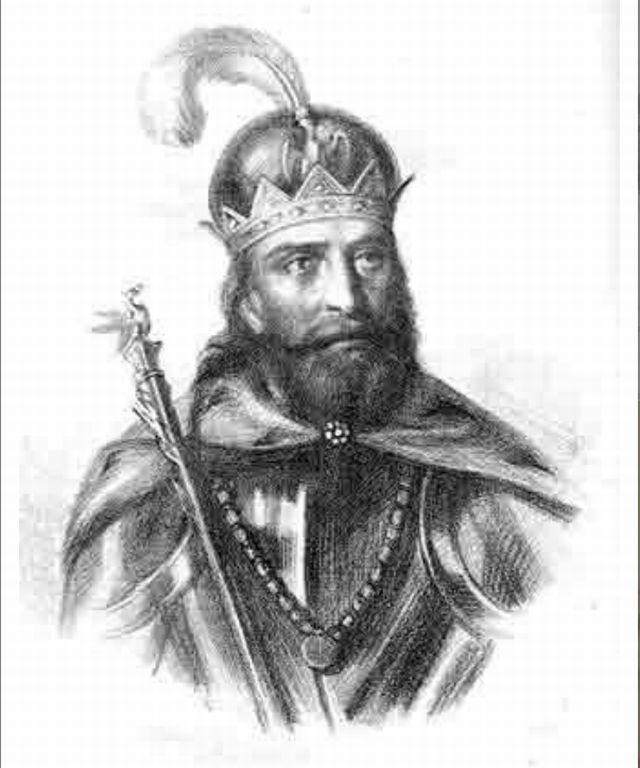
الأمير الأفلاقي ميرݘه الأوَّل، حاول صد التقدُّم الإسلامي بِاتجاه البلقان بِإيعازٍ من ملك المجر سيگيسموند اللوكسمبورغي الذي كان مشمولًا بِحمايته، وفق إحدى الروايات.

بدأت موازين القوى في أوروپَّا تميل، بِشكلٍ ملحوظٍ، لِصالح المُسلمين، وكان أمام بايزيد الأوَّل الجبهة البلقانيَّة حيثُ مُعظم الأراضي الروميَّة والصربيَّة والبُلغاريَّة والأرناؤوطيَّة والأفلاقيَّة، وبعد أن نجح في كسب تأييد الصرب، بعد معركة قوصوه، من واقع تعيين أسطفان بن لازار حاكمًا على بلاده مع الاعتراف بِالتبعيَّة لِلعُثمانيين، وزواجه من دسپينة أُخت أسطفان، التفت إلى سائر الإمارات المُجاورة التي كانت تنظر إلى التوسُّع الإسلامي في البلقان بِعين الريبة وتتوجَّس منه خيفة. وفي أثناء حصار العُثمانيين لِلقُسطنطينيَّة، هاجم أمير الأفلاق ميرݘه الأوَّل بلاد الروملِّي التابعة لِلعُثمانيين، إذ عبر نهر الطونة (الدانوب)، واجتاز الأراضي البُلغاريَّة من الشمال إلى الجنوب، حيثُ نهب مدينة «قارون أوفة» وهدمها، كما احتلَّ دبروجة وسيلسترة على الضفَّة اليُمنى لِنهر الطونة، وفي إحدى الروايات أنَّ عمله هذا جاء نتيجة تحريض ملك المجر سيگيسموند اللوكسمبورغي، الذي جزع جزعًا شديدًا من الغارات العُثمانيَّة التي أرسلها بايزيد قبل بضع سنوات عند تربُّعه على العرش، إذ أنَّ إحداها توغَّلت حتَّى بلغت مدينة كارلوفجة جنوب المجر وتقدَّمت نحو ألمانيا، فيما تقول رواية أُخرى أنَّ هُجُوم الأمير الأفلاقي جاء انتقامًا من غارة خوجة فيروز على ڤيدين سنة 1389م؛ ومن المعروف أنَّ الأمير ميرݘه كان مشمولًا بِحماية المجر. إزاء الوضع المُستجد، جنح بايزيد إلى مُصالحة الإمبراطور البيزنطي - كما أُسلف - وعبر إلى الأفلاق في صيف سنة 1391م، فاجتاز العُثمانيُّون نهر الطونة نحو الشمال لِأوَّل مرَّة في تاريخهم، وكانوا بِذلك أوَّل جيشٍ إسلامي يتوجَّه إلى تلك البلاد، واشتبكوا مع الجيش الأفلاقي وهزموه هزيمة نكراء، ووقع الأمير ميرݘه أسيرًا في أيدي العُثمانيين، فأرسله بايزيد إلى بورصة بعد أن طرد جُيُوشه من جميع البلاد التي تحتلَّتها، ثُمَّ عاد وأطلق سراحه مُقابل ثلاثة آلاف دوقيَّة وثلاثين فرسًا وعشرين صقرًا؛ فضلًا عن تعهُّده بِتبعيَّته لِلعُثمانيين وتقديم المُساعدات إليهم في أي حربٍ مُستقبليَّةٍ مع المجر.

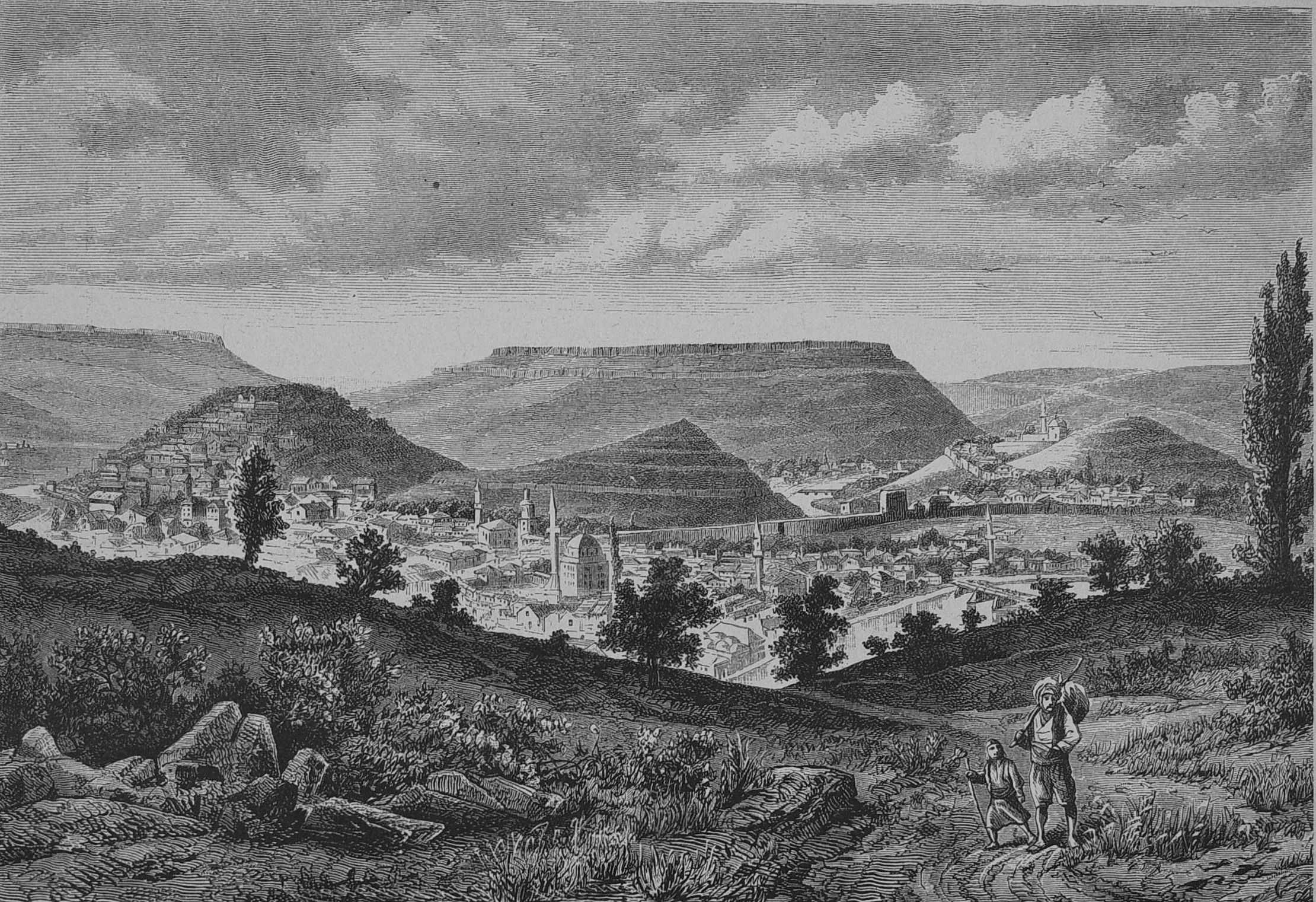
مدينة ترنوة بعد أن دخلت تحت جناح الدولة العُثمانيَّة.

خِلال تلك الفترة، كانت شبه جزيرة المورة مسرح نزاعاتٍ بين حاكمها الروميّ تُيُودور پاليولوگ بن يُوحنَّا الخامس، شقيق الإمبراطور البيزنطي الجديد عمانوئيل الثاني، وبين البنادقة. إذ سعى تُيُودور سالف الذِكر إلى تقليص نُفُوذ اللاتين الكاثوليك في بلاده التي يحكمها باسم الإمبراطور البيزنطي في القُسطنطينيَّة، فسيطر على مدينة آرغوس ودعا جماعاتٌ من الأرناؤوطيين إلى السكن فيها وبِجاورها في مُحاولةٍ لِزيادة جمهرة النصارى الأرثوذكس على حساب إخوانهم الكاثوليك، فما كان من البنادقة إلَّا أن هاجموا المدينة المذكورة وانتزعوها من الروم، كما سيطروا على مدينة بتراس. حفَّز هذا الضغط البُندُقي الأمير البيزنطي على الاستنجاد بِالعُثمانيين، فراسل السُلطان بايزيد يطلب منه المدد، فاستجاب لهُ الأخير مُتخذًا هذه الفُرصة لِفتح ما أمكن من بلاد المورة. وفي سنة 1392م أرسل بايزيد جيشًا بِقيادة «أفرنوس بك» عبر إلى سالونيك، ومنها انطلق نحو المورة، فانسحب البنادقة من أمامه، وسقطت بِيده مدينة نجربونت لِينقطع بِذلك ارتباط الروم بِمقدونية، وتابع العُثمانيُّون زحفهم حتَّى بلغوا مدينتيّ كارافيرية ولارسة، ففتحوها، واستسلمت باقي القُرى والبلدات ودخلت في التبعيَّة العُثمانيَّة صُلحًا، فأصبح إقليم تسالية جُزءًا من الممالك العُثمانيَّة.
بعد سُقُوط المزيد من بقايا الحُصُون الروميَّة في أوروپَّا بِيد العُثمانيين، أضحى من المُؤكَّد أنَّ الإمبراطوريَّة تعيش آخر أيَّامها، واعتقد البُلغار أنهم أضحوا ورثتها في البلقان، ونتيجةً لِذلك كان الصدام حتميًّا بينهم وبين العُثمانيين. وكانت بُلغاريا بين السُلطان بايزيد وسيگيسموند ملك المجر الذي تقع مملكته في طريق التوسُّع العُثماني، وقد أدرك مدى التهديد الذي مثَّلهُ العُثمانيُّون على مملكته، لِذلك بادر إلى مد يد المُساعدة لِبُلغاريا. وسعى المجريُّون إلى توطيد أقدامهم في ڤيدين، ونجح البُلغار في الاستيلاء على مدينة نيكوبُلي الواقعة على نهر الطونة، وذلك في سنة 794هـ المُوافقة لِسنة 1392م. وكان قيصر البُلغار يُوحنَّا شيشمان مشهورٌ بِخُروجه عن تبعيَّته لِلعُثمانيين مُنذ عهد السُلطان مُراد الأوَّل، رُغم المُصاهرة بين البيتان العُثماني والبُلغاري، ورُغم هزيمته المُستمرَّة على يد العُثمانيين كُلما خرج عن طاعتهم، وفي هذه المرَّة عاود الكرَّة مدفوعًا بِتحريض الملك المجري، كما عاود أميرُ الأفلاق التقدُّم جنوبًا لِتقديم المُساعدة إلى البُلغاريين. دفعت هذه الأحداث بايزيد إلى الرد بِسُرعة وبِقُوَّة، فتوجَّه لِمُقابلة البُلغاريين وهو عاقد العزم على ضم ما تبقَّى من البلاد البُلغاريَّة إلى الدولة العُثمانيَّة، بعد أن كان السُلطان مُراد قد ترك نصفها لِشيشمان على أن يدفع له خراجًا سنويًّا مُعينًا. وفي ربيع سنة 795هـ المُوافقة لِسنة 1393م، هاجم بايزيد العاصمة البُلغاريَّة ترنوة، التي تولَّى الدفاع عنها أحد أهم الرجال في التاريخ البُلغاري، وهو البطريق «أڤتيم»، بِسبب هرب القيصر شيشمان إلى نيكوبُلي وتحصُّنه بها. وبعد دفاعٍ دام ثلاثة أشهر، وعلى أثر هُجومٍ عام، سقطت ترنوة بِيد العُثمانيين يوم الخميس 7 رمضان 795هـ المُوافق فيه 17 تمُّوز (يوليو) 1393م، ووقع بطريقها في الأسر.

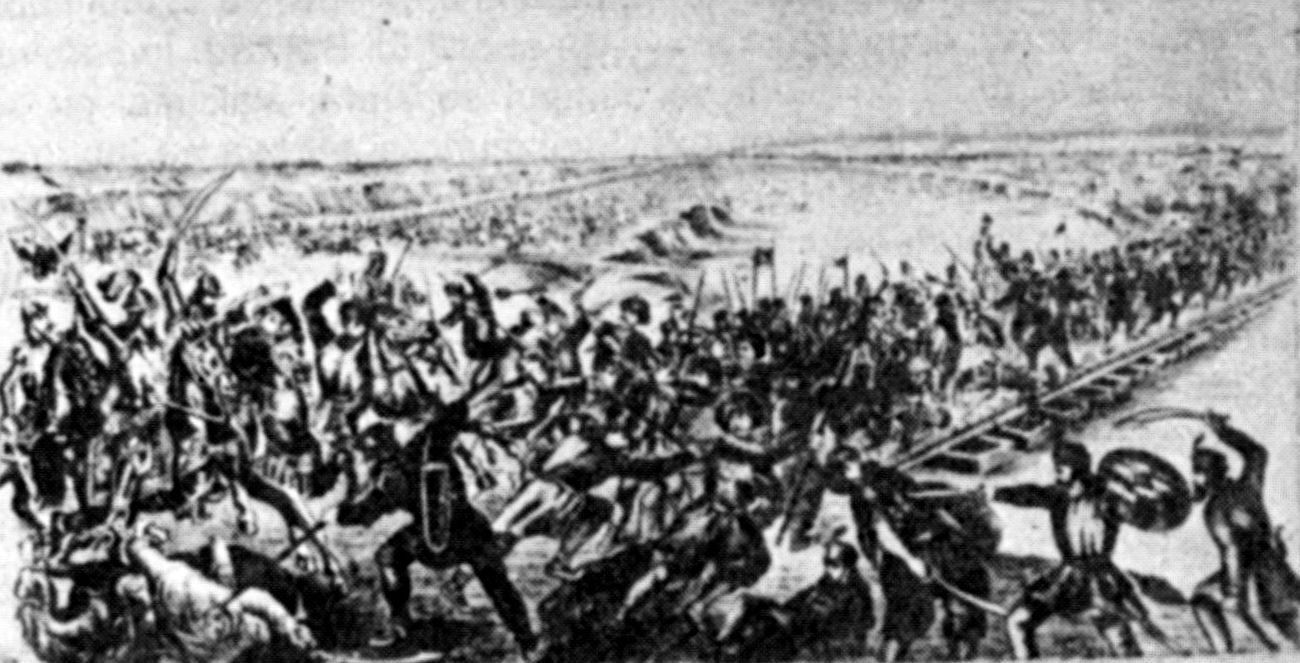
اشتباك الجيشان العُثماني والأفلاقي في معركة روڤين.

حوَّل بايزيد أنظاره بعد ذلك تجاه ميرݘه أمير الأفلاق، فطرده من الأراضي التي استولى عليها، وتتبَّعهُ حتَّى الأفلاق نفسها. وفي 26 رجب 797هـ المُوافق فيه 17 أيَّار (مايو) 1395م، عبر بايزيد نهر الطونة بِرفقة أربعين ألف جُندي، لِيُقابل الجيش الأفلاقي المُكوَّن من حوالي 10,000 جُندي فقط. واشتبك الجيشان في معركةٍ طاحنةٍ كان من نتيجتها قهر الأفلاقيين بعد أن تكبدوا خسائر فادحة. وأكره بايزيد الأمير ميرݘه على توقيع مُعاهدة يعترف فيها بِسيادة الدولة العُثمانيَّة على بلاده ويتعهَّد لها بِدفع جزية سنويَّة مع بقاء بلاده له يحكمها بِمُقتضى عادات وقوانين أهلها. تابع بايزيد زحفه بعد ذلك باتجاه نيكوبُلي - المعقل الأخير لِلقيصر البُلغاري يُوحنَّا شيشمان - فدخلها وقبض على شيشمان وأعدمه، وقيل أيضًا أنَّ الأخير مات ميتةً طبيعيَّةً قبل فتح العُثمانيين لِلمدينة، لكن وإن اختُلف على سبب موت شيشمان فإنَّهُ من المُتفق عليه أنَّ ابنه المدعو إسكندر وقع في الأسر فعلًا، وأنَّهُ اعتنق الإسلام لاحقًا، فعيَّنهُ بايزيد حاكمًا على مدينة صمصون بِالأناضول. وسيطرت الجُيُوش العُثمانيَّة على مُجمل نقاط العُبُور على نهر الطونة، ما وضع العاهل العُثماني في مُواجهةٍ مُباشرةٍ مع المجر. وبِذلك فقدت بُلغاريا استقلالها السياسي وضمَّها السُلطان بايزيد إلى الأملاك العُثمانيَّة فصارت ولايةً كباقي الولايات. وكان لِسُقُوط بُلغاريا في قبضة الدولة العُثمانيَّة صدىً هائل في أوروپَّا وانتشر الرُّعب والفزع والخوف في أنحائها، وتصاعدت دعوات القوى المسيحيَّة لِلقضاء على الوُجود العُثماني في البلقان.

### الحملة الصليبيَّة وواقعة نيكوبُلي
انزعج سيگيسموند ملك المجر من التقدُّم العُثماني، وخشي أن يحل ببلاده ما حلَّ بِبُلغاريا، بعد أن تاخمت حُدود مملكته مناطق السيطرة العُثمانيَّة، فأرسل إنذارًا إلى بايزيد الأوَّل بِالجلاء عن بُلغاريا، مُدركًا في الوقت نفسه أنَّهُ لا طاقة له بِمُقاومة العُثمانيين من دون مُساعدة خارجيَّة، لِذا استنجد بِأوروپَّا الغربيَّة. أدرك البابا بونيفاس التاسع ومُلُوك وأُمراء أوروپَّا أنَّ الطريق أمام العُثمانيين إلى قلب القارَّة العجوز يُصبح مفتوحًا إذا تعرَّضت المجر لِهزيمةٍ كُبرى، وأنَّهُ يقتضي وقف المد الإسلامي الذي يبتلع أرضًا جديدةً عامًا بعد عام، كما خشي البنادقة من التقارُب العُثماني - الرومي، ورأوا في استيلاء العُثمانيين على المضائق والقُسطنطينيَّة خطرًا كبيرًا يُهدد مصالحهم التجاريَّة مع الشمال. أضف إلى ذلك أنَّ مُحاصرة أو حجز العُثمانيين لِلروم طيلة فترة حربهم مع الأفلاق والبُلغار وما سبقها من شُهُور، وما ترتب على ذلك من عدم إمكانيَّة الدُخول إلى القُسطنطينيَّة أو الخروج منها دون مُوافقة العُثمانيين، ومُحاولة هؤلاء إخراج اللاتين الكاثوليك من المورة وجُزر بحر إيجة، كُل ذلك حرَّض أوروپَّا على تشكيل حملةٍ صليبيَّةٍ جديدةٍ. وتولَّت البُندُقيَّة جانبًا من مُهمَّة الدعوة إلى حملةٍ صليبيَّة، على الرُغم من تحفُّظها بِفعل حرصها على المُحافظة على العلاقة السلميَّة والتجاريَّة مع العُثمانيين، فتفاهمت مع الجنويين، واتصلت بِالإمبراطور البيزنطي عمانوئيل الثاني، الذي اقترح أن يُصار إلى تقويته بحرًا وسد المضائق أمام العُثمانيين، في حين تولَّى سيگيسموند الجانب الآخر من الدعوة، فاتصل بِشارل السادس ملك فرنسا في برديل (بوردو)، ونسَّق مع البنادقة، وشدَّ البابا أزر الدعوة التي استجاب لها دوق بُرغُونية فيليپ ڤالوا المُلقَّب بِالجريء، فأرسل ابنه القُمَّس يُوحنَّا، ومعهم ستَّة آلاف مُقاتل زحف بهم باتجاه المجر. وكان الكثير من المُحاربين الفرنسيين من أشراف فرنسا وفيهم كثيرٌ من أقارب ملك فرنسا نفسه، وكان الفرنسيُّون يطمحون، بعد القضاء على العُثمانيين، إلى السير حتَّى فلسطين واستخلاص بيت المقدس من المُسلمين. كما انضمَّ إلى الحملة أُمراءٌ من باڤاريا والنمسا وألمانيا وفُرسان الإسبتاريَّة، وقدَّمت مملكتا إنگلترا واسكتلندا مُساعدات عسكريَّة، وكذلك فعلت بعض الإمارات الإيطاليَّة، وممالك قشتالة وأراغون وكالمار. وانضمَّ لِهذا الجيش العرمرمي عددٌ كبير من المُتطوعين من البشناقيين والكرواتيين والبولونيين وغيرهم من البلقانيين، عدا عن القُوَّات البحريَّة، إذ وضعت البُندُقيَّة أُسطولها بِتصرُّف الحملة، وانضمَّت إليها الأساطيل الروميَّة والرودسيَّة، والتي عُهد إليها بِحراسة القنوات أثناء اقتحام الجيش الصليبي القُسطنطينيَّة من البر. وتُشيرُ هذه الاستعدادات الضخمة أنَّ أوروپَّا قرَّرت، بِصورةٍ نهائيَّةٍ، إخراج المُسلمين من البلقان وإعادتهم إلى الأناضول، وبدا كأنَّ خطَّة المسير إلى الأراضي المُقدَّسة والاستيلاء على بيت المقدس وإعادة إنشاء الممالك الصليبيَّة التي أبادها الزنكيين والأيُّوبيين والمماليك قائمة وجديَّة فعلًا.

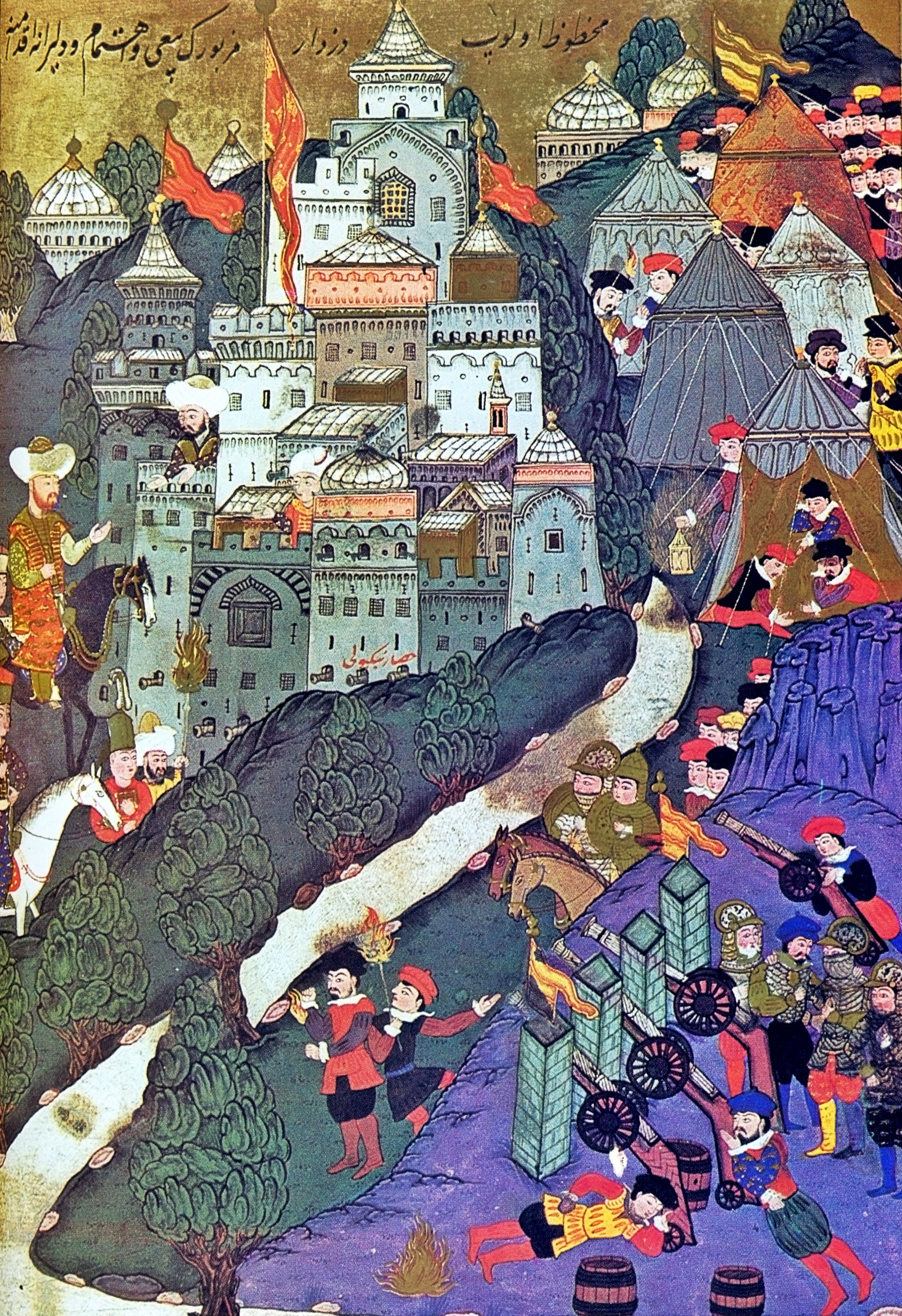
مُنمنمة عُثمانيَّة تُظهر الحصار والقصف الصليبي لِمدينة نيكوبُلي.

اجتمع المجلس العسكري الأعلى لِهذه الحملة في مدينة بودا العاصمة المجريَّة، وانتخب الملك سيگيسموند قائدًا عامًّا، وكان على أفرادها أن يُطهِّروا الأفلاق والأراضي البُلغاريَّة من المُسلمين، في الوقت الذي تتولَّى فيه بحريَّة البنادقة كسر الخُطُوط البحريَّة العُثمانيَّة، المُتواجدة في مضيقيّ البُسفور والدردنيل. أعلن السُلطان بايزيد، الذي كان على علمٍ بِكُل هذه الترتيبات، الحرب على المجر وكُل من حالفها من القوى الصليبيَّة، في شهر شُباط (فبراير) سنة 1396م. بدأ تنفيذ الخطَّة المُتفق عليها في ربيع سنة 798هـ المُوافقة لِسنة 1396م، فتحرَّك الجيش الصليبي شرقًا على طول نهر الطونة بِقيادة سيگيسموند، وتقدَّم البنادقة في الوقت نفسه باتجاه المضائق، ونجحوا في اختراق خُطُوط الدفاع العُثمانيَّة، وانتظروا أن تقوم القُوَّات البريَّة بنصيبها من الهُجُوم من جهة الغرب.
ويبدو أنَّ سيگيسموند لم ينجح في الوُصُول إلى المراكز الأماميَّة لِخُطُوط الجبهة مع العُثمانيين، ورُبَّما رأى أن يجُرَّهم ويُرهقهم عبر زحفٍ طويلٍ، وآثر انتظار بايزيد في البلقان وترك العُثمانيين يبدأون في الهجوم، لكنَّ قادة الحملة وزُعماءها الآخرين اختلفوا معه، فأصرُّوا على مُواصلة التقدُّم، فانحدروا مع نهر الطونة واجتازوه واستولوا على مُدن ڤيدين وراهوڤة التي تعرَّض سُكَّانها المُسلمون إلى مذبحةٍ مُروِّعة. وعندما وصل الصليبُّون مدينة نيكوبُلي عسكروا حولها بِهدف مُحاصرتها. وعندما علم بايزيد بِتقدُّم الجُيُوش الصليبيَّة، سار إليها على رأس جيشٍ كثيفٍ، وانضمَّ إليه أسطفان قيصر الصرب، وغيره من الأُمراء النصارى الخاضعين لِلحُكم العُثماني. وما أن أتى الصليبيين نبأ اندفاع بايزيد نحوهم حتَّى قتلوا كُل الأسرى المُسلمين الذين كانوا قد أسروهم في ڤيدين وراهوڤة، وقتلوا معهم ألف أسيرٍ عُثمانيٍّ من الحاميات العسكريَّة على مرأى من أهالي نيكوبُلي وصاحبها وقائد الحامية العسكريَّة فيها «دوغان بك». لم ترع كثرة الصليبيين ووحشيَّتهم صاحب المدينة سالف الذِكر، ولم يقبل تسليمها لهم، بل انبرى يُدافع عنها ريثما يُدركه السُلطان العُثماني. وصل السُلطان العُثماني على رأس جُيُوشه إلى أطراف نيكوبُلي بعد قُرابة خمسة عشر يومًا من الحصار الصليبي، وبلغ تعداد جُنُوده ما بين 11,000 إلى 15,000 وفق تقديراتٍ مُعاصرة، وبين 60,000 إلى 200,000 وفق مصادر قديمة. أمَّا الجُنود الصليبيُّون فقد تراوح تعدادهم بين 7,500 و16,000 وفق تقديراتٍ مُعاصرة، وما بين 16,000 و130,000 وفق مصادر قديمة.

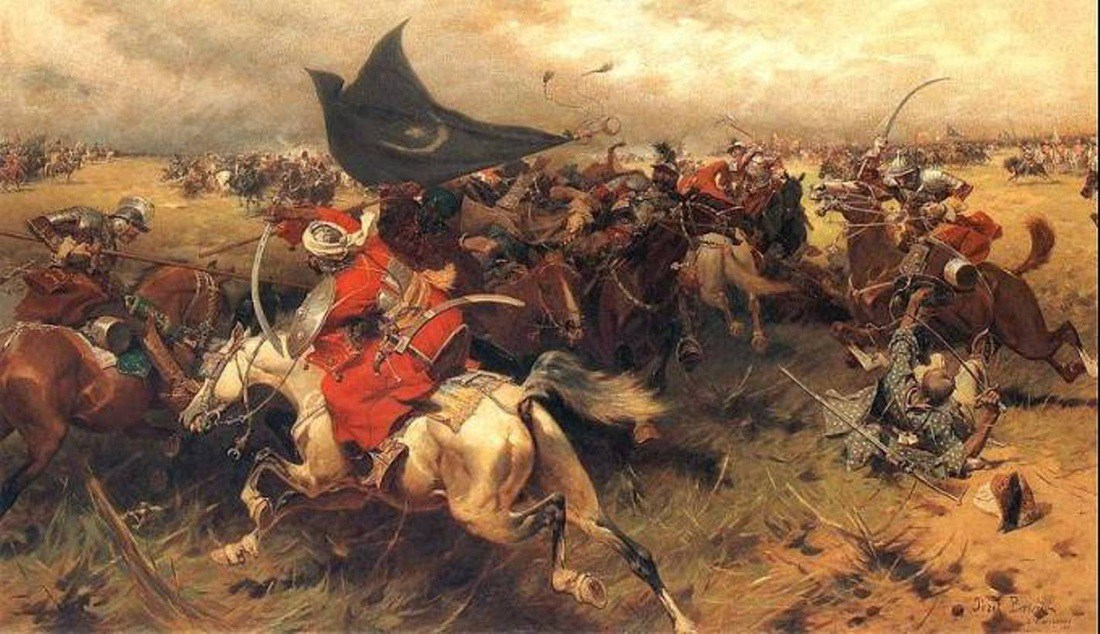
اشتباك العُثمانيين والصليبيين في ميدان نيكوبُلي.

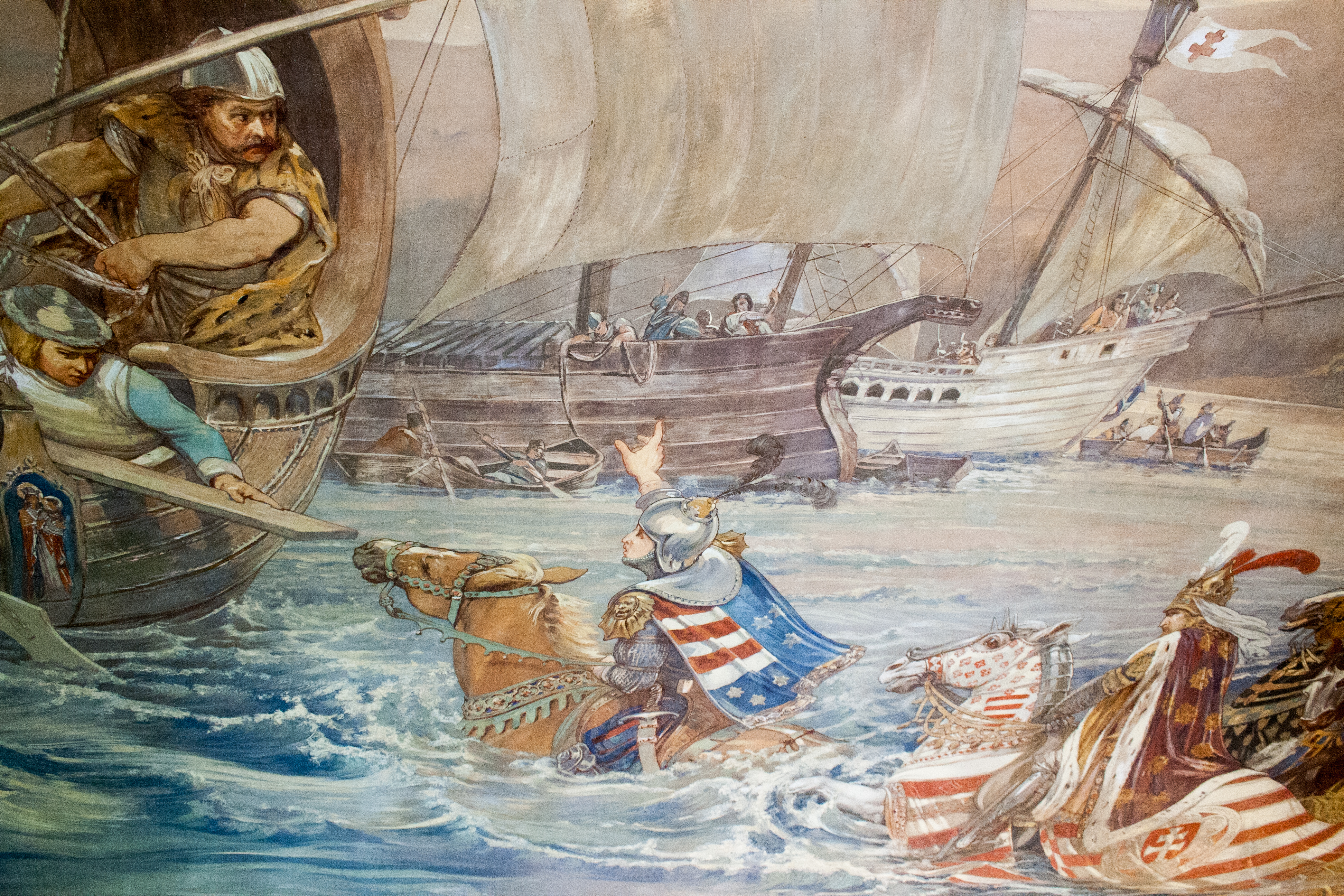
ملكُ المجر سيگيسموند يفرُّ في نهر الطونة ناجيًا بِحياته.

أتمَّ بايزيد استعداداته النهائيَّة وسار لِمُلاقاة الصليبيين بعد أن أرسل قسمًا من جُنُوده إلى ممر «شبقا» خلف الخُطوط الصليبيَّة لِقطع الطريق عليهم وخداعهم عبر إظهار حجم قُوَّاته بأقل مما هي عليه. واستهزء بايزيد بِالصليبيين بأن اخترق خُطوطهم ليلًا واتجه إلى أسوار المدينة حيثُ نادى صاحبها دوغان بك مُستعلمًا عن بعض دفاعاتها، قبل أن يعود إلى مُعسكره. ولمَّا رأى سيگيسموند ضآلة حجم القُوَّات العُثمانيَّة مُقارنةً بِقُوَّاته، اغترَّ بنفسه وقُوَّاته، وقال مقولته الشهيرة: «لَوُ انقَضَّتِ السَّمَاءُ عَليَائَهَا لَأَمسَكنَاهَا بِحِرَابِنَا»، كما اغترَّ الفُرسان الفرنسيُّون ووعدوا أنفسهم بِالنصر وإبادة الجيش العُثماني. كانت الوحدة المجريَّة في الجيش الصليبي هي أكبر الوحدات، تليها الوحدة الفرنسيَّة، ثُمَّ وحدات سائر الأقوام الأوروپيَّة. والواقع أنَّ هذا الجيش العرمرمي حمل في طيَّاته بُذور إخفاقه أمام العُثمانيين، فلم تكن العساكر الأوروپيَّة قد شاهدت أو خاضت حربًا بِهذا الحجم من قبل ولا حتَّى طالعت عنها في الكُتُب، وكان كُلٌ منهم لا يُجيدُ لُغة الآخر، وكانوا يجهلون تكتيك الحرب العُثمانيَّة، واشتهروا بقلَّة الانتظام مُقارنةً بِالعُثمانيين، واعتادوا شُرب الخمر في مُعسكراتهم. بِالمقابل، كان الجُنُود العُثمانيُّون، وبِالأخص فرقة الإنكشاريَّة على درجةٍ عاليةٍ من الانضباط والانسجام، ولا يعرفون حرفةً سوى القتال، وكانوا أكثر تنظيمًا وسلاحًا وتدريبًا من الصليبيين، وتحدثوا لُغةً واحدةً أو لُغتين كحدٍ أقصى. التحم الجيشان يوم الإثنين 21 ذي الحجَّة 798هـ المُوافق فيه 25 أيلول (سپتمبر) 1396م ودارت بينهما رحى معركةٍ ضارية، واضطرب الصليبيُّون عندما ضيَّق بايزيد الخناق عليهم، فاندفع الفرنسيُّون منهم مُتجاهلين طلب الملك المجري ضبط النفس، فوقعوا في الفخ الذي نصبه لهم بايزيد ما أن اعتلوا إحدى التلال، فتفاجؤا بِالجُزء الرئيسي من الجيش العُثماني ينتظرهم، فولُّوا الأدبار مُنسحبين فيما أعمل العُثمانيُّون فيهم القتل. وانعكس اضطراب وانهزام القُوَّة الفرنسيَّة على مُجمل الجيش الصليبي، فأخذ بعض القادة بالانسحاب من الميدان، فتضعضع الجيش وحاول أفراده الهرب عبر نهر الطونة، لكنهم فُوجئوا بِالفُرسان السپاهية وقد اصطفُّوا على طول النهر من أوَّله إلى آخره، فوقع عشرة آلاف صليبيٍّ أسير في أيدي العُثمانيين كان من بينهم القُمَّس يُوحنَّا ڤالوا وعدد من أشراف فرنسا، فيما حاول الباقون الهرب عبر النهر، فغرق منهم الكثيرون، وتمكَّن آخرون من الهرب بِشكلٍ مُنفرد، من بينهم سيگيسموند ملك المجر وهنري الرابع - الذي أصبح ملك إنگلترا لاحقًا - وأمير البحار البُندُقي توما موسينجيو - الذي أصبح دوقًا لِجُمهُوريَّة بلاده لاحقًا - وغيرهم، فكان ذلك انتصارًا عُثمانيًّا واضحًا. خرج العُثمانيُّون من معركة نيكوبُلي بِغنائم كثيرة وفيرة، واستولوا على ذخائر العدوّ، وجرت مُفاوضات عُثمانيَّة - فرنسيَّة، بعد المعركة، أسفرت عن إطلاق سراح يُوحنَّا ڤالوا ونُبلائه لقاء فدية اتُفق على مقدارها، ويُقال أنَّ السُلطان بايزيد لمَّا أطلق سراح القُمَّس سالف الذِكر وكان قد أُلزم بِالقسم على أن لا يعود لِمُحاربة المُسلمين قال له: «إِنِّي أُجِيزُ لَكَ أَن لَا تَحفَظَ هَذَا اليَمِين، فَأَنتَ فِي حِلٍّ مِنَ الرُّجُوعِ لِمُحَارَبَتِي، إِذ لَا شَيءَ أَحَبُّ إِلَيَّ مِن مُحَارَبَةِ جَمِيعِ مَسِيحِيِّي أُوروُپَّا وَالانتِصَارُ عَلَيهِم».

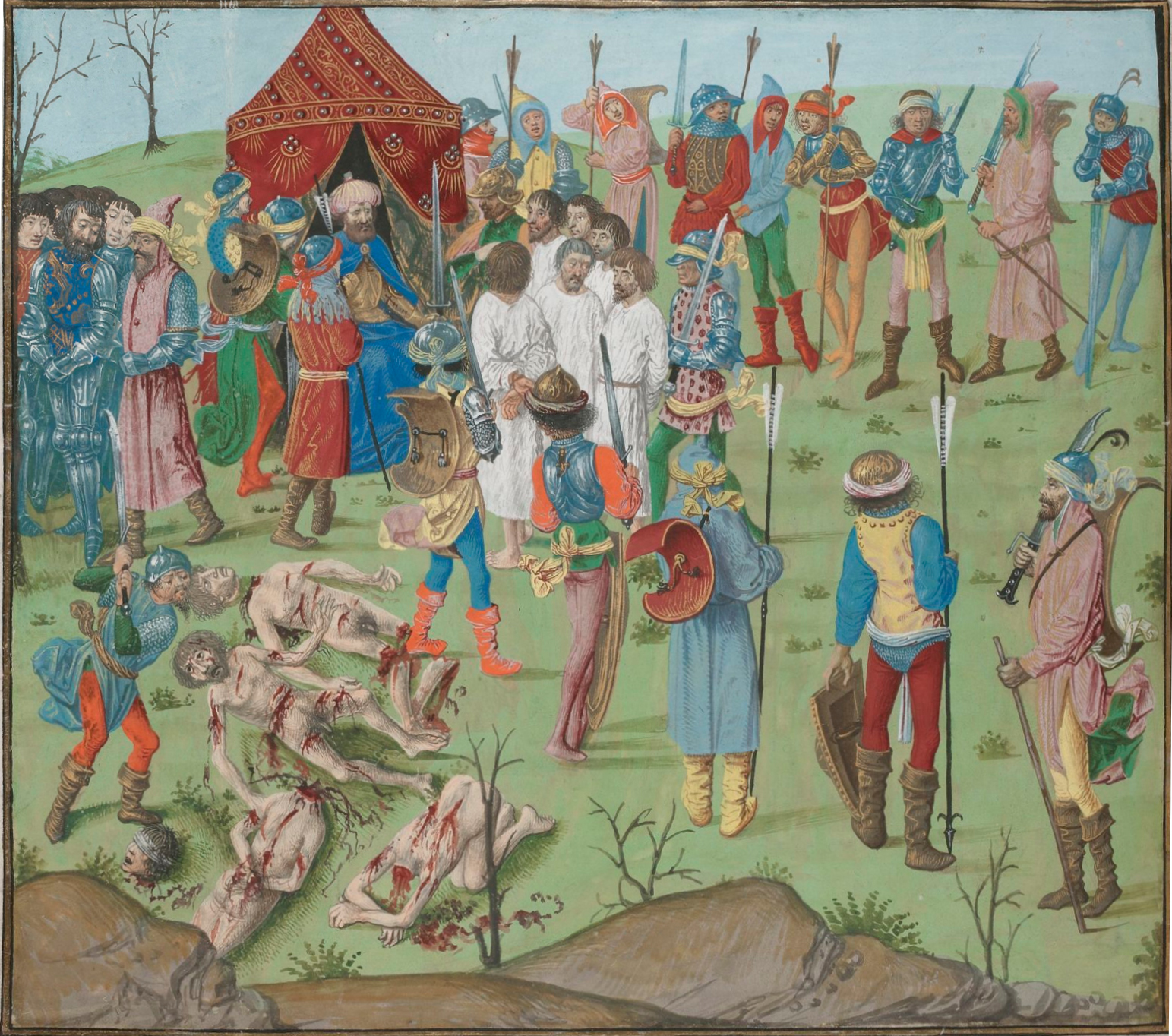
بايزيد يشهد إعدام الأسرى الصليبيين انتقامًا لِلمُسلمين الذين قُتلوا على أسوار نيكوبُلي.

ثارت ثائرة بايزيد عندما رأى الجم الغفير من المُسلمين الذين قتلهم الصليبيُّون على أسوار نيكوبُلي قبل اندلاع المعركة، بِالإضافة إلى ما خسره الجيش العُثماني من الجُنُود، فأمر بِإعدام أسراه العشرة آلاف انتقامًا لِلذين قتلهم الصليبيُّون، فجرت مقتلة دمويَّة لِهؤلاء لم تتوقف إلَّا بعد توسَّل قادة الجيش العُثماني إلى السُلطان كي يُخلي سبيل الباقين. سيطر العُثمانيُّون بعد هذه المعركة على كامل بُلغاريا بعد أن استردُّوا ڤيدين وراهوڤة وكامل البلاد التي فقدوها، وحصَّنوا مواقعهم في البلقان. وتعرَّضت المجر والدُول الأوروپيَّة الغربيَّة لِهزَّةٍ جسيمةٍ زعزعت كيانهم بِشكلٍ لم يعد يسمح لهم بِإطلاق يدهم في البلقان، وكانت المجر وملكها سيگيسموند الأكثر تأثُرًا بِهذه الهزيمة، إذ تضاءلت مكانة هذا الملك ودولته بِعُيُون المُجتمع الأوروپي وتبخَّر ما كان يُحيطُ بهما من هيبةٍ ورهبة. وبِالمُقابل تزايدت هيبة العُثمانيين أمام الأوروپيين، الذين اعترفوا بِظُهُور دولةٍ إسلاميَّةٍ جديدةٍ وقويَّةٍ في آسيا الصُغرى والبلقان. واعترفت الأقطار الإسلاميَّة في المشرق بِضرورة الوُجود العُثماني على المسرح السياسي، حيثُ كان لانتصارات بايزيد على القوى الصليبيَّة صدىً عميق لدى السُلطان المملوكي في مصر سيفُ الدين برقوق، والخليفة العبَّاسي أبو عبد الله مُحمَّد المُتوكِّل على الله الذي كان يُقيمُ في القاهرة بِحماية سلاطين المماليك مُنذُ سُقُوط بغداد في أيدي المغول سنة 656هـ المُوافقة لِسنة 1258م، ولِهذا منح الخليفة بايزيد لقب «سُلطان» مُكافأةً لهُ على تلك الجُهُود الكُبرى التي بذلها من أجل الإسلام والمُسلمين، فأصبغ بذلك على السُلطة التي مارسها هو وأجداده من قبل، طابعًا شرعيًّا ورسميًّا. كما خلع الخليفة العبَّاسي على بايزيد ألقابًا تشريفيَّةً أُخرى، أبرزها: «سُلطانُ إقليم الرُّوم» و«جلالُ الدين» و«صاعقةُ الإسلام»، وأرسل بايزيد لِلسُلطان المملوكي هديةً منها مائة أسير من الإفرنج والطليان.

### حصار القُسطنطينيَّة الثاني

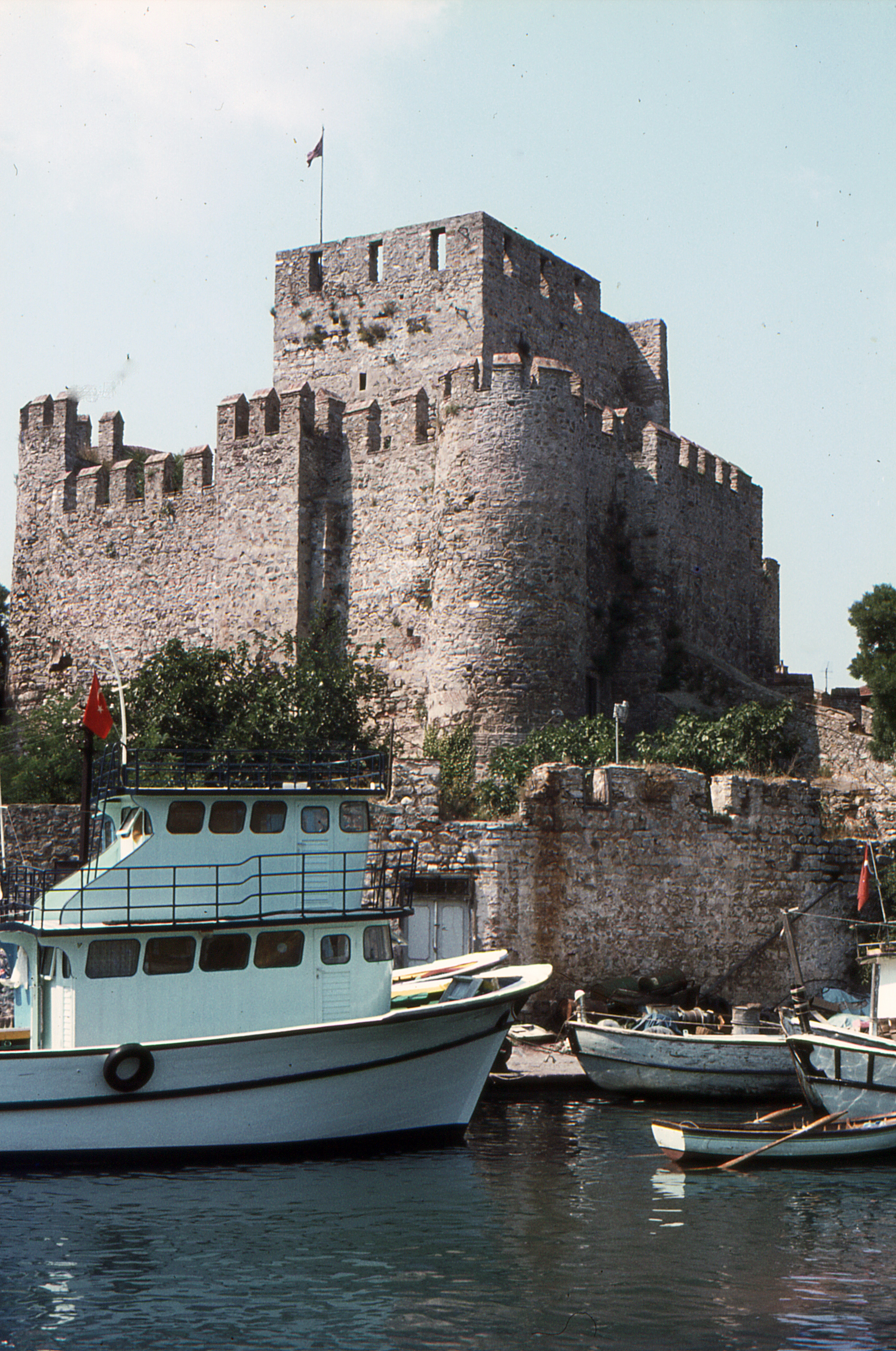
جانب من قلعة أناضولي حصار التي شيَّدها بايزيد الأوَّل بِبر آسيا لِإحكام حصار القُسطنطينيَّة.

فقد بايزيد الأوَّل ثقتهُ بِالحُكَّام المحليين المُحيطين به، وبِخاصَّةٍ تُيُودور أمير المورة الرومي بِفعل عودته إلى التحالف مع الأوروپيين رُغم خُصومته السابقة معهم واستنجاده بِالسُلطان العُثماني، لِذلك توجَّه، بعد انتصاره في نيكوبُلي، إلى بلاد اليونان، ففتح آرغوس وآتيكة وسلوري، وحاصر كورنثة، واصطدم بِتُيُودور في ليونتاريون في 24 رمضان 799هـ المُوافق فيه 21 حُزيران (يونيو) 1397م، إلَّا أنَّهُ لم يستطع إخضاعه، وطلب هذا الأخير العون من البنادقة، فرفضوا مُساعدته بِسبب نزاعهم السابق معه وبِسبب علاقتهم التجاريَّة مع الدولة العُثمانيَّة، فتوجَّه نحو فُرسان الإسبتاريَّة في رودس، وعرض عليهم التنازل عن الإمارة مع الاحتفاظ بِحق إعادة شرائها، مُقابل مُساعدته، وتمَّت الصفقة. وبِذلك بقيت المورة خارج نطاق السيطرة الإسلاميَّة، غير أنَّ بايزيد نقل ما يقرب من ثلاثين ألفًا، من المناطق التي فتحها في المورة، إلى آسيا الصُغرى، وشجَّع بِالمُقابل حركة الاستيطان التُركي والإسلامي في المورة بِهدف إضعاف جبهتها. كذلك، تمكَّن بايزيد من إخضاع بعض الأُمراء الروم الثانويين في المورة وإرغامهم على تقبُّل السيادة العُثمانيَّة، وذلك عقابًا لهم على ما قدموه من مُساعدة لِلحلف الصليبي. بعد الانتصار في نيكوبُلي وتأمين الجبهة البلقانيَّة والسيطرة على قسمٍ من المورة، التفت بايزيد الأوَّل مُجددًا نحو القُسطنطينيَّة لاستكمال حصارها، ويبدو أنَّ لِذلك علاقة بِالمدى الذي امتنع فيه الإمبراطور البيزنطي عمانوئيل الثاني عن الوفاء بالتزاماته تجاه الدولة العُثمانيَّة، فتنكَّر لِما كان قد عاهد عليه العُثمانيُّون؛ إذ امتنع عن إنشاء حيٍّ لِلمُسلمين ومحكمة ومسجدٍ جامعٍ في القُسطنطينيَّة. والرَّاجح أنَّهُ أراد التخلُّص من التبعيَّة لِبايزيد الأوَّل، مُبرهنًا عن قِصر نظر في الحقلين السياسي والعسكري، لِأنَّ العاهل العُثماني نجح في عزل العاصمة الروميَّة وهو في أوج قُوَّته، وحتَّى يُحكم حصارها بنى قلعة «أناضولي حصار» على مسافة ثمانية كيلومترات منها على ساحل مضيق البُسفور.
شُيِّدت هذه القلعة (التي سُميت بدايةً «گوزل حصار» أي القلعة البديعة) على أطلال هيكل أورانوس الرومي القديم، وأصبحت تتحكَّم بِحركة السُفن الداخلة والخارجة من المضيق بقذائف المدافع والمجانيق والسِّهام المُشتعلة. بعد إحكام الحصار، أرسل بايزيد إلى الإمبراطور البيزنطي يطلب منه تسليم القُسطنطينيَّة لِلمُسلمين عقابًا له على موقفه المُعادي لِلعُثمانيين خِلال حملة نيكوبُلي. ويبدو أنَّ العُثمانيين لم تكن لديهم بعد إمكانات الانتصار على التحصينات القويَّة لِلعاصمة الروميَّة وعلى بسالة المُدافعين عنها، وبِخاصَّةً أنَّ عمانوئيل الثاني التمس العون من الغرب الأوروپي، وتلقَّى مُساعدةً من شارل السادس ملك فرنسا، الذي أرسل قُوَّةً عسكريَّةً مُؤلَّفة من ألف ومائتيّ جُندي بِقيادة يُوحنَّا لومينجر، أحد القادة الذين اشتركوا في معركة نيكوبُلي، وتوغَّلت هذه القُوَّة في عُمق الأراضي العُثمانيَّة، ونفَّذت غارةً على إزميد، إلَّا أنها لم تستطع إبعاد الخطر العُثماني عن القُسطنطينيَّة. والحقيقة أنَّ بيزنطة كانت بِحاجة إلى مُساعدةٍ أكثر فاعليَّة، ما دفع الإمبراطور إلى السفر إلى أوروپَّا وبِخاصَّةً فرنسا لاستجداء المُساعدة منها لِإنقاذ عاصمته، وعيَّن ابن شقيقته وعدُوِّه القديم، يُوحنَّا السابع، وصيًّا على العرش، ولكنَّهُ لم يتلقَّ أيَّة مُساعدة، فمكث في بريش (باريس) مُنتظرًا وُصُول خبر سُقُوط القُسطنطينيَّة في يد بايزيد الأوَّل. والواقع أنَّهُ لم يُنقذه وعاصمته من السُقُوط سوى اجتياح تيمورلنك لِلمشرق الإسلامي، وانشغال بايزيد قُبيل ذلك بِحرب أمير القرمان مُجددًا.

## حرب إمارة القرمان وتصفية مُشكلات الأناضول

الحُدُود التقريبيَّة لِلدولة العُثمانيَّة بُعيد انتهاء بايزيد الأوَّل من فُتُوحاته في الروملِّي ومن توحيد الأناضول وقُبيل اندلاع الحرب مع المغول.

يبدو أنَّ الاتفاق بين بايزيد الأوَّل وعلاءُ الدين القرماني كان مرحليًّا فقط، من جانب الثاني على الأقل، إذ استغلَّ انهماك العُثمانيين في فتح البلاد البُلغاريَّة ومُحاربة الصليبيين وحصار القُسطنطينيَّة لِيسترد ما تنازل عنهُ لِلعُثمانيين، فجهَّز جيشًا عظيمًا من التُركمان واستعان بِبعض مُجاوريه وسار بِخيله ورجاله قاصدًا مُهاجمة مدينة أنقرة، فاشتبك مع حاكمها تيمورطاش باشا وهزمهُ في إحدى الوقائع وأخذهُ أسيرًا. فلمَّا بلغ خبرهُ إلى مسامع السُلطان جاء ردُّه سريعًا، فترك حصار القُسطنطينيَّة وقام بنفسه إلى بلاد الأناضول لِتأديب هذا الثائر. جدَّ السُلطان العُثماني في طلب الأمير القرماني حتَّى تقابل الجيشان في موضعٍ يُقالُ لهُ «آق چاي» حيثُ دارت بينهما معركة أفضت إلى هزيمة القرمانيين، ووقع الأمير علاء الدين وولديه مُحمَّد وعليّ أسرى في يد السُلطان العُثماني، فساقهم جميعًا إلى مدينة قونية حيثُ أمر بِإعدام علاء الدين بعد أن أثبت سوء نيَّته مرارًا وتكرارًا تجاه العُثمانيين، وأرسل زوجته مَلَك خاتون وأبناءه لِيُقيموا في بورصة، وضمَّ ما بقي من أملاك القرمانيين إلى الدولة العُثمانيَّة، وبِالأخص مدينتيّ قونية ولارندة، وذلك في سنة 800هـ المُوافقة لِسنة 1398م. وبِذلك زالت الإمارة القرمانيَّة وأضحت ولايةً عُثمانيَّة. وفي تلك الفترة كان أمير قسطموني الجديد - المُسمَّى بايزيد أيضًا - قد أشهر العصيان كذلك وحاول الاستقلال مُجددًا بِإمارته، فكانت هذه الإمارة هي آخرُ الإمارات المُستقلَّة التي قامت على أطلال دولة آل سُلجُوق، وشكَّلت ملجأ الكثير من أولاد الأُمراء الذين فُتحت بلادهم، فكان ذلك سبب غزو بلاده، فأرسل إليه السُلطان بايزيد من يطلب منه تسليم أولاد أُمراء آيدين وصاروخان، فامتنع، فسار إليه السُلطان بِنفسه وأغار على بلاده، ودخل مرَّة أُخرى إلى مُدن صمصون وجانيت وعُثمانجق وأعاد ضمَّها، وهرب بايزيد صاحب قسطموني والتجأ إلى تيمورلنك أمير المغول. وكانت مدينة سينوپ قد استلمها إسفنديار بك شقيق سُليمان باشا الجندرلي الأمير السابق لِقسطموني، فلمَّا رأى سُقُوط المُدن سالِفة الذِكر بِسُهُولةٍ في يد العُثمانيين سارع إلى عرض طاعته على السُلطان، فقبلها منه. وبِذلك انقرضت جميع الإمارات الصغيرة القائمة بِبلاد الأناضول وعادت كُلها إلى حوزة الدولة العُثمانيَّة.
رُغم توحيد الأناضول، استمرَّ العُثمانيُّون يُواجهون مُشكلةً خطيرة تتمثل في استمرار عصيان القاضي بُرهانُ الدين أحمد بن شمسُ الدين صاحب سيواس، فأرسل إليه بايزيد جيشًا بِقيادة ابنه الشاهزاده أرطُغرُل اشتبك معهُ في معركةٍ في موضعٍ يُسمَّى «قرق ديليم» قُرب مدينة چوروم، فُهزم الجيش العُثماني ورُدَّ على أعقابه. وحاول بُرهان الدين تخفيف حنق بايزيد الأوَّل عليه بِأن أظهر نفسه حليفًا مُواليًا له ضدَّ تيمورلنك، ذلك أنَّ الأخير أرسل إلى بُرهانُ الدين يطلب منه أن يضرب النُقُود على غرار النُقُود المُتداولة في البلاد الخاضعة لِحُكمه (أي حُكم تيمورلنك)، وأن يُجري الخِطبة باسم السُلطان الجغطائي محمود بن سيورغتمش خان - صنيعة تيمورلنك - فقام بُرهانُ الدين بِقطع رُؤوس رُسل تيمورلنك الذين حملوا إليه هذا الطلب، وأرسل يُعلم السُلطان العُثماني والسُلطان المملوكي بِما أقدم عليه، وبعث بايزيد إلى بُرهان الدين يُعلمه بِمُوافقته على تصرُّفه. غضب تيمورلنك عندما علم بما فعله بُرهانُ الدين بِرُسُله، فأوعز إلى عُثمان بك قره‌يولوق أمير الدولة الآق قويونلويَّة بِمُهاجمة سيواس معقل القاضي سالف الذِكر. وفعلًا نفَّذ الأمير عُثمان، في سنة 800هـ المُوافقة لِسنة 1398م، هُجومًا على سيواس، فقتل صاحبها بُرهانُ الدين، وفرض نفسهُ حاكمًا على المدينة، إلَّا أنَّهُ اضطرَّ إلى الفرار منها بعد ذلك عندما رفض السُكَّان الإقرار لهُ بِالطاعة، واستدعوا السُلطان العُثماني بايزيد الأوَّل لِيحكُم مدينتهم، فسار إليها في سنة 801هـ المُوافقة لِسنة 1399م وأقام أحد أبناءه، وهو سُليمان، حاكمًا عليها، وترك لهُ قُوَّةً عسكريَّةً كبيرة وحاشيةً تضم عددًا من القادة العسكريين. توجَّه بايزيد، في صيف سنة 1399م، إلى ملطية وانتزعها من أيدي المماليك، مُستغلًا الأوضاع المُضطربة بِالشَّام نتيجة الغزوات المغوليَّة التيموريَّة، وقد أدَّى ذلك إلى توتُّر العلاقات بين العُثمانيين والمماليك في الوقت الذي كان فيه خطر تيمورلنك ماثلًا على أبواب الأناضول. كما ضمَّ بايزيد إلى أملاكه مُدنًا أُخرى داخلة ضمن أراضي السلطنة المملوكيَّة كحصن منصور والبستان ووصل الفُرات بِسيطرةٍ تامَّةٍ، واعترفت إمارة ذي القدريَّة بِالسيادة العُثمانيَّة، ثُمَّ تقدَّم إلى أرزنجان ومعمورة العزيز وضمَّهما، وبِذلك تكوَّنت الوحدة الأناضوليَّة وأُعيد إحياء دولة علاءُ الدين كيقباد السُلجوقيَّة الروميَّة. لكن رُغم تلك الانتصارات، كانت بوادر حربٍ عظيمةٍ مع المغول تلوحُ في الأُفق، بِسبب امتعاض تيمورلنك من تنامي قُوَّة العُثمانيين.

## حرب المغول

### العلاقة بين بايزيد وتيمورلنك

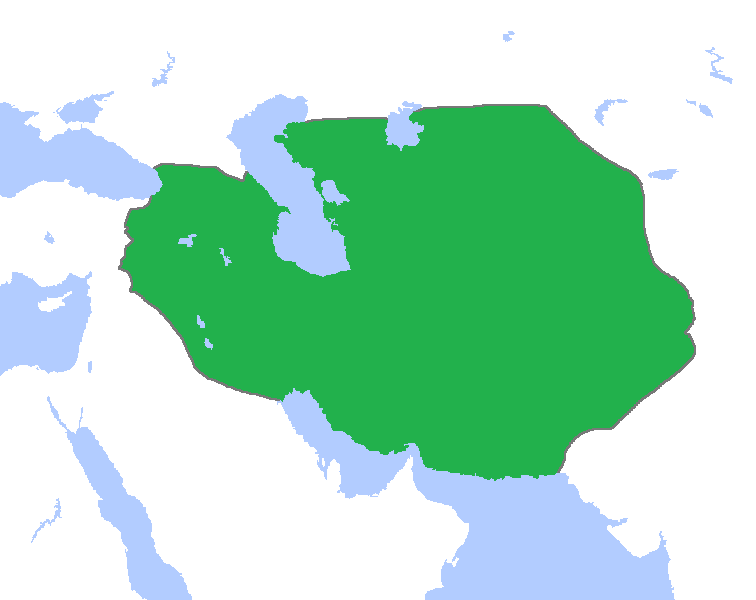
الحُدُود التقريبيَّة لِلدولة التيموريَّة.

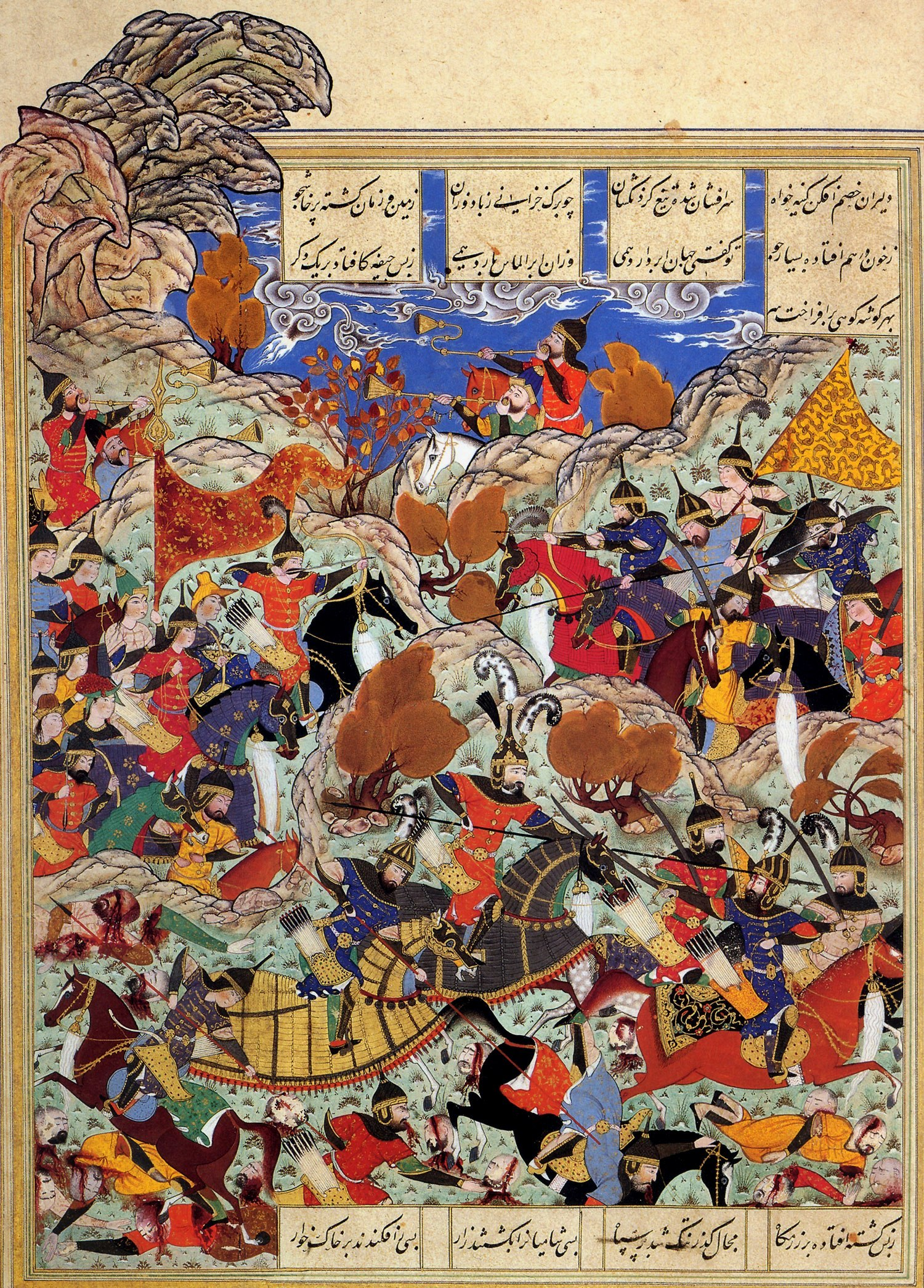
اشتباك الجيشين المملوكي والمغولي التيموري في معركةٍ على أطراف دمشق. كان غزو دمشق المرحلة الأخيرة لِحرب تيمور مع المماليك قبل أن يُحوِّل أنظاره ناحية العُثمانيين.

في الوقت الذي أحرز فيه بايزيد الأوَّل انتصاره الكبير في نيكوبُلي، كان تيمور بن طرقاي الگوركاني قد جلس على العرش في بلاد ما وراء النهر. وكان تيمور هذا فاتحًا من الطراز المغولي، استطاع، في سنواتٍ معدودةٍ، أن يُؤسس دولةً واسعة الأرجاء تمتد من سُهُوب سمرقند إلى أفغانستان والهند وفارس وأذربيجان، حتَّى بلاد الكرج وأرمينية وكُردستان، وبِذلك يكون قد جاور الدولة العُثمانيَّة الفتيَّة، والدولة المملوكيَّة في مصر والشَّام والحجاز، والدولة القره‌قويونلويَّة التُركمانيَّة الناشئة في شرق الأناضول، والدولة الجلائريَّة المُتداعية في العراق، والقبيلة الذهبيَّة في حوض نهر الڤولغا. وكان تيمور يشتهر باسم «تيمورلنك» أي «تيمور الأعرج»، إذ كان قد أُصيب في شبابه بِسهمٍ في قدمه أثناء إحدى غاراته بِهدف السرقة، فعرج من أثر الإصابة، فسُمي «تیمور لنگ»، و«لنگ» بالفارسيَّة معناها «أعرج». وقرَّر تيمورلنك أن يُخضع كافَّة الحُكَّام على امتداد حُدود دولته لِيُدينوا بِالولاء لهُ، أمَّا بايزيد الأوَّل فلم يقنع بِأقل من حُكمه لِدولةٍ تمتد من نهر الطونة إلى نهر الفُرات، ورُبما إلى نهر النيل. ويبدو أنَّ تيمورلنك استطاع أن يضرب الجلائريين والمماليك والعُثمانيين، كُلًّا على حدة، إذ أنَّ استيلاء بايزيد على مدينة ملطية التابعة لِلدولة المملوكيَّة، عقب وفاة السُلطان سيفُ الدين برقوق، قضى على إمكان التحالف مع السُلطان زين الدين فرج بن برقوق، الذي خلف والده في الحُكم، فانقضَّ تيمورلنك على الشَّام وأمعن في تخريبها ثُمَّ التفت إلى الدولة العُثمانيَّة. والواقع أنَّ الصراع بين بايزيد الأوَّل وتيمورلنك مرَّ بِمرحلتين تفصل بينها أعمال وغزوات تيمور في الشَّام والعراق والكرج بين سنتيّ 803 و804هـ المُوافقة لِبين سنتيّ 1401 و1402م. بدأت الاحتكاكات بين الطرفين بِشكلٍ غير مُباشر مُنذُ قضيَّة القاضي بُرهانُ الدين الذي قتل رُسل تيمور في سيواس ووافقه بايزيد على فعله هذا كما أُسلف، ثُمَّ تأزَّمت الأُمور بين العاهلين بِشكلٍ أكبر عندما ضمَّ بايزيد مدينة أرزنجان إلى ممالكه، إذ كان صاحبُ المدينة، المدعو «مُطَهَّرَتِن»، مُوالٍ لِتيمورلنك، فطلب منهُ بايزيد أن ينبُذ طاعته ويُقر بِالتبعيَّة لِلعُثمانيين، فأبلغ مطهرتن تيمورلنك بِذلك، الذي عدَّ تدخُّل بايزيد في أرزنجان عملًا عدائيًّا مُوجهًا ضدَّه. والواضح أنَّهُ كانت هُناك عوامل عدَّة كفيلة بِإثارة الحرب بين الدولتين العُثمانيَّة والتيموريَّة، منها:
- تجاور الحُدود بين الدولتين، ما جعل فُرص الصدام أكبر.
- خشي تيمورلنك من التوسُّع العُثماني في شرق الأناضول، فقام لِيُوقف هذا التمدُّد، وكانت مخاوفه تنبعث من أنَّ أذربيجان، التي يسكُنها العديد من القبائل التُركيَّة، سوف تكون هدف بايزيد الأوَّل بعد أرزنجان، وسيكون مصيرها كمصير الإمارات التُركمانيَّة في الأناضول.[61]

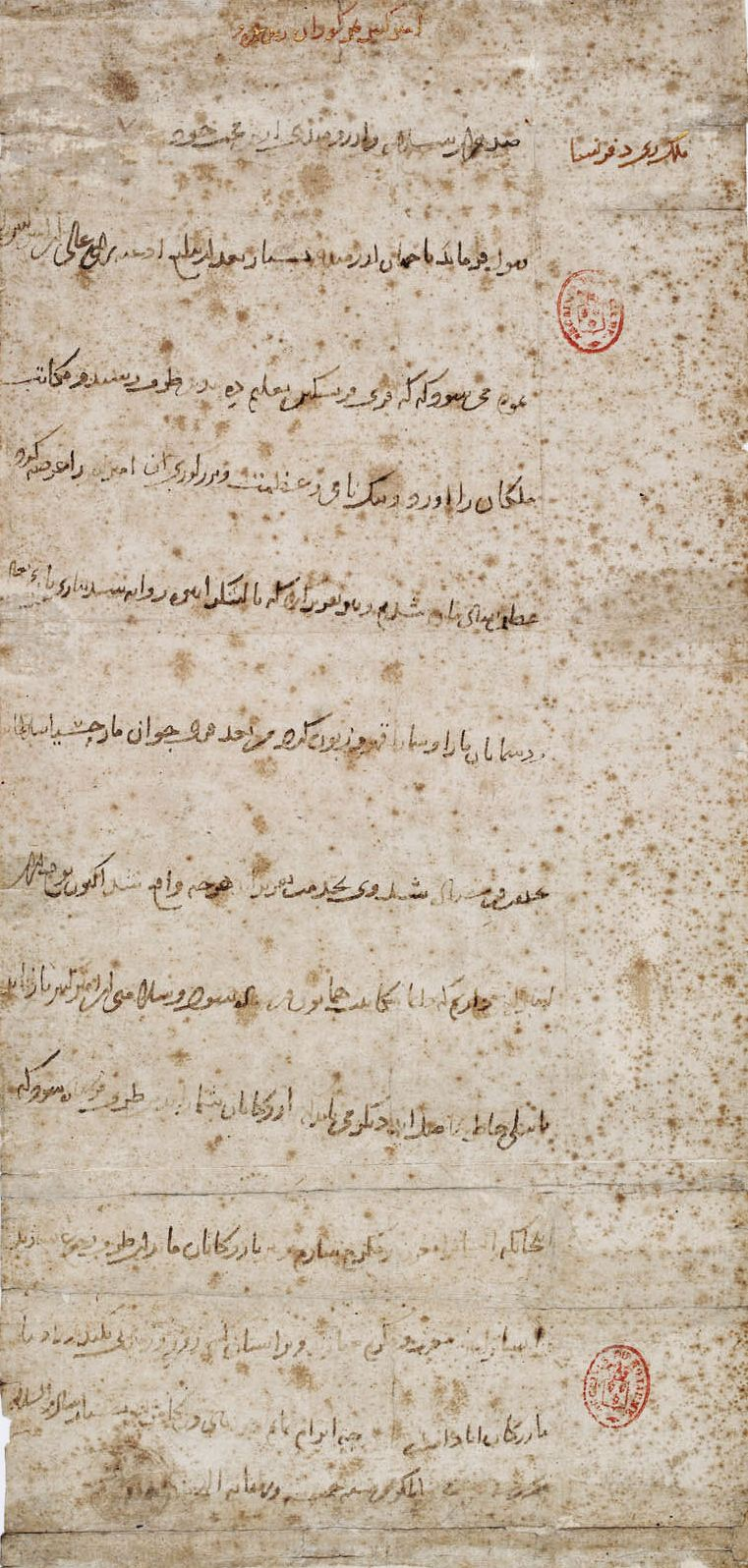
رسالة تيمورلنك إلى شارل السادس ملك فرنسا، وهي إحدى الرسائل التي تبادلها العاهلان حول إمكانيَّة التحالف ضدَّ العُثمانيين.

- كان تيمورلنك يطمع في ضم الأناضول الشرقيَّة، بِوصفه الوارث الشرعي لِأحفاد جنكيز خان، لِذلك حاول إقناع بايزيد الأوَّل بِالتوسُّع نحو الغرب والتخلِّي له عن المناطق الشرقيَّة التي استولى عليها،[62] وطالب بِضمِّ سيواس وملطية والبستان وكماخ إلى أملاكه.[63]
- كان تيمورلنك قد استولى على بغداد في سنة 795هـ المُوافقة لِسنة 1393م، بناءً على طلب سُكَّانها الذين لم يعودوا يتحمَّلون عسف سُلطانهم أحمد بن أويس الجلائري، فلجأ أحمد هذا وحليفه التُركماني يُوسُف نویان بن مُحمَّد القرة‌قويونلوي إلى بايزيد الأوَّل في بورصة فأحسن استقبالهُما،[la 31] فأقطع أحمد كوتاهية وأنعم على يُوسُف بِآق سراي، فخشي تيمورلنك عند ذلك من فيام تحالُفٍ عُثماني - جلائري - قره‌قويونلوي قد ينضم المماليك إليه، فطلب من بايزيد تسليمهما إليه، وقد وصفهما بِأنهما قاطعا طريق ولُصُوص تجب مُعاقبتهما، فرفض بايزيد طلبه، وردَّ عليه بِأنَّ هذا الأمر يُخالف تقاليد الضيافة التُركيَّة.[64] وفي واقع الأمر فإنَّ الرسالة التي حملها مبعوث تيمور إلى بايزيد كانت مُفحمة بِالتهديد والتخويف والتهويل، إذ ورد فيها: «...أَنَّهُمَا مَادَّةُ الفَسَاد، وَبَوَارُ البِلَاد، وَدَمَارُ العِبَاد، وَسَنَخُ الخُمُولِ والإِدبَار، وَكَفِرعَونَ وَهَامَانَ فِي العُلُوِّ والاستِكبَارِ، ﴿إِنَّ فِرْعَوْنَ وَهَامَانَ وَجُنُودَهُمَا كَانُوا خَاطِئِينَ﴾ وَقَد صَارَا بِمَن مَعَهُمَا فِي حِمى ذِرَاكُم لَاطِئِين، وَأينَمَا حَلُّوا حَلَّت التَعَاسَة والشُّؤمُ، وحَاشَا أَن يَكُونَ مِثلَهُمَا مِن المَفلُوَّكِينِ تَحتَ جَنَاحِ صِاحِبِ الرُّومِ، فَإيَّاكُم أن تَأوُوُهُم بَل أَخرِجُوهُم، وَخَذُوهُم وَاحصِرُوهُم ﴿وَاقْتُلُوهُمْ حَيْثُ وَجَدتُّمُوهُمْ﴾ وَإيَّاكُم وَمُخَالَفَةِ أَمرِنَا، فَتَحِلَّ عَلَيكُمُ دَائِرَةُ قَهرِنَا، فَقَد سَمِعتُم قَضَايَا مُخَالِفِينَا وَأَضرَابَهُم، وَمَا نَزَلَ بِهُم مِنَّا فِي حِرَابِهِم وَضِرَابِهِم ﴿وَتَبَيَّنَ لَكُمْ كَيْفَ فَعَلْنَا بِهِمْ﴾ فَلَا تُكثِرُوا بَينَنَا وَبَينَكُمُ القِيلُ والقَال، فَضلًا عَن جِدَالٍ وَقِتَالٍ، فَقَدَ بَيَّنَّا لَكُمُ البَرَاهِينَ وَضَرَبنَا لَكُمُ الأَمثَال».[65] وثارت ثائرة السُلطان بايزيد لمَّا قرأ هذا الكلام المُتضمن تهديدًا، وكانت تلك الرسالة فاتحة رسائل مُتبادلة بين العاهلين مُفعمة بِالتحدي والسُباب.
- كانت إمارات شرقيّ الأناضول، خِلال النصف الثاني من القرن الرابع عشر الميلادي، تشعر بِتعاظم قُوَّة العُثمانيين، فخشي أُمراؤها من أن ينقض هؤلاء عليهم ويفرضوا سيطرتهم على المنطقة، لِذلك كانوا على استعدادٍ لِإغراء تيمورلنك بِمُهاجمة الدولة العُثمانيَّة لِلقضاء عليها أو إضعافها، وفعلًا سيطر بايزيد الأوَّل على عددٍ منها، ففرَّ أُمراؤها إلى تيمورلنك وشكوا أمرهم إليه، وحضُّوه على التدخُّل لِإعادتهم إلى إماراتهم.[66]
- كانت القوى الأوروپيَّة الناقمة على الدولة العُثمانيَّة مُستعدَّة لِأن تمد يدها إلى أيَّة قُوَّة قادرة على هزيمة العُثمانيين، لِذلك سعت جنوة وقشتالة وفرنسا إلى التحالف مع تيمورلنك،[67] لكنَّ هذا الأخير لم يستمع إلى رُسُلها بِسبب تمسُّكه بِالإسلام من جهة، ومن جهةٍ أُخرى لم يرَ ما يدُلُّ على مقدرة هذه الدُول تقديم مُساعداتٍ مُجدية، لكنَّ هذه الاتصالات شجَّعت تيمورلنك على العمل ضدَّ الدولة العُثمانيَّة.
- نظرة كُلٌ من العاهلين العدائيَّة لِلآخر؛ فقد نظر تيمورلنك إلى بايزيد على أنَّهُ ذلك التُركي الخلاسي المُنحط المطعون في أصله، والذي أفسده الوسط الحضاري الرومي والغربي، الغريب عن تقاليد التُرك الأقحاح وعاداتهم، والتي تتمثَّل بِالتُرك الجغتائيين، ونعتتهُ المصادر التيموريَّة بِـ«القيصر بايزيد»، وهو لقبٌ لم يكن يُطلق إلَّا على ملكٍ غير مُسلم، بل كافر، في حين أنَّ تيمورلنك يُمثِّل شخصيَّة التُركي الأصيل.[68] ومن جهته، نعت بايزيد تيمورلنك بأنَّهُ سيِّد طوران المُتوحِّش الذي أتى من أعماق الداخل الآسيوي لِسفك الدماء وهتك الحُرُمات، وأنَّ الوُقُوف في وجهه دفاعٌ عن الحضارة.[69]

يجدر بِالذِكر أنَّ أسباب الصراع تختلف بِاختلاف المصادر، فالمصادر التيموريَّة الفارسيَّة تُصوِّر الصراع بِأنَّهُ بِسبب تعنُّت بايزيد الأوَّل واستعلائه وسوء تصرُّفه واعتداده، فأقدم على امتلاك سيواس وملطية مغرورًا، في حين تُرجع المصادر التُركيَّة أسباب الصراع بِالإشارة إلى رفض تيمورلنك عُرُوض المُصالحة، كما تُشير إلى مظالمه التي أوقعها بِالمُسلمين.

### إغارة تيمورلنك على آسيا الصُغرى
بعد أن توافرت كُل أسباب الحرب بين العُثمانيين بِقيادة السُلطان بايزيد والمغول بِقيادة تيمورلنك، مضى الأخير إلى الأناضول الشرقيَّة قاصدًا مدينة سيواس، لكنَّه سار إليها وهو مُتردد، إذ على الرُغم من مشاعر العدائيَّة التي نمت بين الأمير المغولي والسُلطان العُثماني، لم يكن تيمور راغبًا بِإثارة مشاعر العالم الإسلامي - التي لم تكن أساسًا في صالحه بِسبب قساوته مع جيرانه المُسلمين - عبر شن حربٍ على بايزيد الذي كان في ذلك الوقت قد أصبح أكبر مُجاهدٍ في ديار الإسلام، واستقطب ودولته أنظار المُسلمين حول العالم، لكنَّهُ كان عازمًا على إخضاعه وإبقاءه تحت سُلطانه، وكان يُردِّد: «إِنَّهُ يَجِب أَلَّا يُوجَد سِوَى سَيِّدٌ وَاحِدٌ عَلَى الأَرضِ طَالَمَا أَنَّهُ لَا يُوجَدُ إلَّا إلَهٌ وَاحِدٌ فِي السَّمَاءِ». ضرب المغول الحصار على سيواس بِما لا يقل عن مائتي ألف جُندي، وكان يتولَّى المدينة الشاهزاده سُليمان بن بايزيد يُعاونه أخوه أرطُغرُل، فأقاما دفاعًا طويلًا بِحوالي 4,000 جُندي على أسوار المدينة، لكن بعد ثمانية عشر يومًا من الحصار سقطت المدينة بِيد المغول، فاقتحمها تيمور ورجاله يوم 5 مُحرَّم 803هـ المُوافق فيه 26 آب (أغسطس) 1400م ووضع السيف في أهلها وعاث فيها خرابًا، وقتل كافَّة الأسرى العسكريين العُثمانيين، بما فيهم الشاهزاده أرطُغرُل بن بايزيد، الذي قبض عليه وقطع رأسه، أمَّا الشاهزاده سُليمان فتمكَّن من الهرب. ولم يكن تيمور قد شاهد خِلال حياته الطويلة صُمُود مدينةٍ إلى هذه الدرجة من الشدَّة، وأدرك عدم إمكان إسقاط القلاع الأناضوليَّة الواحدة تلو الأُخرى على هذا المنوال، فكان عليه أن يظفر بِالجيش العُثماني السيَّار ويُبيده. أمام هذا الواقع، انسحب تيمورلنك من الأناضول إلى القفقاس بعد أن أخذ من العُثمانيين ملطية أيضًا. وقد برَّر تيمورلنك، فيما بعد، هُجُومهُ على سيواس بِأنَّ سُكَّانها قد أرسلوا بعض الهدايا إلى السُلطان المملوكي في مصر، ولِذلك وجبت مُعاقبتهم لِتواصلهم مع أعداء الدولة. وخِلال ذلك كان السُلطان بايزيد قد حضر مع جيشه إلى قيصريَّة، وتبادل مع تيمورلنك رسائل تُشير إلى أنهما كانا على وشك الاتفاق لِتوحيد كلمة المُسلمين وإصلاح ذات البين، فطلب بايزيد من تيمورلنك إعادة مدينتيّ سيواس وملطية إلى الحظيرة العُثمانيَّة، وأنَّهُ مُستعد، لِقاء ذلك، تنفيذ تحالُفٍ بينهما ويجعل ذلك شرطًا لِلصُلح، فردَّ تيمورلنك بِالمُطالبة بِقلعة كماخ، لأنها في نظره من أملاك تابعه مطهرتن. كما أصرَّ تيمورلنك على تسليم يُوسُف نویان بن مُحمَّد القرة‌قويونلوي اللاجئ إلى السُلطان العُثماني بعد أن قام بِغارةٍ على إحدى قوافل الحُجَّاج المغول التي كانت تقصد الحجاز، إذ التجئ بعض من نالهم الأذى من أفراد القافلة إلى تيمورلنك وألحُّوا عليه لِلتدخُّل والانتقام لهم، لِذلك شعر تيمورلنك بِضرورة مُعاقبة يُوسُف المذكور وتنبيه حاميه السُلطان بايزيد من غفلته.
كان تيمور يأمل أن يُقر بايزيد بِتبعيَّته له مثل سائر سلاطين وأُمراء المُسلمين المُجاورين، لكن لم يتحقق أمله هذا، إذ ردَّ السُلطان بايزيد طلبات تيمورلنك بِصيغةٍ فيها تحقير، فأرسل لهُ يقول: «...إِنَّ الحَربَ دَأبَنَا، وَالضَّربَ طَلَّابَنَا، وَالجِهَادُ صَنعَتُنَا، وَشَرعَةُ الغُزَاةِ فِي سَبِيلِ اللهِ تَعَالَىٰ شَرعَتَنَا، إِن قَاتَلَ أَحَدٌ تَكَالُبًا عَلَى الدُّنيَا، فَنَحنُ المُقَاتِلُونَ لِتَكُونَ كَلِمَةُ الله هِيَ العُليَا، رِجَالُنَا بَاعُوا أنفُسَهُم وَأَموَالَهُم مِن اللهِ بِأنَّ لَهُمُ الجَنَّة، فَكَم لِضَرَبَاتِهِم فِي آذَانِ الكُفَّارِ مِن طَنَّة، وَلِسُيُوفِهِم فِي قَلَانَس القَوَانِسَ مِن رَنَّة»، وختم كلامه بِاستعجال تيمور لِلحرب، فقال: «...فَنَحنُ المُجَاهِدُونَ فِي سَبِيلِ اللهِ الَذِينَ لَا يَخَافُونَ لَومَةَ لَائِم وَأَنَا أَعَلَمُ أَنَّ هَذَا الكَلَامَ يَبعَثُكَ إِلَى بَلَادِنَا انبِعَاثًا، فَإِن لَم تَأتِ تَكُن زَوجَاتُكَ طَوَالِقَ ثَلَاثًا، وَإِن قَصَدّتَ بِلَادِيَ وَفَرَرتُ عَنكَ وَلَم أُقَاتِلُكَ البَتَّة، فَزَوجَاتِيَ إِذ ذَاكَ طَوَالِقٌ ثَلَاثًا بَتَّة». فلمَّا وصل الجواب إلى تيمورلنك ووقف عليه قال: «ابنُ عُثمَانَ مَجنُونٌ حَمِق، لِأنَّهُ أَطَالَ وَأَسَاء، وَخَتَمَ مَا قَرَأَهُ مِن كِتَابِهِ بِذِكرِ النِسَاء». وعاد تيمورلنك وأرسل إلى بايزيد كتابًا أهانه ضمنيًّا حين ذكَّرهُ بِغُمُوض أصل أُسرته، وعرض عليه العفو على اعتبار أنَّ آل عُثمان قد قدموا خدماتٍ جليلةٍ إلى الإسلام، ولو أنهُ اختتم رسالته - بِصفته زعيمًا لِلتُرك - باستصغار شأن بايزيد الذي قبل التحدي بأنه سيتعقب تيمورلنك إلى تبريز وسُلطانيَّة. حاول تيمورلنك خِلال قضاءه الشتاء في القفقاس، إقناع أُمرائه بِشنِّ حربٍ نهائيَّةٍ مع العُثمانيين، لكنَّ كان رأي أُمراء تيمور، وحتَّى أولاده وأحفاده، أنَّهُ لا يليق بهم الحمل على الدولة العُثمانيَّة المُسلمة السُنيَّة الحنفيَّة مثلهم، والتي تنطق بِالتُركيَّة، والتي تُعتبرُ حاملةً لِراية الجهاد ضدَّ أعداء الإسلام والمُسلمين. أقنع تيمورلنك قادته الذين خالفوه في رأيه باحتمال ضرب السُلطان بايزيد الجيش التيموري من الخلف أثناء حملته على الصين، التي كان المغول يتوقون لِفتحها وإدخالها إلى ديار الإسلام، وساعدهُ على إقناعهم بِهذا سياسة بايزيد ورسائله الناريَّة وما اشتهر به من جسارة وغُرُور وثقة بِالنفس.

### مُحاولة بايزيد التحالف مع المماليك
حذا بايزيد الأوَّل حذو والده مُراد في التقرُّب من السُلطان المملوكي سيف الدين برقوق بن أنس أملًا بِالتعاون في صد الخطر التيموري. والواقع أنَّ برقوقًا كان قليل الثقة ببايزيد، ويخشاه أكثر مما يخشى تيمورلنك، فلم يتحمَّس لِربط نفسه بِتحالُفٍ معه، وإنما أظهر عن استعداده لِقُبول كُل مُعاونة من جانبه، مُبرهنًا عن بُعد نظر في حقل السياسة الخارجيَّة. وثبُت صحَّة اعتقاد السُلطان المملوكي لمَّا ضمَّ بايزيد مدينة قيصريَّة في سنة 795هـ المُوافقة لِسنة 1393م إلى دولته، وكانت مشمولةً بِحماية المماليك، وقبض على حاكمها. لكنَّ تجدد خطر تيمورلنك على غربيّ آسيا أجبر السُلطان العُثماني على الاعتذار إلى السُلطان المملوكي، وبادر إلى إصلاح الأُمور معه. قبل برقوق اعتذار بايزيد وأرسل إليه الأمير حُسامُ الدين حسن الكنكجي لِيتوسَّط في عقد الصُلح بينه وبين صاحب قيصريَّة. والراجح أنَّ بايزيد كان بِحاجةٍ إلى دعم دولةٍ قويَّةٍ كالدولة المملوكيَّة لِمُساندته في دفع الخطر المغولي التيموري المُتجدد على بلاده، لِذلك، استغلَّ وساطة السُلطان برقوق، وردَّ عليها في السنة نفسها بِهديَّةٍ جليلةٍ، وكتابٍ حذَّره فيه من خطر تيمورلنك، ونصحهُ بِأن يكون مُتيقظًا لِتحرُّكاته، كما طلب منه طبيبًا لِمُعالجته من النقرس وأدوية، فأجابه السُلطان إلى طلبه، وأرسل إليه الطبيب علاءُ الدين مُحمَّد بن صُغيِّر ومعهُ الأدوية والعقاقير المطلوبة. واستمرَّ تبادل الرسائل بين العاهلين، فأرسل بايزيد في السنة التالية كتابًا إلى السُلطان برقوق يُخبره بِأنَّهُ جهَّز مائتي ألف فارس لِمُساندته في حربه ضدَّ المغول، وأنَّهُ ينتظر تعليماته لِيُنفذها. وبعد وفاة السُلطان برقوق، تأرجحت العلاقات بين الدولتين العُثمانيَّة والمملوكيَّة بين العدائيَّة والوديَّة بسبب انتهاز بايزيد انقسام المماليك ووُقوع الاضطرابات في الشَّام وضمِّه ملطية والبستان كما أُسلف، مُرتكبًا خطأً سياسيًّا شنيعًا أفاد المماليك أنَّهُ ينوي تزعُّم العالم الإسلامي وحرمانهم هذه الزعامة، كما دلَّ على استهتاره بِالعلاقات السياسيَّة القائمة بين الدولتين المملوكيَّة والعُثمانيَّة في تلك الظُروف العصيبة التي أحاطت بهما.
كان هذا الحادث كافيًا لِتحذير المماليك من نوايا بني عُثمان، إلَّا أنَّ خطر تيمورلنك ظلَّ يدفع هؤلاء إلى كسب ودُّهم، بِدليل أنَّهُ حين زحف الغازي التيموري نحو الغرب، وأضحى قريبًا من الحُدُود المُشتركة بين الدولتين، لم يرَ بايزيد حرجًا في التقرُّب من السُلطان فرج بن برقوق، وطلب مُحالفته لِإقامة جبهة مُتحدة في وجهه، فأرسل بعثةً في سنة 803هـ المُوافقة لِسنة 1400م إلى القاهرة تُحذِّر فرج من تيمورلنك ونيَّته في مُهاجمة مصر، وعرض عليه إقامة تحالف بينهما، لِيستريح الإسلام والمُسلمون من خطر المغول، وتخضَّع بايزيد وألحَّ في كتابه على اجتماع كلمة العُثمانيين والمماليك، لكنَّ الأُمراء في مصر رفضوا تناسي الخلافات ولم يلتفت أحد إلى كلام السُلطان العُثماني، بل أرسلوا إليه يُذكرونه بِغارته على ملطية، وقالوا لهُ ما معناه: «الآنَ صِرتَ صَاحِبَنَا، وَعِندَمَا مَاتَ أُستَاذُنَا المَلِكُ الظَّاهِرُ بَرقُوق مَشَيتَ عَلَى بِلَادِنَا، وَأَخَذتَ مَلَطِيَةَ مِن أَعمَالِنَا، فَلَستَ لَنَا بِصَاحِب، تُقَاتِلَ عَن بِلَادِكَ ونُقَاتِلُ عَن بِلَادِنَا وَرَعِيَّتِنَا». أعطى هذا التصرُّف العدائي، لِلسُلطان فرج وأُمرائه، فُرصةً ذهبيَّةً لِتيمورلنك قرَّر استغلالها بِنجاحٍ لِضرب القُوتين الكبيرتين في الشرق الأدنى على انفراد، وقد تنبَّهت قلَّة من الأُمراء والساسة المماليك لِضرورة الاستجابة لِطلب السُلطان العُثماني، ومن هؤلاء المُؤرِّخ جمالُ الدين يُوسُف تغري بردي وأسنباي الظاهري الزردكَّاش، فقد كان الأخير أسيرًا عند تيمورلنك، وعرف خلال فترة أسره أنَّ تيمورًا لم يعرف في حياته مثل جُيُوش المماليك والعُثمانيين، وأنَّهُ لم يهب المماليك بِسبب صغر سن السُلطان فرج وعدم معرفة من كان حوله من الأُمراء بِالحُرُوب، لكنَّهُ كان يأخذ مقدرة العُثمانيين العسكريَّة على محمل الجد بسبب خبراتهم القتاليَّة، ولأنَّ بايزيد كان صاحب رأي وتدبير وإقدام، وقال ابن تغري بردي في هذا: «...إنَّ المَصلَحَةَ كَانَت تَقتَضِي الصُّلح مَعَ أَبِي يَزِيدٍ بن عُثمَان، فَإِنَّهُ كَانَ يَصِيرُ لِلعَسَاكِرِ المِصرِيَّةِ مَن يُدَبِّرُهَا، وَيَصِيرُ لِابنِ عُثمَان المَذكُور عَسَاكِرَ مِصرَ مَعَ عَسَاكِرَهُ عَونًا، فَكَانَ تَيمُورُ لَا يَقوَى عَلَى مُدَافَعَتِهِم، فَإِنَّ كُلًّا مِنَ العَسكَرَينِ كَانَ يَقوَى دَفعُهُ... فَمَا شَاءَ اللهُ كَان».

### واقعة أنقرة ونهاية بايزيد الأوَّل

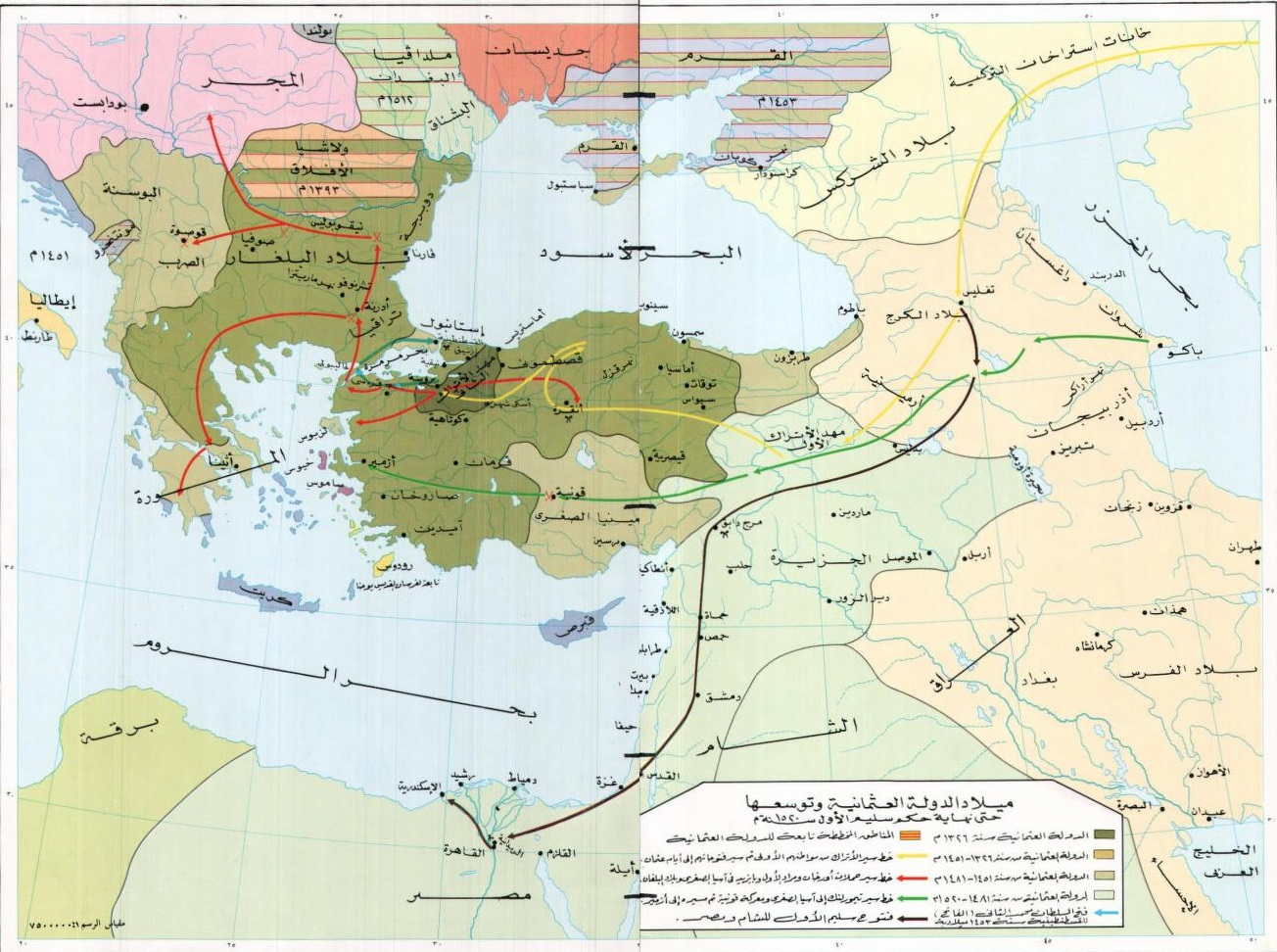
خط سير تيمورلنك وجُيُوشه من القفقاس إلى قلب الأناضول ثُمَّ إلى إزمير (السهم الأخضر).

تشجَّع العالم المسيحي لاقتراب اللحظة المصيريَّة عندما أصبح الصراع بين بايزيد الأوَّل وتيمورلنك واقعًا لا محالة، إذ إنَّ ما كان يتمناه البابا والحُكَّام الأوروپيُّون والإمبراطور البيزنطي أن تنشب الحرب بين العُثمانيين والمغول. وفعلًا أضحت تلك الحرب وشيكة، وشعرت القُسطنطينيَّة بالارتياح وتنفست الصُعداء، عند اقتراب المعركة، لأنَّ أسوارها كانت واقعة تحت الحصار العُثماني، فأجرى الإمبراطور البيزنطي مُفاوضات مع تيمورلنك وحذا حُذوه شارل السادس ملك فرنسا، وحتَّى إمبراطوريَّة طربزون الروميَّة الصغيرة أعلنت استعدادها السماح لِتيمورلنك باستخدام مينائها الوحيد، وكذلك وعد أهالي جنوة الذين كانوا يُديرون منطقة پيرا، الواقعة عند القرن الذهبي، بِإرسال سُفُنهم ومنع أيَّة إمدادات عسكريَّة عُثمانيَّة تُحاول العُبُور من أوروپَّا إلى آسيا الصُغرى، إذا ما شنَّ بايزيد حربًا هُناك. أدرك تيمورلنك، بعد مُحاولات التقرُّب هذه من جانب القوى المسيحيَّة، أنَّ هذه القوى لا يعنيها شيء سوى أن يقضي الرجلان على بعضهما البعض، لِذلك لم يُعر تلك التعهُدات أدنى أهميَّة، وفهم أنَّ أيَّة دولة من تلك الدُول المسيحيَّة لن تتحرَّك إلَّا بعد أن تُصبح الرُؤية واضحة المعالم ويتبيَّن أيٍّ من الجانبين سيُكتب لهُ النصر. ومهما يكن من أمر، فإنَّهُ نتيجةً لِفشل المُباحثات بين الطرفين العُثماني والمغولي، ظهر تيمورلنك على رأس جُيُوشه الجرَّارة في «أونيك» شرقيّ الأناضول، في شهر شوَّال سنة 804هـ المُوافق فيه شهر أيَّار (مايو) 1402م، وتوغَّلت بعض فرق فُرسانه نحو الغرب، إلى عُمق الأراضي العُثمانيَّة بِحُجَّة البحث عن أعلافٍ لِخُيُولها. وبقي تيمورلنك مُدَّة شهرين في أونيك، ينتظر عودة رُسله بِجواب بايزيد، ثُمَّ تذرَّع بِتأخُّر هؤلاء لِيقوم بِغارةٍ على قلعة كماخ، الواقعة عند المجرى الأعلى لِنهر الفُرات، وهي أقرب المواقع العُثمانيَّة إلى أونيك، وكان من المُمكن أن يتقدَّم إلى بورصة لولا أنَّ توقتمش، خان القبيلة الذهبيَّة، عاود غزو بلاد ما وراء النهر، فاضطرَّ أن يجتاح مناطق جنوبي الروسيا، ومن ثُمَّ أرسل إلى بايزيد الأوَّل إنذارًا نهائيًّا بِالتسليم، لكنَّ بايزيد ردَّ عليه بِأنَّهُ سوف يسحق جُيُوش المغول ويتخذ من زوجة تيمورلنك جاريةً له. واستعدَّ الطرفان لِلحرب. عند هذه النُقطة، اضطرَّ بايزيد أن يرفع الحصار عن القُسطنطينيَّة ويسير لِمُلاقاة المغول في الأناضول، واكتفى قبل رحيله بِإبرام صُلحٍ آخر مع يُوحنَّا السابع جدَّد شُرُوط المُعاهدة السابقة وأضاف إليها شُرُوطًا أُخرى، منها: أن يدفع الإمبراطور البيزنطي عشرة آلاف قطعة ذهبيَّة لِبايزيد، الذي حصل على سلمبرية وجميع الأراضي الواقعة خارج الأسوار، وتحديد أماكن سكن المُسلمين في القُسطنطينيَّة وبناء مسجدٍ لهم، وإقامة محكمة شرعيَّة لِلنظر في شُؤون المُسلمين، وضرب النُقُود باسم السُلطان العُثماني. وسُرعان ما فكَّت الجُيُوش العُثمانيَّة الحصار عن العاصمة الروميَّة، وعادت إلى الأناضول.

مُخطط معركة أنقرة يُوضح تموضع الجيشان العُثماني والمغولي قبل اندلاع القتال بينهما، وأبرز المعالم الطبيعيَّة والمُستوطنات البشريَّة في المنطقة.

حاول تيمورلنك أن يُفرِّق بين بايزيد وأتباعه من المغول والتتر الذين كانوا يسكنون بلاد الأناضول، والذين شكَّلوا ثُلثيّ عسكره، فكاتب أُمراءهم حتَّى استمالهم إليه، ما كان لهُ تأثيرٌ قويٌّ ومُباشرٌ على نتيجة المعركة. كانت خطَّة بايزيد العسكريَّة تقضي بِمُلاقاة تيمورلنك بعيدًا، خارج الأراضي العُثمانيَّة، والتصدي لهُ في ضواحي سيواس حتَّى لا يُمكِّنه من التوغُّل في ممالكه والعمل على تخريبها، لا سيَّما وقد حلَّ موسم الحصاد ونضجت الفواكه والثمار، في حين كانت خطَّة تيمورلنك على العكس من ذلك، تقضي بِأن تتوغَّل جُيُوشه المُغيرة مسافاتٍ بعيدةٍ في أملاك العُثمانيين بِهدف تحقيق المزيد من الإرباك لِلسُلطان العُثماني. من أجل ذلك، زحفت الجُيُوش المغوليَّة باتجاه الأناضول، وتوغَّلت بعيدًا داخل الأراضي العُثمانيَّة، حيثُ توجَّهت إلى الجنوب الغربي جاعلةً نهر قزل أرماق حدًا فاصلًا بينها وبين القُوَّات العُثمانيَّة، وقد تعمَّد تيمورلنك أن يُخفي قُوَّاته، وهي تتحرَّك، عن أعيُن العُثمانيين، وحاول أن يجعل الجبال حدًا فاصلًا بين الطرفين، وعملت هذه القُوَّات على إتلاف المزروعات وتدمير البلاد خِلال الزحف بِحُجَّة جمع الأعلاف اللازمة لِخُيُولها. ولمَّا بلغت الجُيُوش المغوليَّة قيصريَّة، أرسل تيمورلنك طلائع من قُوَّاته إلى أنقرة لِلوُقُوف على أخبار العُثمانيين، ثُمَّ تقدَّم بِالجيش الرئيسي إلى ضفاف نهر قزل أرماق وعبر باتجاه مدينة قر شهر الواقعة جنوب شرقيّ أنقرة، وهُناك تلقَّى إشارة تُفيد بِأنَّ الجُيُوش العُثمانيَّة شوهدت تنزل بِضواحي أنقرة. علم العُثمانيُّون بِتوغُّل قُوَّات تيمورلنك في أراضيهم، فتقدموا من توقاد إلى السُهُول الواقعة إلى الشمال الشرقي من مدينة أنقرة، حيثُ أقاموا مُعسكرات لهم، وقام تيمورلنك، على أثر وُصُول هذا الخبر إليه، بِتجهيز قُوَّةٍ عسكريَّةٍ لِلمُرابطة بِالقُرب من هذه المُعسكرات بِغية الترصُّد من جهة، ومُحاولة دفع العُثمانيين الخُرُوج من مكامنهم من جهةٍ أُخرى، ونجحت هذه القُوَّة في استدراجهم إلى الضفَّة اليُمنى لِلنهر في منطقةٍ وعرةٍ قفراء. وتقدَّمت طليعةٌ جديدةٌ من قُوَّات تيمورلنك إلى أنقرة مُباشرةً، حيثُ المكان الذي قرَّر فيه هذا القائد خوض المعركة، لِتقوم بِبعض الأعمال التمهيديَّة، كردم الآبار ودس السُّم في بعضها وتحويل مجرى النهر الصغير الذي يروري مدينة أنقرة لِمنع العُثمانيين من الاستفادة من مياهه. ووصلت الأخبار إلى العُثمانيين أخيرًا، وهُم على الضفَّة اليُمنى لِلنهر، بِأنَّ قُوَّات تيمورلنك ظهرت وراءهم في ضواحي أنقرة، لِذلك كان على بايزيد أن يُسرع بِجُيُوشه ويرجع، مرَّة ثانية، باتجاه الغرب، فقطع النهر من جديد باتجاه أنقرة خوفًا من أن يترك المغول يجتاحون بلاده من وراء ظهره ويقطعون عليه خُطُوط تموينه. وبقيت الجُيُوش العُثمانيَّة تسير مُسرعة ثمانية أيَّام، تحت أشعَّة شمس الصيف المُحرقة حتَّى أضحت العساكر العُثمانيَّة كالموتى من التعب والعطش، وحال المغول، الذين وصلوا إلى مكان المعركة قبلهم، بينهم وبين الماء، وشاهد العُثمانيُّون أعداءهم وقد حلُّوا في مُعسكراتهم التي كانوا قد تركوها قبل وقتٍ قصير، ففُرضت عليهم المعركة وهُم على هذا الحال.

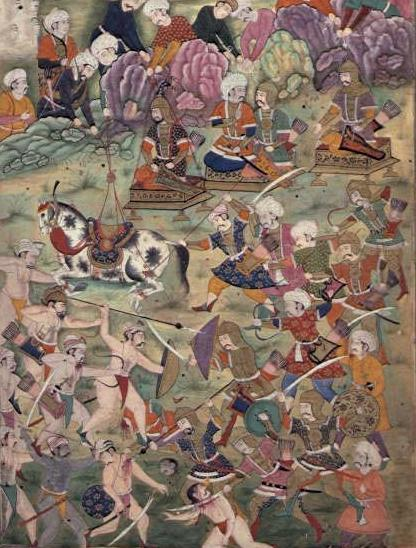
مُنمنمة مغوليَّة هنديَّة تُصوِّر المعركة الحاسمة بين المغول والعُثمانيين على تُخُوم مدينة أنقرة بِقلب الأناضول.

وصل عدد الجُنُود المغول التيموريين إلى حوالي 140,000 جُندي جُلَّهم من الفُرسان، وكان في مُقدِّمة الجيش 32 فيلًا حربيًّا مُدرَّعًا تُدهش الناظرين، وكان من ضمن قادة الجيش جميع أبناء تيمور وأحفاده. أمَّا الجيش العُثماني فقد بلغ تعداد أفراده حوالي 85,000 جُندي وفق تقديراتٍ مُعاصرة، بينما نصَّت مصادر قديمة على أنه بلغ حوالي 120,000، كما أنَّ مصادر قديمة أُخرى تجعل عدد أفراد الجيش المغولي يتراوح بين 800,000 و1.6 ملايين جُندي. تكوَّن الجيش العُثماني من الفُرسان السپاهية والانكشارية وعساكر الإمارات التُركمانيَّة الأناضوليَّة وعساكر الإمارات والممالك المسيحيَّة البلقانيَّة الخاضعة لِلدولة العُثمانيَّة، وفي مُقدمتها الصرب والأرناؤوط.
بدأت المعركة بين أقدر قائدين في زمانهما في سهل أنقرة عند «چُبُق آباد» على بُعد ميل من مدينة أنقرة، يوم الجُمُعة 27 ذي الحجَّة 804هـ المُوافق فيه 28 تمُّوز (يوليو) 1402م، وأرغمت استراتيجيَّة تيمورلنك العُثمانيين على القتال بعد أن أرهقهم طول المسير، وحصل أثناء المعركة أن انحازت قُوَّات إمارات آيدين ومنتشة وصاروخان وكرميان التُركمانيَّة، الخاضعة حديثًا لِسُلطة بايزيد الأوَّل، إلى صُفُوف تيمورلنك لِوُجود أولاد أُمرائهم الأصليين في مُعسكر المغول، وكذلك فعلت القُوَّات التتريَّة التي سبق وراسلها تيمور، ما أضعف كفَّة العُثمانيين وكان أحد الأسباب الكُبرى في هزيمتهم. استمرَّ القتال قائمًا بين الطرفين حتَّى غُرُوب شمس ذلك اليوم، ولم يصمد مع بايزيد إلَّا فرقة الانكشارية البالغ عدد أفرادها حوالي عشرة آلاف جُندي، والعساكر الصربيَّة، ولكنَّ ثبات تلك الفرق كان محدودًا بِسبب التفوُّق الملحوظ لِجيش تيمورلنك والتعب الظاهر على الجُنُود العُثمانيين. وعلى الرُغم من هذه الظُرُوف المُعاكسة، استمرَّ بايزيد في القتال من دون تقديرٍ لِلنتائج، ولم يُعر التفاتة إلى طلب كُلٍ من الصدر الأعظم علي زاده باشا وابنه الشاهزاده سُليمان بِالفرار، لِذلك انسحب الاثنان بِقُوَّاتهما - البالغة حوالي 30,000 جُندي - باتجاه بورصة، كما انسحبت القُوَّات الصربيَّة إلى أماسية. وهُزم العُثمانيُّون هزيمة نكراء، ولمَّا حاول بايزيد، في النهاية، الفرار ليلًا، طوَّقتهُ القُوَّات المغوليَّة عند هضبة چاتلدپَّة، ووقع أسيرًا في أيديهم مع ابنه موسى، بينما تمكَّن ابناه مُحمَّد وعيسى من الهرب، ولم يوقف لِإبنه الخامس مُصطفى على أثر.
وصف المُؤرِّخ شهابُ الدين ابن عربشاه - الذي كان يُرافق تيمور ويُؤرِّخ له مُنذُ أن أُخذ أسيرًا في دمشق - المعركة ببلاغةٍ كبيرة، وأشار إلى أنَّ العساكر العُثمانيَّة أصبحت أشبه بِالشياهم والقنافذ لِكثرة ما أُمطرت بِالسِّهام، وأنَّ بايزيد اقتيد مُكبلًا إلى تيمورلنك، فقال:
| بايزيد الأول | كَانُوا كَسَافِي الرِّمَالِ بِالكِربَالِ، أو كَائِلِ البِحَارِ بِالغِربَالِ، أو مُحرِّر أَوزَانِ الجِبَال بِقَرَارَيطِ المِثقَالِ، فَأَمطَرُوا عَلَى قِلَلِ أُولَئِكَ الأَطوَاد، وَحُقُولِ ذَوَاتِ تِلكَ الأُسُود، مِن غِمَامِ القِتَامِ صَوَاعَقَ دِيمِ المُدمِّيَاتِ وَأَمطَار السِّهَام السُّود وَنَادَى مُحرِّش القَدَر، وَصيَّادِ الَقضَاءِ الكِلَابِ عَلَى البَقَر، فَلَم يَزَالُوا بَينَ وَقيِذٍ وَوَاقِذ، وَمَضرُوبٌ بِحُكمِ سَهمٍ مَاضٍ فِي القَضَاءِ نَافِذٍ، حَتَّى صَارُوا كَالشَّيَاهِم والقَنَافِذ، واستَمَرَّت دُرُوسُ القِتَالِ بَينَ تِلكَ الزُّمَرِ مِنَ الضُّحَى إِلَى العَصر، وانتَقَلَت أَحزَابُ الحَدِيدِ إِلَى الفَتحِ فَتَلَت عَلَى الرُّومِ سُورَةَ النَّصرِ، ثُمَّ لَمَّا كَلَّت مِنهُمُ السَّوَاعِد، وَقَلَّ المَوَاصِر والمُسَاعِد، وَتَحَكَّم فِيهُم الأَبَاعِد وَالمَبَاعِد، دَفَّفُوهُم بِالسُّيُوفِ والرِّمَاح، ومَلَأُوا بِدِمَائِهمِ الغُدرَانِ،وبِأَشلَائِهِمِ البِطَاحِ، وَوَقَعَ ابنُ عُثمَانَ فِي القَنَصِ، وَصَارَ مُقَيَّدًا كَالطَّيرِ فِي القَفَصِ | بايزيد الأول |

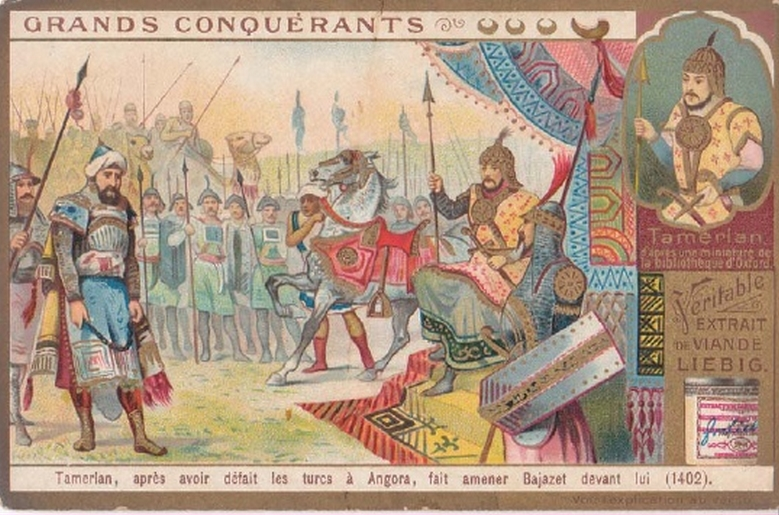
رسمٌ على بطاقةٍ إعلانيَّةٍ تعود لِسنة 1903م، تُصوِّرُ إحضار بايزيد مُكبلًا بِالحديد أمام تيمورلنك بعد أسره وهو يُحاول الفرار بعد انتهاء معركة أنقرة.

واصل تيمورلنك سيره، بعد هذا النصر، باتجاه بورصة، فدخلها وأحرقها ممَّا تسبب بِضياع كُل الأرشيف العُثماني العائد لِزمن السلاطين عُثمان الأوَّل وأورخان غازي ومُراد الأوَّل، وحمل معهُ من المدينة المكتبة الروميَّة والأبواب الفضيَّة، كما انتزع القسم الباقي بِأيدي فُرسان الإسبتاريَّة من مدينة إزمير، وسلَّمهُ لِأمير آيدين، وأقام في مدينة أفسس. وارتعد العالم المسيحي مرَّة أُخرى، فقدَّمت جنوة خُضُوعها ودفعت الجزية، وأفرج السُلطان المملوكي في مصر عن رسول تيمورلنك واعترف بِسُلطانه. وأعاد تيمورلنك إلى أُمراء قسطموني وصاروخان وكرميان ومنتشة والقرمان ما فقدوه من البلاد، وأعطى اثنين من أولاد بايزيد هُما عيسى ومُحمَّد المناطق الأُخرى من الأناضول، أمَّا سُليمان الابن الثالث لِبايزيد فقد هرب إلى أدرنة وتحصَّن بها وقبل أن يكون تابعًا لِتيمورلنك.

### وفاة بايزيد

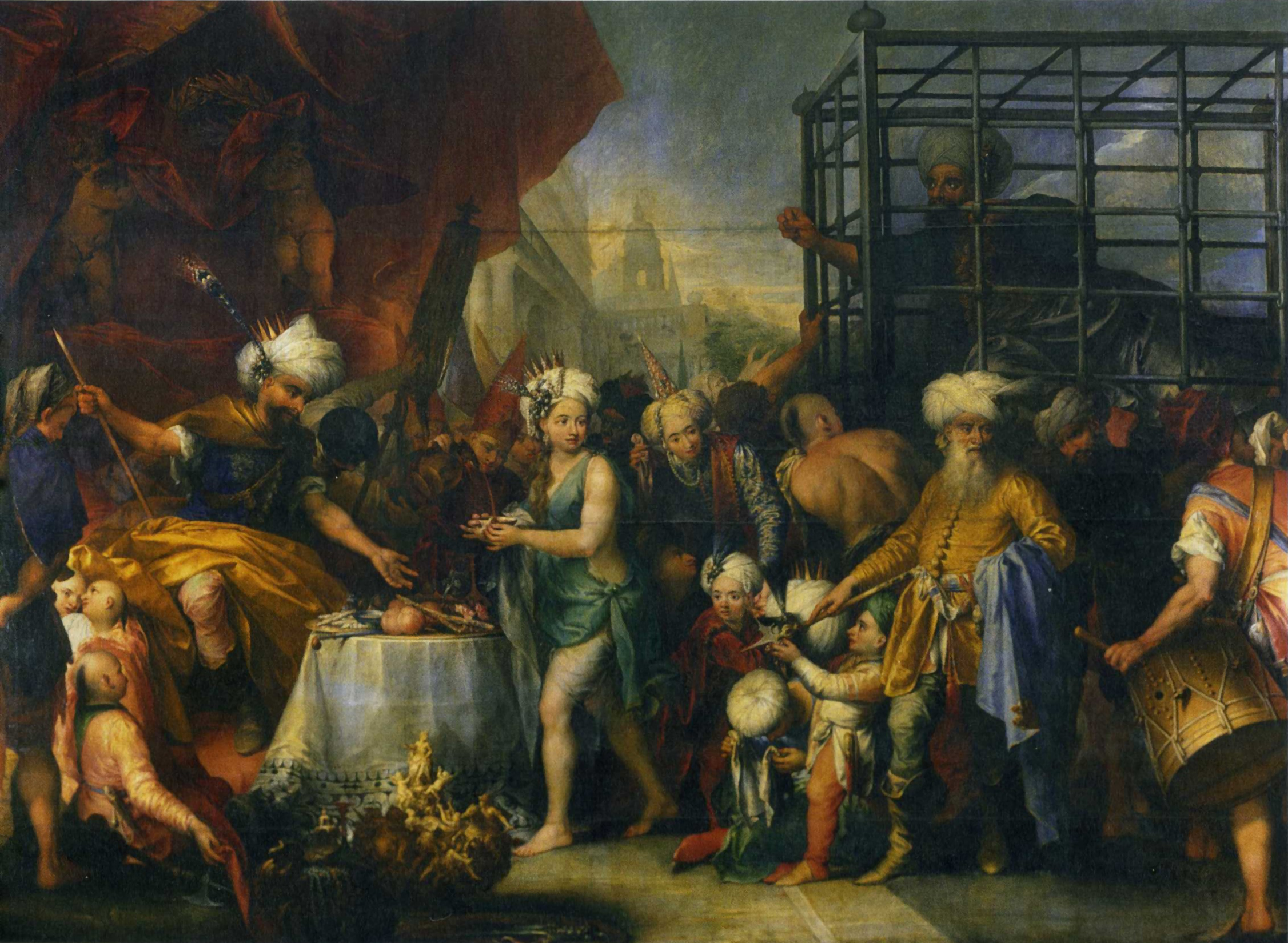
رسمٌ غربيٌّ يُصوِّرُ بايزيد مسجونًا في قفصٍ من حديد.

عقد تيمورلنك العزم على العودة إلى سمرقند، بعد أن حاول أن يُبدد النقمة التي أثارها في نُفُوس المُسلمين إثر الضربة التي أنزلها بِالعُثمانيين، وذلك بِإنزال ضرباتٍ قاسيةٍ بِالمواقع الصليبيَّة. وفي الواقع كانت الضربة قاسيةً جدًا لِلدولة العُثمانيَّة، وإحدى أكبر الكوارث التي أخَّرت نُمُو هذه الدولة وفُتُوحاتها نصف قرن، كما أطالت عُمر الإمبراطوريَّة البيزنطيَّة والقرون الوسطى خمسين سنة، بِالإضافة إلى أنها أخَّرت وحدة الأناضول سبعين سنة، ولم يتمكَّن السُلطان سليم الأوَّل من ضم بعض الأراضي التي كانت على عهد بايزيد أراضٍ عُثمانيَّة إلَّا بعد 115 سنة من معركة أنقرة. وحمل تيمورلنك معهُ السُلطان بايزيد وعاملهُ بِكُل إجلالٍ واحترامٍ على الرُغم من الرسائل المُهينة التي تبادلاها في المُدَّة الأخيرة، وأمر بِفك أغلاله وأجلسهُ إلى جانبه، وأكَّد لهُ بِأنهُ سيُبقي على حياته، فأصدر تعليماته بِأن تُنصب ثلاث خيامٍ فخمة لِحاشيته، لكن عندما حاول بايزيد الهرب ثلاث مرَّاتٍ وضُبط، احتُجز في غُرفةٍ ذات نوافذ مسدودة بِالحواجز تُسمَّى «تختروان» يجُرُّها حصانان، ولِكون بعض مُؤرخي التُرك أطلق على التختروان لفظ قفص، تُرجم هذا اللفظ إلى أغلب اللُغات الأوروپيَّة وقيل أنَّ بايزيد احتُجز في قفصٍ كما الوُحوش الكاسرة. قال ابن عربشاه - الذي كان يكن العداء والكراهيَّة لِتيمور، أنَّ الأخير جعل يُحضر بايزيد كُل يومٍ بين يديه، ويُلاطفه ويترقق إليه، ويسخر منه ويضحك عليه، وقد أحضره إلى مأدبة الانتصار التي أقامها حيثُ تعرَّض إلى مزيدٍ من الإذلال، فـ«نَظَرَ ابنُ عُثمَانَ فَإِذَا السُقَاةُ جَوَارِيَه، وَعَامَّتُهُم حَرَمُهُ وَسَرَارِيَه، فاسوَدَّت الدُنيَا فِي عَينَيه، واستَحلَى مَرَارَةَ سَكَرَات حَينُه، وَتَصَدَّعَ قَلبُه، وَتَضَرَّمَ لُبُّه، وَتَزَايَدَ كَمَدُه، وَتَفَتَّتَ كَبِدُه، وَتَصَاعَدَت زَفَرَاتُه، وَتَضَاعَفَت حَسَرَاتُه، ونَكَّى جُرحُه، وَغُدَّ قُرحُه، ونَثَرَ عَلَى جُرحَ مُصَابه مِن قَصَّاب الأَسَى مِلحُه». وبِخلاف ما أورده ابن عربشاه، فإنَّ شرف الدين عليّ اليزدي مُؤرِّخ البلاط التيموري قال بأنَّ بايزيد عُومل كما يستحق أن يُعامل أي ملكٍ عظيم لِجهة تقديم الاحترام له وتكريمه، ويقول مُؤرخون مُعاصرون أنَّ السرد التاريخي لِيزدي عمَّا حصل، رُغم تضمُّنه مُغالطات ومُبالغات عدَّة، إلَّا أنَّهُ يُمكن الاستئناس به عند الحديث عن مُعاملة تيمورلنك لِبايزيد، فعلى الرُغم من بطش تيمور وإراقته دماءً غزيرة في غزواته، إلَّا أنَّهُ لم يعمد يومًا إلى إذلال أيٍّ من أعدائه عندما أصبحوا في قبضته، وكان أقصى ما يفعله معهم هو إعادة تنصيبهم وُكلاء عنه على ممالكهم شرط خُضُوعهم الكامل لِسيطرته، وهذا ما يبدو أنَّهُ قرَّر فعله مع بايزيد لولا أن تُوفي.

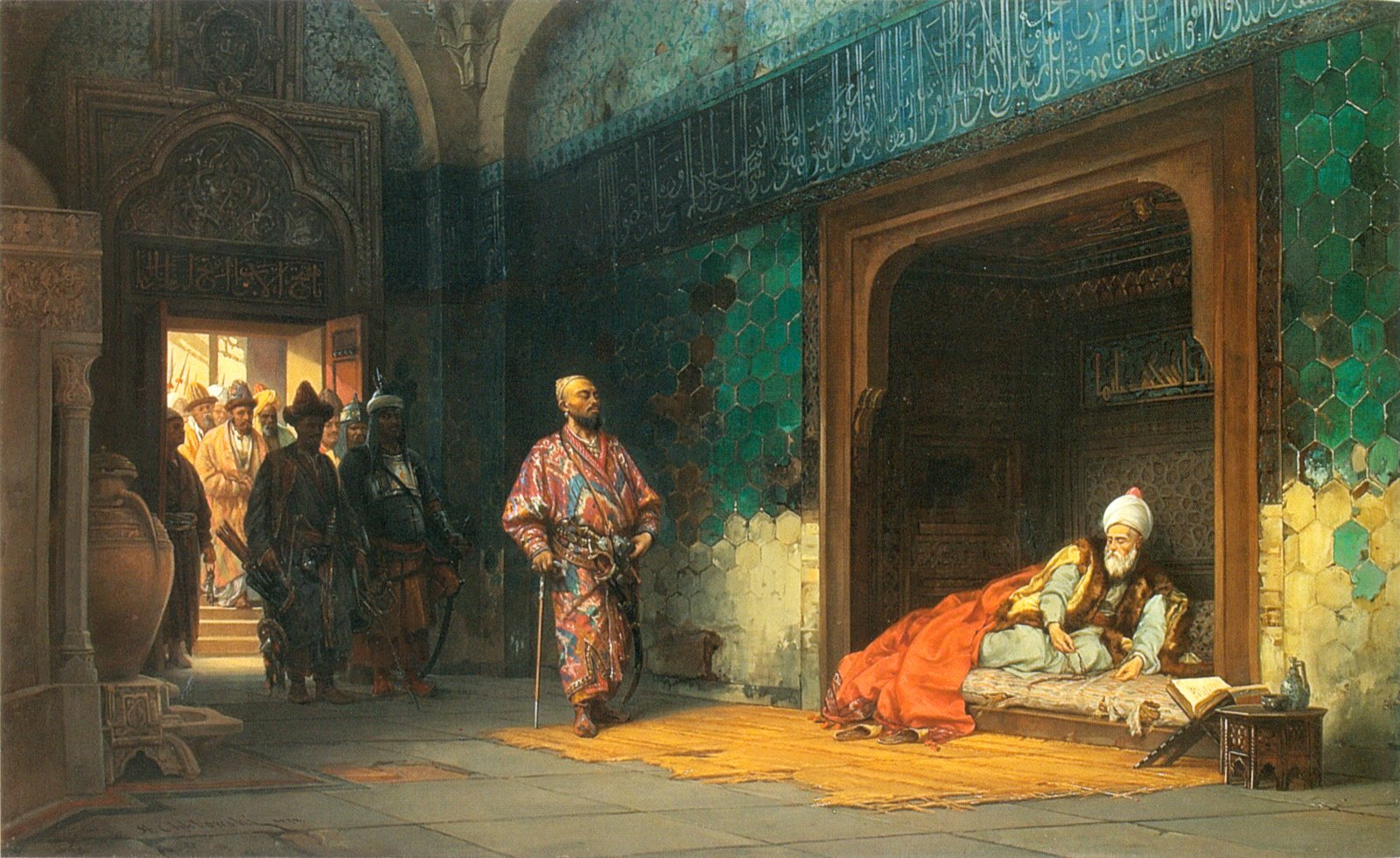
بايزيد على فراش الموت، بِحُضُور تيمورلنك.

وفي الحقيقة فإنَّ بايزيد لم يتقبَّل هزيمته القاسية على يد تيمورلنك، فتحطَّم نفسيًّا ومرض مرضًا شديدًا وهو ما يزال في آق شهر قُرب قونية، وبلغ من درجة مرضه أنَّهُ فقد المقدرة على الوُقوف على قدميه، فصرف تيمورلنك النظر عن اصطحاب أسيره إلى آسيا الوُسطى، ودعا لهُ أفضل الأطباء لِمُعالجته، وأرسل من يسهر على رعايته ومُواساته، لكنَّ هذه الرعاية لم تُجدِ شيئًا لِبث القوى الحيويَّة في السُلطان العُثماني، فمات يوم 14 شعبان 805هـ المُوافق فيه 9 آذار (مارس) 1403م، ولهُ من العُمر 43 سنة، ودامت سلطنته مُدَّة 13 سنة وشهرًا و8 أيَّام. بِالمُقابل، قالت مصادر روميَّة أنَّ بايزيد سُمم في الأسر ومات جرَّاء التسمُّم، فيما قالت مصادر أُخرى أنه انتحر بسُمٍّ كان يُخفيه في خاتمه. يقول يزدي أنَّ عينا تيمورلنك اغرورقتا بِالدُمُوع عندما بلغهُ أنَّ بايزيد فارق الحياة وهو أسير، إذ أنَّهُ كان بِصدد إعادة العرش العُثماني إليه، فأمر بِدفنه في تُربة السيِّد محمود الحيراني الرومي، وهو أحد العُلماء المُسلمين المُتصوفين، ثُمَّ أطلق سراح الشاهزاده موسى الذي أُسر مع والده في معركة أنقرة، وصرَّح لهُ بِنقل جُثمان والده بِكُل احتفالٍ إلى مدينة بورصة، فأُجريت لهُ مراسم جنائزيَّة سُلطانيَّة وحُمل إلى بورصة حيثُ دُفن بِجوار الجامع الكبير بِالمدرسة التي بناها، وذلك بِموجب وصيَّته.

## الفوضى بعد موت بايزيد

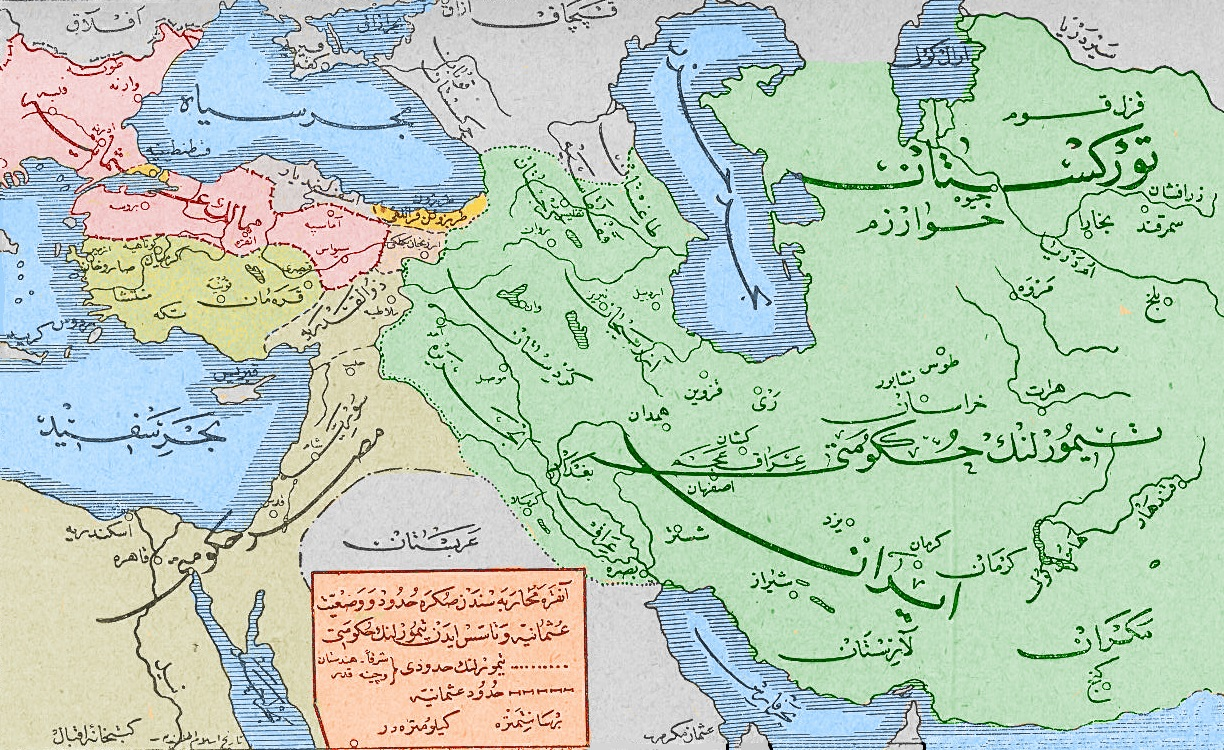
الحالة التي أصبحت عليها الدولة العُثمانيَّة بعد معركة أنقرة ووفاة السُلطان بايزيد واستقلال بكوات الأناضول.

بعد موت السُلطان بايزيد تجزَّأت الدولة العُثمانيَّة إلى عدَّة إماراتٍ صغيرةٍ كما حصل بعد سُقُوط الدولة السُلجوقيَّة، فلم تنهض الإمارات التُركمانيَّة الأناضوليَّة مُجددًا - كما أُسلف - وحسب، بل استقلَّ في هذه الفترة كُلٌ من البُلغار والصرب والأفلاق، ولم يبقَ تابعًا لِلراية العُثمانيَّة إلَّا قليلٌ من البُلدان. ومما زاد الخطر على هذه الدولة الفتيَّة عدم اتفاق أولاد بايزيد على تنصيب أحدهم، بل كان كُلٌ منهم يدَّعي الأحقيَّة لِنفسه، فأقام سُليمان في مدينة أدرنة، حيثُ ولَّاهُ الجُنُود سُلطانًا، ولِأجل أن يستظهر على إخوته عقد مُحالفةً مع الإمبراطور البيزنطي عمانوئيل الثاني وتنازل لهُ عن مدينة سالونيك وسواحل بحر البنطس (الأسود)، لِيُنجده على إخوته الباقين، ولِزيادة الوُثوق به تزوَّج إحدى قريباته. وكان مُحمَّد بن بايزيد يُحارب جُنود تيمورلنك في جبال الأناضول واستخلص منهم مدينتيّ توقاد وأماسية، أمَّا عيسى فلمَّا بلغهُ خبر وفاة والده جمع ما كان معهُ من الجُند بِمدينة بورصة حيثُ كان مُختفيًا وأعلن نفسهُ عاهل آل عُثمان بِمُساعدة القائد تيمورطاش باشا. واستنجد كُلٌ من هؤلاء الأشقَّاء الثلاثة بِتيمورلنك، الذي كان سبب هذه الفتن والمفاسد، فقبل وُفودهم بِكُل ارتياح وشجَّعهم على المُثابرة والثبات في الحرب رغبةً منهُ بِإضعافهم بِبعضهم حتَّى لا تقوم لِلدولة العُثمانيَّة بعدهم قائمة. فسار مُحمَّد لِمُحاربة أخيه عيسى وهزمهُ في عدَّة مواقع وقتلهُ في الأخيرة منها، ولم يبقَ لهُ بعد ذلك مُنازع من إخوته في آسيا الصُغرى، وكان أخاهُ موسى قد عُهد بِه إلى أمير كرميان بعد أن أرسل جُثمان والده إلى بورصة، فبقي أسيرًا وفي حراسة الأمير الأخير، فاستخلصهُ مُحمَّد وسلَّمهُ قيادة جيشٍ جرَّارٍ أرسلهُ به إلى أوروپَّا لِمُحاربة أخيه سُليمان، فلم يقوَ عليه بل انهزم أمامه وعاد مقهورًا إلى آسيا، ثُمَّ جمع جيشًا آخر وعاد به إلى أوروپَّا وحارب أخاه سُليمان وقتله خارج أسوار مدينة أدرنة في 22 شوَّال 813هـ المُوافق فيه 17 شُباط (فبراير) 1411م. وبعدها أغار على بلاد الصرب وعاقب أهلها على خُرُوجهم عن الطاعة وقاتل سيگيسموند ملك المجر الذي تصدَّى له لِردِّه عن بلاد الصرب. وفي تلك الفترة طمع الشاهزاده مُوسى بِالحُكم فعصى أخاهُ مُحمَّد وأراد الاستقلال بِبلاد الدولة في أوروپَّا وحاصر القُسطنطينيَّة لِيفتحها لِنفسه، فاستنجد الإمبراطور البيزنطي بِالشاهزاده مُحمَّد فأتى إليه مُسرعًا لِمُحاربته، وألزمهُ بعد مُحاربةٍ شديدةٍ بِرفع الحصار عنها. ثُمَّ حالف مُحمَّد الإمبراطور البيزنطي وقيصر الصرب وبثُّوا الدسائس في جيش موسى حتَّى خانهُ أغلب قادته ووقع أسيرًا بين يديّ أخيه مُحمَّد، فأمر بِقتله سنة 816هـ المُوافقة لِسنة 1413م، وبِذلك انفرد مُحمَّد بن بايزيد بِمُلك ما بقي من بلاد آل عُثمان.

## أهميَّة بايزيد الأوَّل

### على صعيد الدولة
كانت الدولة العُثمانيَّة، في أواسط سنة 804هـ المُوافقة لِأواخر سنة 1401م، في أوج قُوَّتها، على الرُغم من التهديدات التي أطلقها تيمورلنك. إذ بلغت مساحتها قُبيل معركة أنقرة 942,000 كلم2، ممَّا يعني أنها توسَّعت خِلال 13 سنة نحوًا من 443,000 كلم2 منها 441,000 كلم2 في أوروپَّا بِالبلقان، ونحو 500,000 كلم2 في آسيا بِالأناضول. ففي أوروپَّا كانت تراقية ومقدونية وتسالية ودبروجة وبُلغاريا وجُزء من الأرناؤوط، تحت سيطرتها المُباشرة، كما خضعت الأفلاق والصرب اسميًّا لها، واقتصرت الأملاك الروميَّة على القُسطنطينيَّة والمورة. وفي آسيا الصُغرى، خضع الأناضول، من بحر إيجة إلى نهر الفُرات، لِلدولة العُثمانيَّة باستثناء سينوپ وطربزون على بحر البنطس وإزمير على بحر إيجة، وأخضع بايزيد مُنافسيه الرئيسيين القاضي بُرهانُ الدين في سيواس والأمير علاءُ الدين القرماني، ثُمَّ تخلَّص من الأخير بِشكلٍ حاسمٍ. وتعامل بايزيد مع الجُمهُوريَّات البحريَّة الإيطاليَّة، وفي مُقدمتها البُندُقيَّة، في سبيل تنشيط التجارة في دولته وتعزيز الاستقرار الداخلي فيها، لكنَّ البُندُقيَّة سُرعان ما قطعت علاقتها التجاريَّة مع الدولة العُثمانيَّة إثر خسارتها أمام تيمورلنك، وهذا يعني أنها كانت تتحرَّك وفق مصلحتها، وتتحيَّن الفُرص لِلانقضاض على الدولة العُثمانيَّة، والواقع أنها كانت تحرص على تأمين سلامة جالياتها المُنتشرة في مُستعمراتها، في بحر إيجة وسواحل اليُونان والبحر الأدرياتيكي، فأجرت مُفاوضات مع الجنويين وفُرسان الإسبتاريَّة لِإنشاءٍ حلفٍ مُعادٍ لِلعُثمانيين، بِهدف مُهاجمة أملاكهم، وبِخاصَّةٍ ميناء قلِّيبُلِي المُهم. ولم يكن بايزيد يطمئن إلى ولاء حُكَّام الإمارات الأناضوليَّة، بِالإضافة لِأُمراء الحُدود الذين تعاظمت قُوَّتهم وراحوا يتصرَّفون بِمعزلٍ عن الإدارة المركزيَّة، واحتفظوا بِقُدرتهم العسكريَّة لِيستغلُّوها في أوَّلٍ فُرصةٍ لِلتعبير عن سخطهم، واضطرَّ بايزيد إلى تكليف الانكشارية وحُلفائه النصارى القيام بِمُعظم حملاته في الأناضول. والواقع أنَّ بايزيد لم يعد حاكمًا لِإمارة حُدُود، بل بلغ مرحلةً استطاع أن يكون فيها سُلطانًا لِدولةٍ إسلاميَّةٍ تسعى لِإقامة مُؤسساتها وأجهزتها المُختلفة، ولكن على الرُغم من رُدُود الفعل القادمة من دراويش التكايا والزوايا والعُلماء والغُزاة، فإنَّ هذا التطوُّر، في سبيل إقامة الدولة المركزيَّة، تعثَّر نتيجة الهزيمة التي حدثت في معركة أنقرة.

### على الصعيد الاجتماعي

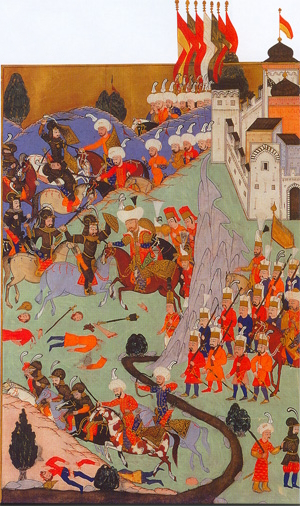
مُنمنمة عُثمانيَّة تُصوِّرُ الجيش العُثماني، الذي شهد تطوُّرًا ملحوظًا زمن بايزيد الأوَّل، أثناء خوضه معركة نيكوبُلي.

قام بايزيد بِأعمالٍ تستهدف تحويل مُجتمع إمارة الحُدُود إلى مُجتمع دولةٍ ثابتةٍ تتمتَّع بِمُقوِّمات الحياة والاستمراريَّة، فوضع البُنية الأساسيَّة اللازمة لِإدارة دولة مركزيَّة إسلاميَّة، وأمر بِتسجيل الأراضي والعقارات، ووضع نظامًا ضريبيًّا مُتطورًا، واقتبس القواعد الماليَّة من الدولة الإلخانيَّة وطبَّقها، وخصَّص الوظائف العامَّة لِجُنُوده وغلمانه. لكنَّ أوضاع الدولة العُثمانيَّة، مع ذلك، كانت لا تزال هشَّة بِفعل عدم مُلاءمة التطوُّرات الاجتماعيَّة والإثنيَّة مع التوسُّع الخارجي، فالروملِّي كانت لا تزال ذات غالبيَّة مسيحيَّة، والمُنشآت الإسلاميَّة فيها قليلة، كما أنَّ الوضع في الأناضول بقي غير مُستقر، فالإمارات التي ضمَّها العُثمانيُّون، ووضعها بايزيد تحت رقابته المُباشرة، هي إسلاميَّة، وهذا لا يُشجِّع الغُزاة والمُجاهدين على شنِّ حُروبٍ ضدَّ المُسلمين بِفعل العقيدة الدينيَّة وعدم الحُصُول على الفائدة الماديَّة، كما أنَّ العُلماء يُحرمون من مجالاتٍ جديدةٍ لِلنشاط الدعوي. شاع في عهد السُلطان بايزيد الأوَّل استعمال هيئات ملابس ممالك أوروپَّا والروم كالملابس الصوفيَّة، والعمامة المصنوعة من اللبَّاد التي كانت تُعرف باسم «صوف» و«سقرلاط»؛ وذلك بِمُقتضى العادات والتقاليد السائدة في تلك البلاد، حيثُ كانت تُلبس العمامة الحمراء والصفراء والسوداء، على أنَّ عامَّة العُثمانيين استبدلت العمائم السوداء بِالعمائم البيضاء عملًا بِالحديث النبوي: «إِلْبِسُوا مِن ثِيَابِكُمِ البَيَاضِ، فَإِنَّهَا مِنْ خَيْرِ ثِيَابِكُمْ...»، ويقول المُؤرِّخ العُثماني «خواجة أفندي» أنَّ واجهة الدولة «غدت ناصعة البياض» مُنذُ ذلك الحين، لانتشار العمائم البيضاء بين الناس.

### على الصعيد العسكري
شهدت المُؤسسة العسكريَّة تطوُّراتٍ مُلفتةٍ في عهد بايزيد الأوَّل من واقع الإشارات الأقدم إلى نظام الانكشارية، حيثُ وُضع نظام الجُند والغلمان في التطبيق العملي بِشكلٍ أكثر فعاليَّةٍ، ومع ذلك فإنَّ الوضع العسكري لِلدولة العُثمانيَّة آنذاك لا يُمكن اعتباره مثاليًّا، فعلى الرُغم من قُوَّة الجيش وانصباط أفراده، وأنَّ قُدرته على السيطرة على الأراضي والبلاد كان لا يُنازعهُ فيها أيُّ جيشٍ آخر في الشرق الأوسط وأوروپَّا الشرقيَّة، لكن في المُقابل كانت السيطرة العُثمانيَّة على البحار ضعيفة، واستمرَّت في أيدي القوى المسيحيَّة التي كانت تُزوِّدُ القُسطنطينيَّة بِالمُؤن، وتسُدُّ المضائق في وجه المُسلمين، وقد شطرت الأراضي العُثمانيَّة إلى شطرين: أراضي الأناضول وأراضي الروملِّي. أمَّا أشهر القادة الذين عُرفوا زمن بايزيد وساعدوه والسلاطين الذين سبقوه في فُتُوحاتهم، فهم: الحاج إيلبك البالكسري، والبكلربك لاله شاهين باشا، والصدر الأعظم خيرُ الدين باشا الجندرلي، والبكلربك تيمورطاش باشا، وأفرنوس بك، وإسحٰق بك.
ولمَّا كانت كثرة العساكر في عهد بايزيد الأوَّل سببًا لِلخلط والالتباس بينهم فقد اقتُرح تنويع اللباس، وبِمُوجب اقتراح البكلربك تيمورطاش باشا، أصبحت العمامة البيضاء خاصَّة بِسپاهيَّة السُلطان، ومُلازمي البلاط العالي، وخُصِّصت القلنسُوة المُستديرة الحمراء لِلخدم من أعيان الدولة وأركان السلطنة.

### على صعيد الحوار الديني
تنصُّ المصادر العُثمانيَّة والروميَّة على أنَّ بايزيد كان - كأسلافه - يعقد مُناظرات وحوارات دينيَّة بين المُسلمين والمسيحيين، لِلتناقش في جُملةٍ من الأُمور المُشتركة بين الإسلام والمسيحيَّة. ومن أبرز الروايات التي نصَّت على ذلك، أنَّهُ في شتاء سنة 1391م، وبينما كان بايزيد الأوَّل يزحف لِقتال القاضي بُرهان الدين في سيواس، اصطحب معهُ الإمبراطور البيزنطي عمانوئيل الثاني لِيُشاركه وجُنُوده بِهذه الحملة، وفي نهاية العمليَّات العسكريَّة، أقام السُلطان العُثماني والإمبراطور البيزنطي وجيشيهما في أنقرة لِلراحة والاستجمام، وقد اختار بايزيد أن يُقيم في منزل أحد العُلماء الذي كان قد وصل لِتوِّه إلى الأناضول من بغداد، وقد اعتاد القُضاة وعُلماء الحديث على التماس نصيحة هذا العالم، خُصوصًا وأنهُ كان يحظى باحترام العُثمانيين، إضافةً إلى أنهُ كان وفقًا لِعمانوئيل نفسه، ذا ثقافةٍ عاليةٍ وأخلاقٍ حميدةٍ. وقد كتب الإمبراطور البيزنطي يقول أنَّهُ شارك مع بايزيد في مُناقشة هذا العالم وولديه الاثنين حول بعض المسائل الدينيَّة اللاهوتيَّة والميتافيزيقيَّة، وأنَّ مُناقشاتهم غطَّت موضوعات اللاهوت، والتصُّور الإسلامي لِلجنَّة، وطبيعة النبات والحيوانات والإنسان، والرسول مُحمَّد والعقيدة الإسلاميَّة، والأنبياء وبِالأخص النبيّ موسى، والروح القدس، وطبيعة الإيمان، والتصُّورات الإسلاميَّة حيال الثالوث المُقدَّس أو الشِرك بِالله، ومواضيع أُخرى أُثيرت «في أجواء روح الصداقة». وقد شارك بِهذه المُناقشة لفيفٌ من العُلماء المُسلمين والمسيحيين من أهالي أنقرة. ويُلاحظ أنَّ عمانوئيل كان عميق المعرفة بِالثقافة الإسلاميَّة، وذكر أنَّ النقاش جرى بِالعربيَّة والفارسيَّة.

## شخصيَّته وصفاته

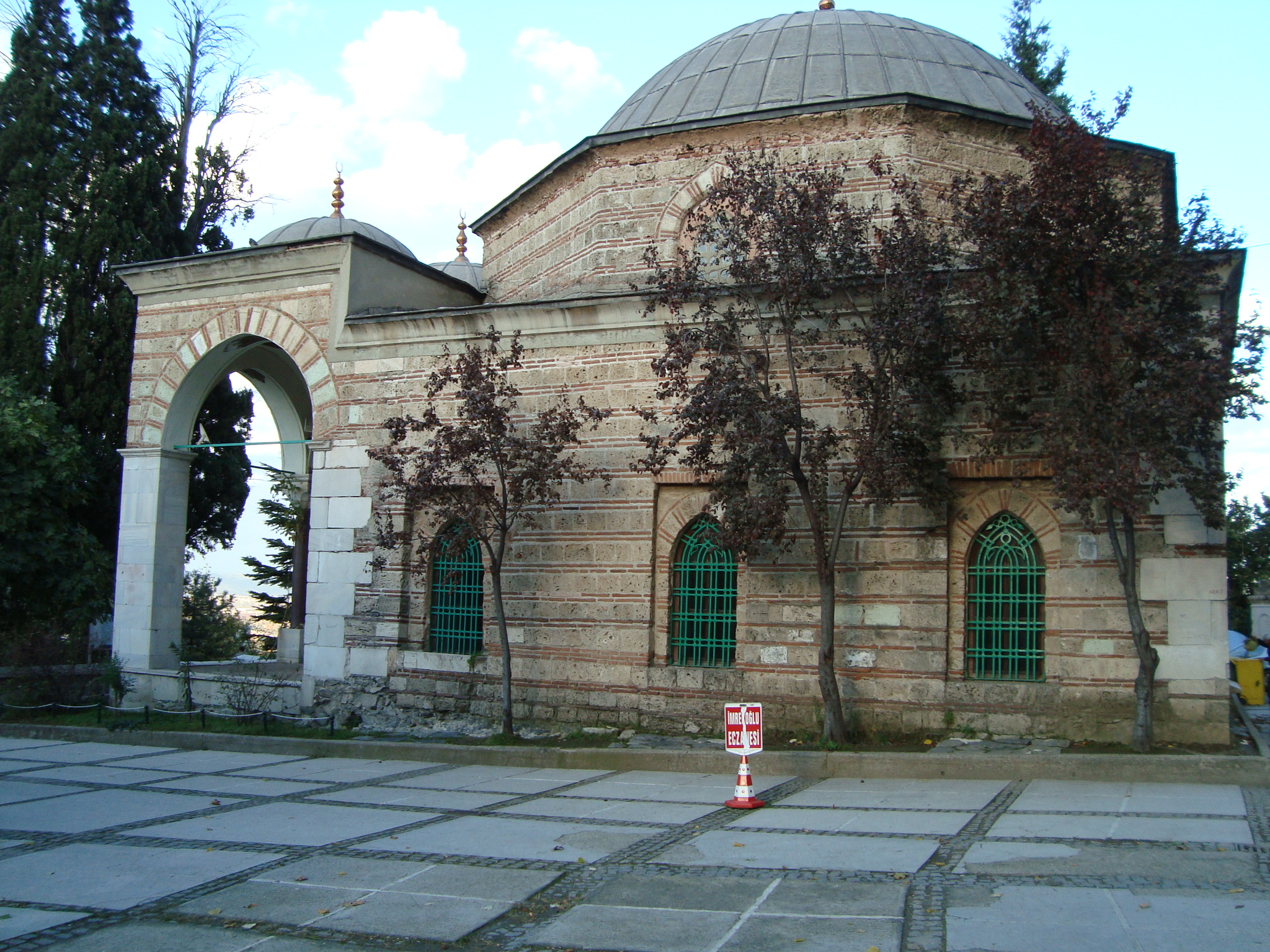
تُربة السُلطان بايزيد الأوَّل.

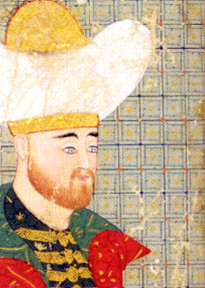
مُنمنمة عُثمانيَّة تُصوِّرُ هيئة بايزيد كما وصفته المصادر العُثمانيَّة: أبيض البشرة وأشقر الشعر وأزرق العينان.

تروي الكُتب العُثمانيَّة صفات بايزيد الأوَّل على النحو التالي: أحمر البشرة مع ميلٍ إلى اللون البرونزي، وفي مصادر أُخرى كان أبيض البشرة يميلُ إلى الحُمرة، وشعره يميلُ إلى الشقار، وكان وجههُ مُستديرًا، وعيناه زرقاوان تميلان إلى اللون الأخضر، وكث الحاجبين، ولحيته مُصفرَّة، وأنفه ضخم، ونظراته مُخيفة، وقامته مربوعة، وبُنيته قويَّة. وتصفهُ مصادر أُخرى أنه مُمتلئ الجسم إلى حدٍ ما. عُرف عن بايزيد حُبِّه الجم لِلصيد، وقد قام بِتأسيس هيئةٍ كبيرة العدد مُختصَّة بِالصيد؛ مُلتزمًا بِتقاليد الأُسرة العُثمانيَّة القديمة، والعادات التُركيَّة كذلك، ومنحها مكانةً رسميَّةً في بُنية الدولة. وقد وصلت هيئة الصيد التي أسسها بايزيد في القصر العُثماني إلى الذُروة في عهد مُحمَّد الرابع. وقد جلب فرسان أوروپَّا المشاهير الذين هزمهم وأسرهم إلى قصره في بورصة، واصطحب معهُ هيئة الصيد هذه في رحلات القنص بِجبل أُلُوطاغ. يذكر المُؤرخون أيضًا أنَّ بايزيد كان مُصارعًا يُهوى التصارع مع قادة الجيش وأقوى الجُنُود، وأنهُ كان ماهرًا باستخدام السلاح ورُكُوب الخيل. تُفيدُ المصادر أيضًا أنَّهُ كان ينظم الشعر، وتميَّز بِإلقائه الجدِّي. ويُروى أنهُ كان يُلقي الشعر في بعض المجالس باسم «يلدرم» الفني - إن جاز وصفه بِهذا الشكل - وهو أوَّلُ سُلطانٍ عُثمانيٍّ يُعرف أنَّهُ اتخذ إسمًا فنيًّا. وانطلاقًا من قول الخُبراء أنَّهُ استخدم مُصطلحاتٍ شعبيَّةٍ في نظمه المكتوب بِلُغةٍ بسيطةٍ يُمكن القول أنَّ بايزيد نظم شعرًا شعبيًّا، ولكن لم يصل الباحثين أيُّ نموذجٍ من شعره.

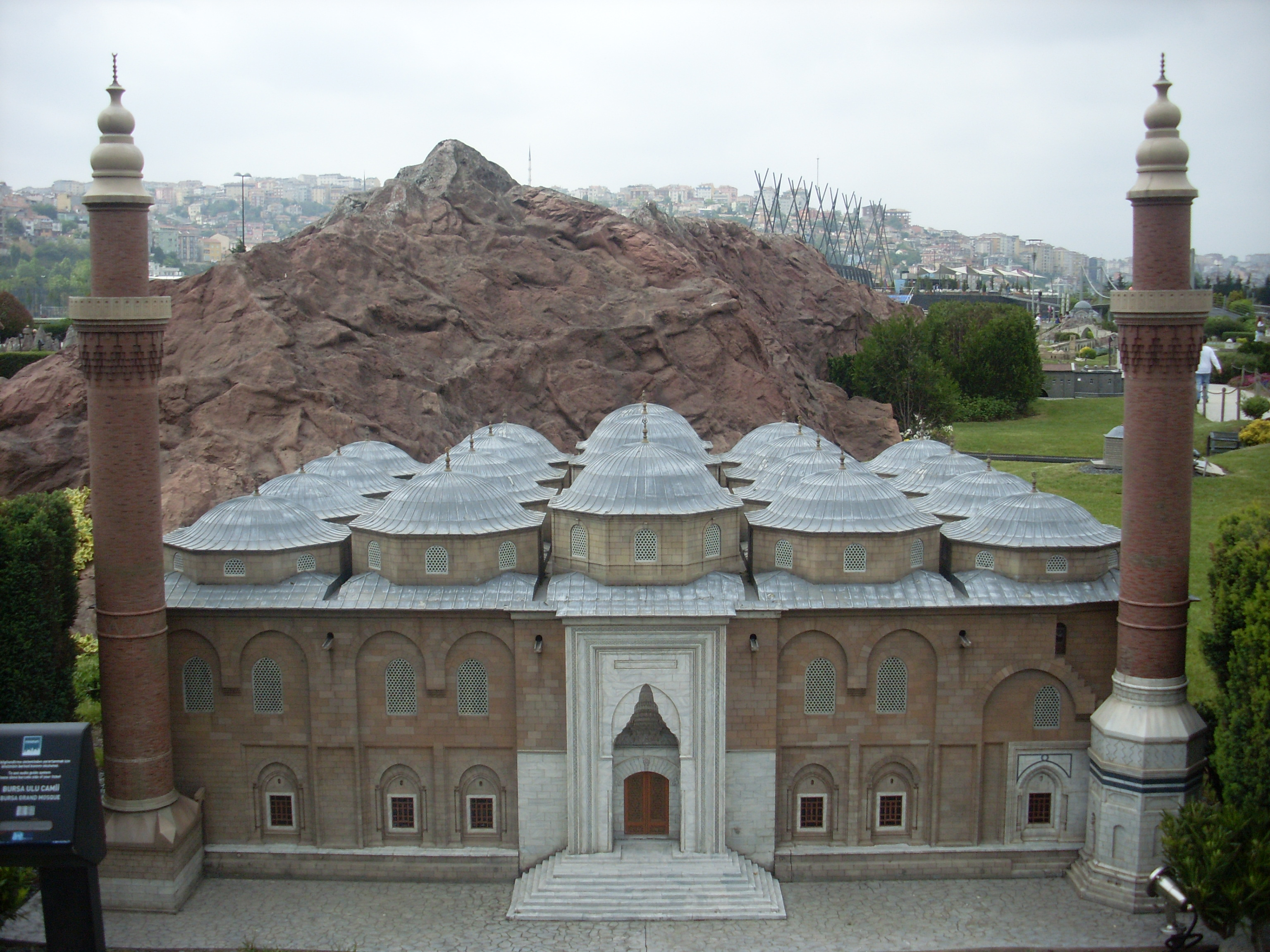
نموذج مُصغَّر عن «مسجد أولو جامع» يُظهر قبابه العشرين التي شيَّدها بايزيد إيفاءً لِنذره. معروضٌ في معرض مينيا تورك.

مسكوكة نقديَّة ترجع لِزمن بايزيد الأوَّل يظهر عليها اسمه: «بايزيد بن مُراد» على الوجه، و«خلَّد مُلكهُ - 792 (أي ضُربت هذه السكَّة سنة 792هـ)» على الخلف، دون إشارة لِلقب الخليفة.

يُقالُ أنَّ بايزيد أوَّل من لبس «السراسر»، وهو فراءٌ قيِّمٌ مُطرَّزُ بِالحرير والفضَّة والذهب، وتناول الطعام من أطباقٍ ذهبيَّةٍ وفضيَّة. وتُشيرُ إحدى المصادر إلى أنَّهُ ارتدى قفاطين مُخمليَّة مُزهَّرة بورصيَّة. وثمَّة قناعة عامَّة أنَّهُ أوَّل من لبس المُخمل المُطرَّز بِالذهب الخاص بِالحُكَّام، وأوَّل من احتسى الخمر في الأُسرة العُثمانيَّة الملكيَّة. أمَّا طراز لفَّته فقد كان على نسق لفَّة والده وأجداده. ويُقال أنهُ أهدى الفُرسان الألمان والفرنسيين والإنگليز الذين أسرهم في نيكوبُلي لفَّاتٍ من القماش البورصي عندما أطلق سراحهم. ومُنذُ أوائل القرن الرابع عشر الميلادي، بات القماش العُثماني رائجًا في بريش (باريس) لِكثرة ما أُعجب به الفرنسيُّون. ويُروى أنَّ بايزيد كان مُنتميًا إلى الطريقة الزينيَّة الصوفيَّة التي كانت مُؤثرة في عهده، وكان صهره أمير سُلطان أحد أقطاب بورصة من أتباع الطريقة البيرميَّة، فعلى الرُغم مما يُنسب إلى بايزيد بِكونه كان يشرب الخمر، إلَّا أنَّ مصادر أُخرى تنص على أنَّهُ كان مُتدينًا ومُتمسكًا بِالإسلام، فالروايات تُفيد أنَّهُ كان قد نذر بناء عشرين جامعًا من مال غنائم الحرب إن قُدِّر لهُ النصر في معركة نيكوبُلي، وهذا ما كان، وعمل مع رجاله على تحديد الأماكن التي ستُبنى فيها هذه المساجد، ولكن بعد فترة اكتشف صُعوبة بناء عشرين جامعًا، وطلب من العُلماء المُحيطين به إيجاد حلٍّ له، فوجدوا أنَّهُ قال في نذره «عشرين قبَّة» ولم يقل مساجد حرفيًّا، وأقنعوه أنَّهُ إذا بنى مسجدًا جامعًا بِعشرين قبَّة يكون قد أوفى بِالنذر، وهكذا بُني مسجد أُولو جامع (جامع بورصة الكبير) على شكلِ مستطيلٍ تَعلُوُه عِشرُونَ قُبَّة كبيرة مُتلاصقة، تحت كل قبَّة مساحة كبيرة لِلصلاة، في شكل مصفوفة «5x4»: خمسة قباب بِاتجاه القبلة، وورائهم مثلهم لأربعةِ صفوفٍ، تحت كُل قبَّة مساحة مسجد من مساجد ذلك الزمان (ومازال الجامع يُعتبر كبيرًا بِالمقاييس المُعاصرة، فمساحته حوالي 4000 م2 يوم كان تعداد سكان العالم أجمع حوالي 350 مليون نسمة،) وبجانبهِ المدرسة التي دُفن بايزيد فيها. ولمَّا انتهى بناء المسجد، استدعى السُلطان صهره وزوج ابنته الشيخ أمير سلطان سالف الذِكر، لرؤية الجامع وإبداء رأيه فيه وكان ينتظر منه كلمات تقديريَّة، على أنَّ الشيخ وجَّه كلماتٍ قاسيةٍ إلى السُلطان بايزيد، إذ ردَّ عليه قائلاً: «إِن بَنَيتُم فِي كُلِّ زَاوِيَةٍ مِن زَوَايَا الجَامِعِ خَمَّارَةً لِأنفُسِكُم فَلَا يَبقَى فِيهِ نَقصٌ». ولمَّا سألهُ السُلطانُ، مُتعجبًا: «كَيفَ يُمكِنُ بِنَاءَ الحَانَة حَولَ بَيتٍ مِن بُيُوتِ الله!» ردَّ عليه هذا العالم قائلًا: «إِنَّ بَيتُ الله هُوَ هَذَا الجِسمُ، الَّذِي خَلَقَهُ الله تَعَالَىٰ. أَلَا تَخجَل مِن نَفسَك أَنَّكَ حَوَّلتَه إِلَى حَانَة، وَتَخجَل مِن وَضعِ الحَانَةِ فِي أَطرَافِ هَذَا المَبنَى!». وذلك بسبب تساهل بايزيد في مسألة شُرب الخمر. بالإضافة إلى مسجد أولو جامع، بنى بايزيد الأوَّل مسجدًا آخر في بورصة، عُرف لاحقًا بِـ«جامع يلدرم بايزيد»، ما بين سنتيّ 1391 و1395م. أخيرًا يستبعد العديد من المُؤرخين المُسلمين المُعاصرين فرضيَّة انتحار بايزيد بالسُّم بعد أن وقع بِأسر تيمورلنك، لأنَّ ذلك يطرح سؤالًا حول عدم احتياط آسريه؛ وخُصوصًا أنَّهُ قد مرَّت عليه أسابيعٌ وهو مأسور، ويقولون أنَّ بايزيد سواء أكان انتحر أو حُرِّر من الأسر كان سيُعد ميتًا من الناحيتين السياسيَّة والمعنويَّة نتيجة مُرِّ الذُل الذي تلقَّاه عند هزيمته على يد المغول، وبالتالي لا تعود فرضيَّة موته مقهورًا مُستبعدة.
يقول المُستشرق البريطاني طوماس أرنولد أنَّ السلاطين العُثمانيين تسمُّوا بِلقب «خليفة» قبل فتح الشَّام ومصر بِزمنٍ طويل، وسبب تلقبهم بِهذا يرجع إلى أنَّ الكثير من الأُمراء المُسلمين قليلي الأهميَّة في العالم الإسلامي كانوا ينتحلون هذا اللقب الفخم مُنذُ أن سقطت بغداد بِيد المغول وقُتل آخر خُلفاء بني العبَّاس أبو عبد المجيد عبدُ الله المُستعصم بِالله سنة 656هـ المُوافقة لِسنة 1258م، فلا يُستغرب عندها - برأيه - ألَّا يرفض سلاطين آل عُثمان الأقوياء هذا المديح. ويُقال أنَّ أوَّل سُلطانٍ عُثمانيٍّ لقَّب نفسه بِخليفة المُسلمين كان مُراد الأوَّل، وأنَّ ابنه بايزيد استعمل هذا اللقب أيضًا، فقال في أخبار انتصاراته الذي أذاعها على القُضاة ورجال الدولة: «إِنَّ الله جَهَّزَنِي بِطبِيعَةٍ تَحمِلُ عَلَائِمَ الخِلَافَةِ لِأَكُونَ سُلطَانًا فَاتِحًا لِلعَالَمِ وأَنزَلَ كَلِمَاتُه: ﴿إِنَّا جَعَلْنَاكَ خَلِيفَةً فِي الْأَرْضِ﴾».

## زوجاته وأولاده

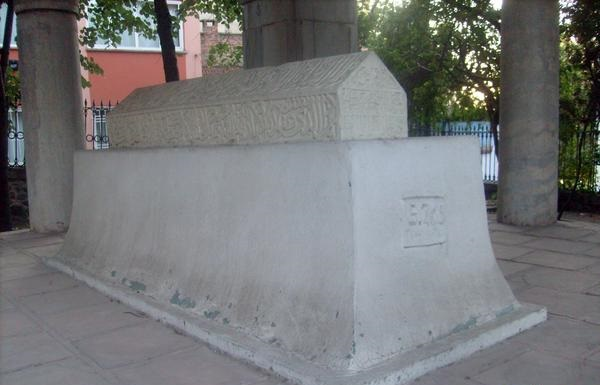
قبر دولت خاتون، زوجة بايزيد الأوَّل ووالدة السُلطان مُحمَّد الأوَّل.

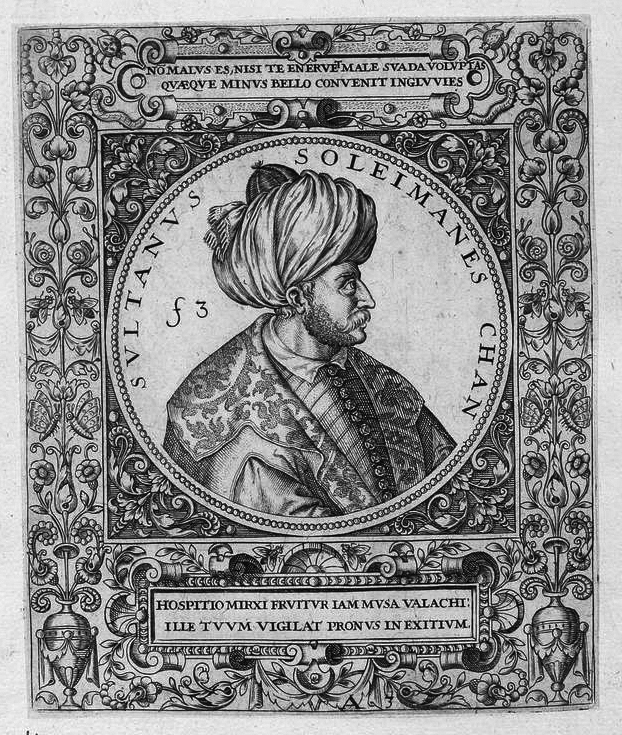
سُليمان چلبي بن بايزيد.

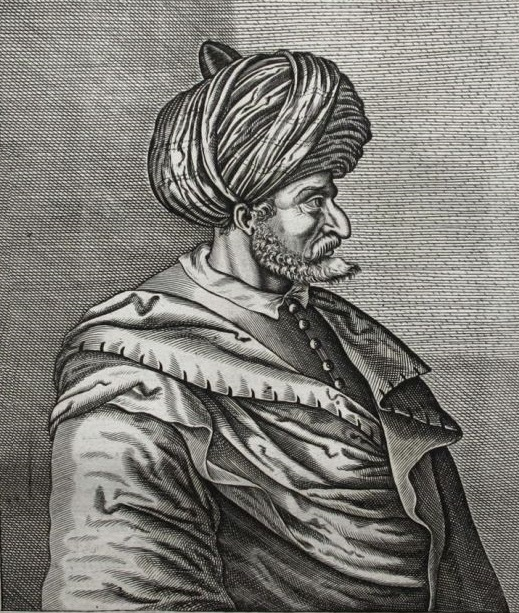
موسى چلبي بن بايزيد.

تزوَّج السُلطان بايزيد الأوَّل بضع نساءٍ خِلال حياته وأنجب منهُنَّ جميع أبنائه وبناته. وكما هو حال والده من قبله، كانت بعضُ تلك الزيجات لِأهدافٍ سياسيَّةٍ محضة، بينما كان بعضها الآخر تقليديًّا. أمَّا زوجاته وأولاده فهم:
زوجاته
- فولانة خاتون (ت. 1372م)، ابنة أمير مقدونية الشرقيَّة الصربي قُسطنطين دجانُڤيچ.
- دولت شاه خاتون (ت. 1378م)، ابنة الأمير سُليمانشاه چلبي الكرمياني وعَابِدة مُطَهَّرة خاتون حفيدة جَلالُ الدِّينِ الرُّومِي.[la 45] وفي مصدر آخر أن والدها الأمير سُليمان بن مُحمَّد، وهو أحد أمراء الأناضول من بني ذي القدر ولقبه «ذو القدر أوغلي سُليمانشاه» وكانت هذه الإمارة على علاقة طيبة مع العُثمانيين عن طريق الزواج.[112] أنجبت مُصطفى وعيسى ومُوسى.[112]
- دولت خاتون، والدة مُحمَّد چلبي، وأول من حملت لقب والدة سُلطان.
- فولانة خاتون (ت. 1389م)، بنت تكفور أحد نُبلاء القُسطنطينيَّة.
- أوليڤيرة دسپينة خاتون (ت. 1389م)، ابنة لازار بلينانُڤيچ قيصر الصرب والأميرة ميليزة نيمانجيچ.[la 46] وسُميت: ماريَّة خاتون ( 1372 - بعد 1444م).[112]
- حفصة خاتون (ت. 1390م)، ابنة الأمير فخرُ الدين عيسى بك الآيديني.
- مريم خاتون (ت. 1394م)، ابنة لويس فدريك، قُمَّس سالونيك وهيلانة أسانينة قانتاقوزن.[la 47]

أبناؤه
- أرطُغرُل چلبي، قتلهُ تيمورلنك عندما أخذ سيواس.
- سُليمان چلبي (1377–1411م)، سيطر على الروملِّي بعد وفاة والده ونصبهُ أتباعهُ سُلطانًا.
- عيسى چلبي (1380–1406م)، ولَاه تيمورلنك على الأناضول الغربيَّة بعد هزيمة أنقرة.
- مُحمَّد چلبي (1389–1421م)، ولَّاهُ تيمورلنك أماسية وما جاورها من الأناضول الشمالي، تمكَّن من هزيمة إخوته كُلهم لاحقًا وتربَّع على عرش آل عُثمان بِصفته السُلطان مُحمَّد الأوَّل.
- موسى چلبي (ت. 1413م)، كان أسيرًا لدى تيمورلنك مع والده بايزيد، وهو من نقل جُثمانه إلى بورصة. عاون أخاه مُحمَّد لِلسيطرة على تخت السلطنة في أدرنة ثُمَّ أشهر العصيان بِدوره، فهزمه أخوه وقتله.
- مُصطفى چلبي (1393–1422م)، اختفى بعد معركة أنقرة وظلَّ على هذه الحال سنواتٍ طويلة، ثُمَّ ظهر بعدها فجأة مُطالبًا بِالعرش.
- أورخان چلبي، تُوفي صغيرًا.
- يُوسُف چلبي، اعتنق المسيحيَّة في وقتٍ لاحقٍ وتسمَّى باسم دمتريوس.[la 48]

وإلى جانب الأبناء سالفي الذِكر، تنص مصادر أُخرى على أنَّهُ كان لِبايزيد أبناء آخرون هم: قاسم چلبي الذي أُرسل لِلإقامة في البلاط الرومي، وعُمر چلبي، وحسن چلبي، وإبراهيم چلبي الذي تُوفي في حياة والده، وموسى الأصغر چلبي الذي تُوفي وهو ما يزال طفلًا صغيرًا.
بناته
- خوندي فاطمة سُلطان خاتون – تزوَّجت العالم المُتصوِّف أمير سُلطان شمسُ الدين مُحمَّد البُخاري.
- إرخوندي خاتون – تزوَّجت يعقوب بك بن پارس.
- سُلطان فاطمة خاتون – تزوَّجت أحد أُمراء السناجق.
- أوروس خاتون.
- ابنة لم يُذكر اسمها تزوَّجت أبو بكر ميرزا بن جلالُ الدين ميرانشاه بن تيمورلنك.
- باشا مَلَك خاتون – تزوَّجت الأمير جلالُ الدين إسلام بن شمس الدين مُحمَّد، أحد القادة العسكريين في جيش تيمورلنك.

## في الثقافة الشعبيَّة

شعار كتيبة يلدرم بِالجيش الپاكستاني.

كان لِهزيمة بايزيد على يد تيمورلنك صدىً عميق في المُؤلَّفات والكِتابات الغربيَّة، وكذلك في الأعمال الأوروپيَّة الفنيَّة من رُسُومٍ ومنظوماتٍ شعريَّة وموسيقيَّة، وقد أوحت هذه الهزيمة لِعددٍ من الكُتَّاب والمُؤلفين الغربيين ابتكار رواياتٍ وأساطير عن السُلطان العُثماني مفادُها أنَّ تيمور اصطحبه معه إلى سمرقند، حيثُ جرت له بضع أحداثٍ خياليَّة مصبوغة بِصبغةٍ شرقيَّة، وفق ما تخيَّلهُ كُل مُؤلِّف أو فنان على حدى. من أبرز الأعمال التي تناولت بايزيد الأوَّل مسرحيَّة ألَّفها الكاتب الإنگليزي كريستوفر مارلو وسمَّاها «تيمورلنك الكبير» (بالإنگليزيَّة: Tamburlaine the Great)، التي عُرضت لِأوَّل مرَّة في لندن سنة 1587م، بعد ثلاث سنوات من بداية العلاقات التجاريَّة العُثمانيَّة الإنگليزيَّة. وفي سنة 1648م عرض الكاتب الفرنسي يُوحنَّا ماگنون مسرحيَّة «تيمورلنك الكبير وبايزيد» (بالفرنسية: Le Gran Tamerlan et Bejezet) في لندن، وفي سنة 1725م عرض المُؤلِّف جورج فردريك هاندل مسرحيَّة «تيمورلنك» (باللاتينية: Tamerlano) ونشرها ككتابٍ أيضًا في العاصمة الإنگليزيَّة، ومنها استوحى الكاتب البُندُقي أنطونيو ڤيڤالدي الأوپرا الغنائيَّة حاملة عنوان «بايزيد» (باللاتينية: Bajazet)، التي نشرها سنة 1735م. ابتكر يُوحنَّا ماگنون زوجةً وابنةً خياليَّتان لِبايزيد في مسرحيَّته، وأضاف كُلٌ من هاندل وڤيڤالدي أميرًا روميًّا وأميرةً طربزونيَّة إلى مسرحيَّاتهما، وتحدثا عن قصَّة حُب تجمعهما. حُوِّلت أحداث هذه المسرحيَّات إلى لوحاتٍ زيتيَّةٍ وُضعت في قصر إگنبرگ من أعمال مدينة إكريزا في النمسا، قبل فترةٍ قصيرةٍ من الهُجوم العُثماني الأخير على مملكة هابسبورگ. وفي العصر الحديث، ألَّف الكاتب الأمريكي روبرت هوارد روايةً سمَّاها «سيِّدُ سمرقند» (بالإنگليزيَّة: Lord of Samarcand) ظهر فيها بايزيد الأوَّل كإحدى الشخصيَّات المحوريَّة. من المواقع والأشياء التي سُميت على اسم بايزيد الأوَّل في الفترة المُعاصرة: جامعة يلدرم بايزيد في أنقرة (بالتركية: Ankara Yıldırım Beyazıt Üniversitesi)، ووحدة العمليَّات الخاصَّة في الجيش الپاكستاني، المعروفة بِكتيبة يلدرم.

### فهرست المراجع
بِاللُغات العربيَّة والفارسيَّة والعُثمانيَّة
1. 1 2 3  أرمغان (2014)، ص. 27.
2. 1 2 3  جحا وآخرون (1972)، ص. 118-122.
3. 1 2  أرمغان (2014)، ص. 30.
4. ↑  طقوش (2013)، ص. 55.
5. ↑  أرمغان (2014)، ص. 29.
6. ↑  القرماني (1985)، ص. 303.
7. ↑  ابن إياس (1984)، ص. 364.
8. 1 2  فريد بك (1981)، ص. 133.
9. 1 2 3 4 5  أوزتونا (2010)، ص. 103.
10. ↑  طقوش (2013)، ص. 52.
11. ↑  مانتران (1993)، ص. 58.
12. ↑  فريد بك (1981)، ص. 135.
13. ↑  العمري (2000)، ص. 391.
14. ↑  فرج (2016)، ص. 111.
15. ↑  آمجن (1999)، ص. 16.
16. ↑  القرماني (1985)، ص. 16.
17. ↑  أرنولد وباسيه (1933)، ص. 328.
18. 1 2 3  فريد بك (1981)، ص. 137.
19. 1 2 3  حلاق (2000)، ص. 24.
20. 1 2  ياغي (1998)، ص. 41.
21. ↑  الصلابي (2001)، ص. 74.
22. 1 2  طقوش (2013)، ص. 56.
23. 1 2  فريد بك (1981)، ص. 139.
24. 1 2  القرماني (1985)، ص. 17.
25. ↑  طقوش (2013)، ص. 57.
26. 1 2 3  أوزتونا (2010)، ص. 104.
27. 1 2 3  سعد الدين (1862)، ص. 131-132.
28. ↑  سعد الدين (1862)، ص. 135-136.
29. 1 2  مانتران (1993)، ص. 63.
30. ↑  طقوش (2013)، ص. 58.
31. ↑  ضبيع (1999)، ص. 186.
32. 1 2 3  رستم (1956)، ص. 255-156.
33. ↑  طقوش (2013)، ص. 59.
34. 1 2  طقوش (2013)، ص. 60.
35. 1 2 3 4  أوزتونا (2010)، ص. 105.
36. ↑  فريد بك (1981)، ص. 132.
37. 1 2 3 4 5 6 7  أوزتونا (2010)، ص. 106-108.
38. ↑  حسون (1994)، ص. 24-25.
39. 1 2 3  ديورانت (1988)، ص. 32-34.
40. ↑  دهموس (1992)، ص. 185.
41. ↑  الصلابي (2001)، ص. 75-76.
42. 1 2  ياغي (1998)، ص. 42.
43. ↑  فريد بك (1981)، ص. 144.
44. ↑  الرشيدي (2013)، ص. 33.
45. ↑  حليم (1905)، ص. 49.
46. ↑  طقوش (1997)، ص. 401.
47. ↑  مانتران (1993)، ص. 69.
48. ↑  سرهنك (1895)، ص. 496.
49. ↑  حليم (1905)، ص. 48.
50. ↑  الصلابي (2001)، ص. 78.
51. ↑  طقوش (2013)، ص. 64.
52. ↑  فريد بك (1981)، ص. 140.
53. ↑  ابن عربشاه (1868)، ص. 68-69.
54. ↑  ابن عربشاه (1868)، ص. 82-87.
55. ↑  أوزتونا (2010)، ص. 106.
56. ↑  طقوش (2013)، ص. 64-65.
57. ↑  دهموس (1992)، ص. 187.
58. ↑  ابن عربشاه (1868)، ص. 93-118.
59. ↑  شهاب (1981)، ص. 257.
60. ↑  يزدى (1335هـ.ش)، ص. 185-186.
61. ↑  المقريزي (1997)، ص. 1091.
62. ↑  ابن حجر العسقلاني (1969)، ص. 255.
63. ↑  فريدون بك (1274هـ)، ص. 132.
64. ↑  آبرو (1956)، ص. 155-156.
65. ↑  ابن عربشاه (1868)، ص. 126.
66. ↑  علي (1928)، ص. 351.
67. ↑  صفا (1368هـ.ش)، ص. 20.
68. ↑  يزدى (1335هـ.ش)، ص. 87، 184-186.
69. ↑  فريدون بك (1274هـ)، ص. 119.
70. ↑  يزدى (1335هـ.ش)، ص. 185.
71. ↑  كامل (1327هـ)، ص. 47.
72. ↑  مصطفى (1986)، ص. 65.
73. 1 2 3 4  أوزتونا (2010)، ص. 109.
74. 1 2  فريد بك (1981)، ص. 146.
75. ↑  فريدون بك (1274هـ)، ص. 131.
76. 1 2  شهاب (1981)، ص. 340-342.
77. ↑  ابن عربشاه (1868)، ص. 127-128.
78. ↑  مصطفى (1986)، ص. 57.
79. 1 2 3  أوزتونا (2010)، ص. 110-111.
80. 1 2  طقوش (1997)، ص. 400-401.
81. ↑  ابن تغري بردي (1963)، ص. 179.
82. 1 2  ابن تغري بردي (1963)، ص. 217.
83. ↑  دهموس (1992)، ص. 187-188.
84. ↑  دهموس (1992)، ص. 190.
85. ↑  شهاب (1981)، ص. 342.
86. ↑  يزدى (1335هـ.ش)، ص. 287.
87. 1 2 3  طقوش (2013)، ص. 70.
88. ↑  سعد الدين (1862)، ص. 149.
89. ↑  القرماني (1985)، ص. 18.
90. ↑  آبرو (1956)، ص. 177.
91. ↑  شهاب (1981)، ص. 343-344.
92. ↑  يزدى (1335هـ.ش)، ص. 289-298.
93. ↑  ابن حجر العسقلاني (1969)، ص. 228.
94. ↑  يزدى (1335هـ.ش)، ص. 300.
95. ↑  المقريزي (1997)، ص. 109.
96. ↑  ابن تغري بردي (1963)، ص. 268.
97. 1 2  ابن عربشاه (1868)، ص. 135-136.
98. ↑  أرنولد وباسيه (1933)، ص. 162.
99. 1 2  أوزتونا (2010)، ص. 112.
100. ↑  شهاب (1981)، ص. 352.
101. 1 2 3 4  أوزتونا (2010)، ص. 111-112.
102. ↑  فريد بك (1981)، ص. 147.
103. 1 2  مروذي (2011)، ص. 338-341.
104. ↑  فريد بك (1981)، ص. 147-149.
105. ↑  مانتران (1993)، ص. 72-74.
106. 1 2 3 4  طقوش (2013)، ص. 77-78.
107. 1 2  بجوي (2015)، ص. 30-31.
108. 1 2 3  زخاريادو (1995)، ص. 145-147.
109. 1 2 3 4 5 6 7  أرمغان (2014)، ص. 28-30.
110. ↑  موسوعة مقاتل من الصحراء.
111. ↑  الخربوطلي (1969)، ص. 254.
112. 1 2 3  آق كوندوز وأوزتورك (2008)، ص. 91-92.

باللُغات التُركيَّة والأوروپيَّة
1. ↑  Britannica (n.d).
2. ↑  Lowry (2003), p. 153.
3. ↑  Runciman (1965), p. 36.
4. ↑  Sakaoğlu (1999), p. 49.
5. ↑  Peirce (1993), p. 36.
6. ↑  Sakaoğlu (1999), p. 60.
7. ↑  Vojna (1972), p. 660.
8. ↑  Adıgüzel & Mert (2015), p. 205.
9. ↑  ÂşıkPaşazade (2003), p. 125.
10. ↑  Pitcher (1972), p. 47-48.
11. ↑  İnalcik (1992), p. 232.
12. ↑  Shaw (1976), p. 30.
13. ↑  Sevim & Yücel (1990), p. 247-248.
14. ↑  Yücel (1963), p. 133-144.
15. ↑  Shaw (1976), p. 30f.
16. 1 2  Shaw (1976), p. 33.
17. ↑  Mazziotti (2004), p. 20.
18. ↑  Gibbons (n.d), p. 194-195.
19. ↑  Fine (1994), p. 424.
20. ↑  Gibbons (n.d), p. 201.
21. ↑  Delaville Le Roulx (1886), p. 233-234.
22. ↑  Delaville Le Roulx (1886), p. 251 -252.
23. ↑  Gibbons (n.d), p. 215.
24. 1 2  Nicolle (1999), p. 37.
25. ↑  Schiltberger (n.d).
26. ↑  Tuchman (1978), p. 554.
27. ↑  İnal (2007), p. 90.
28. ↑  Finkel (2006), p. 24.
29. ↑  Muhtar Paşa (1994), p. 21.
30. ↑  Özaydin (2001), p. 74-75.
31. ↑  Grousset (1970), p. 458.
32. ↑  Öztuna (1946), p. 110.
33. ↑  Pietri (1985), p. 216-217.
34. ↑  Bisaha (2004), p. 98.
35. ↑  Kastritsis (2007), p. 5.
36. ↑  Nicolle (1983), p. 29.
37. ↑  Tucker (2010), p. 140.
38. ↑  Gibbon (1899), p. 263.
39. ↑  Kafadar (1996), p. 18.
40. ↑  Dukas (1956), p. 46-47.
41. ↑  Köprülü (1943), p. 591-603.
42. ↑  Ecology Global Network.
43. ↑  Historian (2008).
44. ↑  World Digital Library.
45. ↑  Köprülü (1966), p. 76.
46. ↑  Uluçay (1985), p. 24-25.
47. ↑  Nicol (1968), p. 161.
48. ↑  Kastritsis (2007), p. 41.
49. ↑  Chambers (1923), p. 421.
50. ↑  Finkel (2006), p. 30.

### ثبت المراجع(مُرتَّبة حسب تاريخ النشر)
كُتُب ودوريَّات باللُّغة العربيَّة:
- شهاب الدين ابن عربشاه (1868)، عجائب المقدور في أخبار تيمور (PDF) (ط. 1)، القاهرة: مطبعة وادي النيل، OCLC:4770998620، QID:Q123979986
- إسماعيل سرهنك (قرابة 1895)، حقائق الأخبار عن دُول البحار (ط. 1)، القاهرة: الهيئة العامة لشؤون المطابع الأميرية، ج. 1، QID:Q119269108 {{استشهاد}}: تحقق من التاريخ في: |publication-date= (مساعدة)
- إبراهيم بك حليم (1905)، كتاب التُحفة الحليميَّة في تاريخ الدولة العليَّة (PDF) (ط. 1)، القاهرة: مطبعة ديوان عموم الأوقاف، OCLC:4770987464، QID:Q107563203
- طوماس ووكر أرنولد؛ رينيه باسيه (1933). "بايزيد الأول". دائرة المعارف الإسلامية. ترجمة: عبَّاس محمود؛ عبد الحميد يونس؛ أحمد الشنتناوي؛ إبراهيم زكي خورشيد (ط. 3). وزارة المعارف العمومية. ج. 3. OCLC:4771329313. {{استشهاد بموسوعة}}: تحقق من التاريخ في: |تاريخ= (مساعدة)
- أسد رستم (1956)، الروم في سياستهم وحضارتهم ودينهم وثقافتهم وصلاتهم بالعرب، مجموعة الدكتور أسد رستم (ط. 1)، بيروت: المكتبة البولسية، ج. 2، QID:Q112612806
- ابن تغري بردي (1963)، النُّجُوم الزَّاهرة في مُلُوك مصر والقاهرة (PDF)، القاهرة: وزارة الثقافة المصرية، ج. 12، QID:Q123995683{{استشهاد}}:  صيانة الاستشهاد: ref duplicates default (link)
- ابن حجر العسقلاني (1969)، إنباء الغُمر بأبناء العُمر، تحقيق: حسن حبشي، القاهرة: المجلس الأعلى للشؤون الإسلامية، ج. 2، QID:Q123995294{{استشهاد}}:  صيانة الاستشهاد: ref duplicates default (link)
- علي حسني الخربوطلي (1969)، الإسلام والخلافة، بيروت: دار بيروت للطباعة والنشر، OCLC:13262557، QID:Q123735153
- شفيق جحا؛ منير البعلبكي؛ بهيج عثمان (1972)، المُصوَّر في التاريخ (ط. 1)، بيروت: دار العلم للملايين، ج. 6، QID:Q119020382
- محمد فريد (1981)، تاريخ الدولة العليَّة العُثمانيَّة، تحقيق: إحسان حقي (ط. 1)، بيروت: دار النفائس للطباعة والنشر والتوزيع، OCLC:6150666، QID:Q113541212
- مظهر شهاب. إشراف: د. نقولا زيادة (1981). تيمورلنك: عصره وحياته وأعماله (PhD. thesis). كلية الآداب والعلوم الإنسانية في جامعة القديس يوسف. Q123980589.
- ابن إياس (1984)، بدائع الزُهُور في وقائع الدُهُور (PDF)، القاهرة: الهيئة المصرية العامة للكتاب، ج. 5، QID:Q123956503{{استشهاد}}:  صيانة الاستشهاد: ref duplicates default (link)
- أحمد بن يوسف القرماني (1985)، تاريخ سلاطين آل عُثمان، تحقيق: بسام عبد الوهاب الجابي (ط. 1)، دمشق: دار البصائر، OCLC:4770362328، QID:Q119078151
- أحمد عبد الرحيم مصطفى (1986)، في أُصُول التاريخ العُثماني (ط. 2)، القاهرة: دار الشروق، OCLC:4771066482، QID:Q119368991
- ويل ديورانت (1988)، قصَّة الحضارة (PDF)، ترجمة: مجموعة، بيروت: دار الجيل للطبع والنشر والتوزيع، ج. 23، QID:Q114410957
- جوزيف دهموس (1992)، سبع معارك فاصلة في العُصُور الوسطى، ترجمة: محمد فتحي الشاعر (ط. 2)، القاهرة: الهيئة المصرية العامة للكتاب، OCLC:4770455013، QID:Q123978256
- روبير مانتران (1993). تاريخ الدولة العُثمانيَّة. ترجمة: بشير السباعي (ط. 1). القاهرة: دار الفكر للدراسات والنشر والتوزيع. ج. 1. ISBN:977-5091-13-6. QID:Q119268097.
- علي حسون (1994)، تاريخ الدولة العُثمانيَّة وعلاقاتها الخارجيَّة (ط. 3)، بيروت: المكتب الإسلامي، QID:Q123977301
- أليزابيث أ. زخاريادو (صيف العام 1416هـ - 1995م). "الحوار الديني بين البيزنطيين والأتراك خِلال التوسُّع العُثماني" (PDF). الاجتهاد: مجلَّة مُتخصِّصة تُعنى بقضايا الدين والمُجتمع والتجديد العربي الإسلامي. ترجمة: جهاد التُرك. بيروت: دار الاجتهاد ع. 28. مؤرشف من الأصل (PDF) في 2023-06-29. {{استشهاد بدورية محكمة}}: تحقق من التاريخ في: |سنة= (مساعدة)
- تقي الدين المقريزي (1997)، السُلُوك لمعرفة دول المُلُوك، تحقيق: محمد عبد القادر عطا (ط. 1)، بيروت: دار الكتب العلمية، ج. 3، OCLC:4770686226، QID:Q121080223
- محمد سهيل طقوش (1997). تاريخ المماليك في مصر وبلاد الشام (ط. 1). بيروت: دار النفائس للطباعة والنشر والتوزيع. ISBN:978-9953-18-320-6. OCLC:4771288090. QID:Q107191418.
- إسماعيل أحمد ياغي (1998)، الدولة العُثمانيَّة في التاريخ الإسلامي الحديث (ط. 2)، الرياض: مكتبة العبيكان، OCLC:4770676997، QID:Q123648617
- صلاح ضبيع (شتاء وربيع 1419هـ = 1999م). "العلاقات العُثمانيَّة البيزنطيَّة". الاجتهاد. دار الاجتهاد للأبحاث والترجمة والنشر ع. 41 و42، السنة الحادية عشر. مؤرشف من الأصل في 2023-12-03. {{استشهاد بدورية محكمة}}: تحقق من التاريخ في: |سنة= (مساعدة)
- فريدون آمجن (1999). "التاريخ السياسي للدولة العُثمانيَّة". الدولة العُثمانيَّة: تاريخ وحضارة. ترجمة: صالح سعداوي. إسطنبول: مركز الأبحاث للتاريخ والفنون والثقافة الإسلاميَّة. ج. 1. ISBN:9290630817.
- حسان حلاق (2000)، تاريخ الشُعُوب الإسلاميَّة الحديث والمُعاصر (ط. 1)، بيروت: دار النهضة العربية، OCLC:4770535155، QID:Q119079207
- عبد العزيز بن إبراهيم العمري (2000). الفُتُوحات الإسلاميَّة عبر العُصُور: دراسة تاريخيَّة لحركة الجهاد الإسلامي من عصر الرسول ﷺ حتَّى أواخر العصر العُثماني (ط. 3). الرياض: دار إشبيليا للنشر والتوزيع. ISBN:9960-36-997-8. QID:Q123652201.
- علي الصلابي (2001). السُلطان مُحمَّد الفاتح وعوامل النُهُوض في عصره. الإسكندرية: دار الإيمان للطباعة والنشر والتوزيع. ISBN:977-331-105-8. QID:Q114357988.
- أحمد آق كوندوز؛ سعيد أوزتورك (2008). الدولة العُثمانيَّة المجهولة: 303 سُؤال وجواب توضح حقائق غائبة عن الدولة العُثمانيَّة. إسطنبول: وقف البحوث العثمانية. ISBN:978-975-7268-39-0. OCLC:4770841329. QID:Q114411691.
- يلماز أوزتونا (2010)، موسوعة تاريخ الإمبراطوريَّة العُثمانيَّة السياسي والعسكري والحضاري: 629 - 1341هـ / 1231 - 1922م، ترجمة: عدنان محمود سلمان (ط. 1)، بيروت: الدار العربية للموسوعات، ج. 1، QID:Q119025953
- جستن مروذي (2011). تيمورلنك: قاهر المُلُوك والسلاطين وغازي العالم. ترجمة: مايا إرسلان (ط. 1). بيروت: دار الكتاب العربي. ISBN:978-9953-27-810-0. OCLC:1230032475. QID:Q123995987.
- سالم الرشيدي (2013). مُحمَّد الفاتح (ط. 2). القاهرة: دار البشير للثقافة والعلوم. ISBN:978-977-278-145-4. OCLC:1230017427. OL:19142507M. QID:Q119858534.
- محمد سهيل طقوش (2013). تاريخ العُثمانيين من قيام الدولة إلى الانقلاب على الخلافة (ط. 3). بيروت: دار النفائس للطباعة والنشر والتوزيع. ISBN:978-9953-18-443-2. OCLC:1025663587. QID:Q107311111.
- مصطفى أرمغان (2014). التاريخ السرِّي للإمبراطوريَّة العُثمانيَّة: جوانب غير معروفة من حياة سلاطين بني عُثمان. ترجمة: عبد القادر عبد اللي (ط. 1). بيروت: الدار العربية للعلوم ناشرون. ISBN:978-614-01-1122-6. OCLC:913807734. QID:Q119023002.
- بجوي إبراهيم أفندي (2015). التاريخ السياسي والعسكري للدولة العُثمانيَّة: من عهد السُلطان سُليمان القانوني حتَّى عهد السُلطان سليم الثاني. ترجمة: ناصر عبد الرحيم حسين (ط. 1). القاهرة: المركز القومي للترجمة. ج. 1. ISBN:978-977-92-0181-8. QID:Q123996363.
- مُحمَّد خير علي فرج (شتاء وربيع 1437هـ = 2016م). "العدالة العلميَّة تجاه المسيحيين في عهد العُثمانيين". المقاصد: دراسات في العلوم الإسلامية. جامعة المقاصد في بيروت، كُليَّة الدراسات الإسلاميَّة ع. 6. {{استشهاد بدورية محكمة}}: تحقق من التاريخ في: |سنة= (مساعدة)

موقع وب بالعربيَّة:
- "الدولة العُثمانيَّة وأحداثها حسب التسلسل التاريخي من عام 656هـ، 1258م إلى عام 816هـ، 1413م". موسوعة مُقاتل من الصحراء. مؤرشف من الأصل في 2017-07-15. اطلع عليه بتاريخ 2017-12-17.

باللُّغتين العُثمانيَّة والفارسيَّة:
- أحمد فريدون بك (۱۲٧٤هـ). مجموعه مُنشآت السلاطين (PDF) (بالتركية العثمانية). إستانبول: طبعخانۀ عامره. ج. ١. مؤرشف (PDF) من الأصل في 2023-12-15. {{استشهاد بكتاب}}: تحقق من التاريخ في: |سنة= (مساعدة) Q99853627.
- سعد الدين بن حسن جان (١٨٦٢ - ١٨٦٣). تاج التواريخ (بالتركية العثمانية). إستانبول: طبعخانۀ عامره. ج. ١. مؤرشف من الأصل في 2023-06-05. {{استشهاد بكتاب}}: تحقق من التاريخ في: |سنة= (مساعدة)
- كامل پاشا (۱۳۲۷هـ). تاريخ سياسي دولت عليَّه عُثمانيَّه (بالتركية العثمانية) (ط. ۱). إستانبول: مطبعه أحمد إحسان. {{استشهاد بكتاب}}: تحقق من التاريخ في: |سنة= (مساعدة)
- رشاد على (۱۹۲۸). تاريخ عُمومى (بالتركية العثمانية). إستانبول: قناعت كتابخانۀ. {{استشهاد بكتاب}}: تحقق من التاريخ في: |سنة= (مساعدة)
- حافظ آبرو؛ سعى واهتمام: فلكس تاور (۱۹۵۶ ميلادى). زُبدة التواريخ (بالفارسية). پراگ: بايسنقرى. {{استشهاد بكتاب}}: تحقق من التاريخ في: |سنة= (مساعدة)
- شرف الدين يزدى؛ مُصحح: عبد الحُسين نوائى (۱۳۳۵). ظفرنامه (بالفارسية). مُحقق: سيد سعيد مير مُحمَّد صادق. ج. ۲. مؤرشف من الأصل في 10-9-2017. اطلع عليه بتاريخ 10-9-2017. {{استشهاد بكتاب}}: تحقق من التاريخ في: |سنة= (مساعدة)
- سید ذبیح‌الله صفا (۱۳۶۸). تاریخ ادبیات ایران (بالفارسية) (ط. ۴). تهران: فردوس. ج. ۴. {{استشهاد بكتاب}}: تحقق من التاريخ في: |سنة= (مساعدة)

باللُغات التُركيَّة والأوروپيَّة:
- "Bayezid I". Encyclopædia Britannica (بالإنجليزية). Encyclopædia Britannica Inc. n.d. Archived from the original on 8-3-2016. {{استشهاد بموسوعة}}: تحقق من التاريخ في: |تاريخ= (help)
- Gibbons, Herbert Adam. The Foundation of the Ottoman Empire: A History of the Osmanlis Up To the Death of Bayezid I 1300-1403 (بالإنجليزية). Routledge. ISBN:9781135029821. Archived from the original on 2019-12-16. Retrieved 2013-08-21.
- Schiltberger, Johann (c. 1427). "The Battle of Nicopolis (1396)". from The Bondage and Travels of Johann Schiltberger, trans. J. Buchan Telfer (London: Hakluyt Society, series 1, no.58; 1879 (بالإنجليزية). The Society for Medieval Military History. Archived from the original on 2009-02-06. Retrieved 2009-02-18.
- "Population Estimates | Ecology Global Network". Ecology Global Network (بالإنجليزية). Archived from the original on 2018-09-04. Retrieved 2017-12-31.
- "Yıldırım Beyazıt Mosque, Bursa, Turkey". World Digital Library (بالإنجليزية). 1890–1900. Archived from the original on 2018-09-01. Retrieved 2013-10-22.
- Delaville Le Roulx, Joseph Marie Antoine (1886). texts La France en Orient au XIVe siècle (بالفرنسية). Paris, E. Thorin. Archived from the original on 2016-10-12. Retrieved 2017-09-01.{{استشهاد بكتاب}}:  صيانة الاستشهاد: ref duplicates default (link)
- Gibbon, Edward (1899). The History of the Decline and Fall of the Roman Empire (PDF) (بالإنجليزية). New York: Fred de Fau & Company. Vol. 6. Archived from the original (PDF) on 2021-06-04.{{استشهاد بكتاب}}:  صيانة الاستشهاد: ref duplicates default (link)
- Chambers, E. K. (1923). The Elizabethan Stage (بالإنجليزية) (1 ed.). Oxford: Clarendon Press. Vol. 3.{{استشهاد بكتاب}}:  صيانة الاستشهاد: ref duplicates default (link)
- Köprülü, Mehmet Fuad (1943). "Yıldırım Bayezid'in İntiharı Meselesi". TTK Belleten (بالتركية). 7. Archived from the original on 2023-12-27.{{استشهاد بدورية محكمة}}:  صيانة الاستشهاد: ref duplicates default (link)
- Öztuna, Yılmaz (1946). 1402 Ankara Muharebesi: Beyazıt ile Timur'un Ölümü ve Fetret Devri (بالتركية). İstanbul: Kenan Matbaası.{{استشهاد بكتاب}}:  صيانة الاستشهاد: ref duplicates default (link)
- Dukas (1956). Bizans Tarihi (بالتركية). Translated by V.L. Mimaroğlu. İstanbul: İstanbul Matbaası. Archived from the original on 2023-12-27.{{استشهاد بكتاب}}:  صيانة الاستشهاد: ref duplicates default (link)
- Yücel, M. Yaşar (1963). "Kastamonu'nun İlk Fethine Kadar Osmanlı-Candar Münasebetleri (1361-1392)". Tarih Araştırmaları Dergisi (بالتركية). 1 (1). Archived from the original on 2020-03-11.{{استشهاد بدورية محكمة}}:  صيانة الاستشهاد: ref duplicates default (link)
- Runciman, Steven (1965). The Fall of Constantinople, 1453 (بالإنجليزية). Cambridge: Cambridge University Press. OCLC:220712.{{استشهاد بكتاب}}:  صيانة الاستشهاد: ref duplicates default (link)
- Köprülü, Mehmet Fuad (1966). Edebiyat Araştırmaları (بالتركية). Ankara: Türk Tarih Kurumu.{{استشهاد بكتاب}}:  صيانة الاستشهاد: ref duplicates default (link)
- Nicol, Donald MacGillivray (1968). The Byzantine Family of Kantakouzenos (Cantacuzenus) Ca. 1100-1460: A Genealogical and Prosopographical Study (بالإنجليزية). Dumbarton Oaks Center for Byzantine Studies, trustees for Harvard University. Vol. 11.{{استشهاد بكتاب}}:  صيانة الاستشهاد: ref duplicates default (link)
- Grousset, René (1970). The Empire of the Steppes: A History of Central Asia (بالإنجليزية). Translated by Naomi Walford. Rutgers University Press.{{استشهاد بكتاب}}:  صيانة الاستشهاد: ref duplicates default (link)
- Pitcher, D. E. (1972). An Historical Geography of the Ottoman Empire: From Earliest Times to the End of the Sixteenth Century (بالإنجليزية). Brill Archive. Archived from the original on 2017-03-22. Retrieved 2013-06-02.{{استشهاد بكتاب}}:  صيانة الاستشهاد: ref duplicates default (link)
- Vojna Akademija (1972). "Kosovska bitka". Vojna Enciklopedija (بالكرواتية). Belgrade: Vojnoizdavački zavod JNA.
- Shaw, Stanford (1976). History of the Ottoman Empire and modern Turkey (PDF) (بالإنجليزية). New York: Cambridge University Press. Vol. 1. ISBN:9780521291668. Archived from the original (PDF) on 2015-09-25.{{استشهاد بكتاب}}:  صيانة الاستشهاد: ref duplicates default (link)
- Tuchman, Barbara W. (1978). A Distant Mirror: the Calamitous 14th Century (بالإنجليزية) (Reissue ed.). New York: Alfred A. Knopf. ISBN:0345283945.{{استشهاد بكتاب}}:  صيانة الاستشهاد: ref duplicates default (link)
- Nicolle, David (1983). Armies of the Ottoman Turks 1300–1774 (بالإنجليزية). Bloomsbury USA. ISBN:9780850455113. Archived from the original on 2017-03-31.{{استشهاد بكتاب}}:  صيانة الاستشهاد: ref duplicates default (link)
- Pietri, Luce (1985). Le Monde et son histoire (بالفرنسية). Vol. IV. ISBN:9782221048436.{{استشهاد بكتاب}}:  صيانة الاستشهاد: ref duplicates default (link)
- Uluçay, M. Çağatay (1985). Padişahların Kadınları ve Kızları (بالتركية). Ankara: Türk Tarih Kurumu.{{استشهاد بكتاب}}:  صيانة الاستشهاد: ref duplicates default (link)
- Sevim, Ali; Yücel, Yaşar (1990). Türkiye Tarihi (بالتركية). Ankara: Türk Tarih Kurumu. Vol. 1. ISBN:9751602580.
- İnalcik, Halil (1992). "BAYEZİD I" (PDF). TDV İslâm Ansiklopedisi (بالتركية). TDV İslâm Araştırmaları Merkezi. Vol. 5. Archived from the original (PDF) on 2023-06-30.{{استشهاد بموسوعة}}:  صيانة الاستشهاد: ref duplicates default (link)
- Peirce, Leslie P. (1993). The Imperial Harem: Women and Sovereignty in the Ottoman Empire (بالإنجليزية). Oxford University Press. ISBN:9780195086775. Archived from the original on 2019-07-15.{{استشهاد بكتاب}}:  صيانة الاستشهاد: ref duplicates default (link)
- Fine, John Van Antwerp (1994). The Late Medieval Balkans: A Critical Survey from the Late Twelfth Century to the Ottoman Conquest (بالإنجليزية). University of Michigan Press. ISBN:9780472082605. Archived from the original on 2020-06-18.{{استشهاد بكتاب}}:  صيانة الاستشهاد: ref duplicates default (link)
- Muhtar Paşa, Ahmet (1994). Feth-i Celil-i Kostantıniyye (بالتركية). İstanbul: Bedir Yayinlari.{{استشهاد بكتاب}}:  صيانة الاستشهاد: ref duplicates default (link)
- Kafadar, Cemal (1996). Between Two Worlds: The Construction of the Ottoman State (بالإنجليزية). University of California Press. ISBN:9780520206007. Archived from the original on 2020-01-18.{{استشهاد بكتاب}}:  صيانة الاستشهاد: ref duplicates default (link)
- Sakaoğlu, Necdet (1999). Bu Mülkün Sultanları (بالتركية). İstanbul: Oğlak Yayınları. ISBN:9753292996.{{استشهاد بكتاب}}:  صيانة الاستشهاد: ref duplicates default (link)
- Nicolle, David (1999). Nicopolis 1396: The Last Crusade. Campaign Series (بالإنجليزية). London: Osprey Publishing.{{استشهاد بكتاب}}:  صيانة الاستشهاد: ref duplicates default (link)
- Özaydin, Abdülkerim (2001). "KADI BURHÂNEDDİN" (PDF). TDV İslâm Ansiklopedisi (بالتركية). TDV İslâm Araştırmaları Merkezi. Vol. 24. Archived from the original (PDF) on 2023-05-22.{{استشهاد بموسوعة}}:  صيانة الاستشهاد: ref duplicates default (link)
- ÂşıkPaşazade (2003). Osmanoğulları'nın Tarihi (بالتركية). Translated by Kemal Yavuz. İstanbul: K Kitaplığı. ISBN:975296043X.{{استشهاد بكتاب}}:  صيانة الاستشهاد: ref duplicates default (link)
- Lowry, Heath W. (2003). The Nature of the Early Ottoman State (بالإنجليزية) (1 ed.). Albany: State University of New York Press. ISBN:0791456358. OCLC:51040673. {{استشهاد بكتاب}}: تحقق من التاريخ في: |سنة= (help)
- Bisaha, Nancy (2004). Creating East and West: Renaissance Humanists and the Ottoman Turks (بالإنجليزية). University of Pennsylvania Press. ISBN:0812219767. Archived from the original on 2020-10-07.{{استشهاد بكتاب}}:  صيانة الاستشهاد: ref duplicates default (link)
- Mazziotti, Innocenzo (2004). Immigrazioni albanesi in Calabria nel XV secolo e la colonia di San Demetrio Corone (1471-1815) (بالإيطالية). Castrovillari: Il Coscile Editore. ISBN:8887482616.{{استشهاد بكتاب}}:  صيانة الاستشهاد: ref duplicates default (link)
- Finkel, Caroline (2006). Osman's Dream: The Story of the Ottoman Empire 1300-1923 (بالإنجليزية). London: John Murray. ISBN:9780719561122. Archived from the original on 2016-04-09.{{استشهاد بكتاب}}:  صيانة الاستشهاد: ref duplicates default (link)
- İnal, Halil İbrahim (2007). Osmanlı Tarihi (بالتركية). İstanbul: Nokta Yayınları. ISBN:9789944174374.{{استشهاد بكتاب}}:  صيانة الاستشهاد: ref duplicates default (link)
- Kastritsis, Dimitris (2007). The Sons of Bayezid: Empire Building and Representation in the Ottoman Civil War of 1402-13 (بالإنجليزية). Brill. ISBN:9789047422471. Archived from the original on 2023-12-27.{{استشهاد بكتاب}}:  صيانة الاستشهاد: ref duplicates default (link)
- "Year-by-Year World Population Estimates: 10,000 B.C. to 2007 A.D." Historian on the Warpath (بالإنجليزية). 12 Jan 2008. Archived from the original on 2018-09-01. Retrieved 2017-12-31.
- Tucker, Spencer (2010). "Battle of Ankara". Battles that Changed History: An Encyclopedia of World Conflict (بالإنجليزية). ABC-CLIO. ISBN:9781598844290. Archived from the original on 2016-04-13.{{استشهاد بكتاب}}:  صيانة الاستشهاد: ref duplicates default (link)
- Adıgüzel, Adnan; Mert, Celalettin (Dec 2015). "Ali Haydar'ın 'Kosova Meydan Muharebesi' Adlı Risalesinin Çeviri Metni". Eskişehir Osmangazi Üniversitesi İlahiyat Fakültesi Dergisi (بالتركية). 2 (3). ISSN:2147-8171. Archived from the original on 2020-11-28.

## وصلات خارجيَّة
- "السلطان التُركي بايزيد كان عاشقًا مُتيَّمًا عشيقته هيلانة انتحرت أمامه في سجنه". ديوان العرب. 4 أيَّار (مايو) 2003. اطلع عليه بتاريخ 28 كانون الأوَّل (ديسمبر) 2023. {{استشهاد ويب}}: تحقق من التاريخ في: |تاريخ الوصول= و|تاريخ= (مساعدة)
- خلف دبلان خضر الوذيناني (2010). "سياسة السُلطان بايزيد الأوَّل الجديدة في الفتح العُثماني" (PDF). مجلَّة المُؤرِّخ العربي. اتحاد المؤرخين العرب. ج. 18 ع. 18. مؤرشف (PDF) من الأصل في 2023-12-28. {{استشهاد بدورية محكمة}}: تحقق من التاريخ في: |سنة= (مساعدة)
- "بايزيد الأوَّل: السُلطان الذي رُفضت شهادته". مجلَّة الوعي. ع. 282–283. السنة الرابعة والعشرون، رجب وشعبان 1431هـ، الموافق تمُّوز وآب 2010م. مؤرشف من الأصل في 28 كانون الأوَّل [ديسمبر] 2023. اطلع عليه بتاريخ 28 كانون الأوَّل [ديسمبر] 2023. {{استشهاد بمجلة}}: تحقق من التاريخ في: |تاريخ الوصول=، |تاريخ=، و|تاريخ أرشيف= (مساعدة)

| بايزيد الأول عاهل آل عُثمانولد: 1361 توفي: 9 آذار (مارس) 1403 |                                                                   |                 |
| ألقاب ملكية                                                  |                                                                   |                 |
| سبقه مُراد الأوَّل                                              | سُلطان الدولة العُثمانيَّة 16 حُزيران (يونيو) 1389– 8 آذار (مارس) 1403 | تبعه مُحمَّد الأوَّل |